# Homo naledi
Homo naledi is een mensensoort, behorend tot de Hominini, die vermoedelijk leefde tijdens het Midden-Pleistoceen. Lee Berger, die de soort benoemde, ging er aanvankelijk van uit dat deze misschien wel twee miljoen jaar oud was, maar stelde de ouderdom in een artikel in april 2017 bij tot tussen de 335 000 en 236 000 jaar. In dat geval leefde de soort nog gelijktijdig met de vroege moderne mens, waarvan de eveneens in zuidelijk Afrika gevonden Florisbad-mens op 260 000 BP gedateerd is.
H. naledi werd september 2013 ontdekt in de Rising Stargrotten in Zuid-Afrika, in een diepe grotkamer die zeer slecht toegankelijk is. De overblijfselen van minstens vijftien individuen werden gevonden tijdens opgravingen tot april 2014 en de onderzoekers nemen aan dat er nog meer aanwezig zijn. Het betreft de grootste concentratie fossiele mensen die ooit in Afrika is aangetroffen. In 2015 benoemden Berger e.a. Homo naledi. De soortaanduiding betekent "ster" en verwijst naar de Dinaledikamer, uit de bodem waarvan de uit elkaar gevallen skeletten zijn opgegraven. In 2017 werden aanvullende vondsten gemeld uit de Lesedikamer en in 2021 uit een dieper gelegen spleet. Een belangrijk deel van het skelet als geheel is hierdoor bekend.
Homo naledi toont een eigenaardige mengeling van basale ("primitieve") en geavanceerde kenmerken. De hersenen van deze soort zijn opmerkelijk kleiner dan die van de moderne Homo sapiens, met een omvang van tussen de 465 en 610 kubieke centimeter, ondanks een lichaamslengte van tegen de anderhalve meter. Dat is maar weinig meer dan bij moderne basale mensapen of australopitheken. Met uitzondering van de Floresmens, een dwergvorm, heeft geen enkele mensensoort die geologisch zo jong is zulke kleine hersenen. Het brein heeft echter een vrij moderne structuur. De schouder heeft een kort sleutelbeen zodat de arm hoog geheven kan worden om takken te grijpen. Ook de zeer kromme vingerkootjes wijzen op een goed vermogen te klimmen. Homo naledi liep echter rechtop en was volledig tweevoetig. De voet heeft een vrijwel moderne vorm en de bouw van het vrij lange onderbeen duidt erop dat H. naledi efficiënt kon stappen.
De afkomst van Homo naledi is raadselachtig. De basale kenmerken wijzen op een vroege afsplitsing in de basis van het geslacht Homo. Dat is echter lastig verenigbaar met de geringe ouderdom. In combinatie met afgeleide eigenschappen kan een positie tussen Homo erectus en Homo antecessor berekend worden. Ook dat zou echter een tamelijk vroege oorsprong vergen. Bepaalde moderne trekken zouden dan door parallelle evolutie met de moderne mens verworven moeten zijn. Een laatste mogelijkheid is dat die zich met australopitheken vermengd heeft zodat H. naledi een hybride zou zijn. Australopitheken lijken echter al anderhalf miljoen jaar uitgestorven te zijn.
Een zwakke schedelmusculatuur en kleine kiezen, beide moderne kenmerken, wijzen erop dat Homo naledi niet heel goed kon kauwen op laagwaardig voedsel. Misschien at hij harde voedzame noten, waarop ook het grote aantal afgeschilferde tandranden wijst. Fruit en noten kunnen al klimmend geplukt zijn. Wellicht werden al boulderend vooral rotswanden in kloven beklommen want de habitat was niet sterk bebost. Eenduidige werktuigen zijn in de grotten niet aangetroffen maar Berger denkt dat die toch gebruikt werden. De diepe grotkamer zou alleen met behulp van verlichting bereikt kunnen zijn en in 2022 werd de vondst van vuurplaatsen gemeld. Dat zoveel skeletten tezamen aanwezig waren, is moeilijk te verklaren. Berger suggereerde dat de lijken opzettelijk door de nauwe spleten vervoerd werden om ze in de diepe kamer bij te zetten. Andere onderzoekers hebben echter betwijfeld of een soort met zo weinig hersens tot een dergelijk ritualistisch gedrag in staat zou zijn.

## Ontdekking

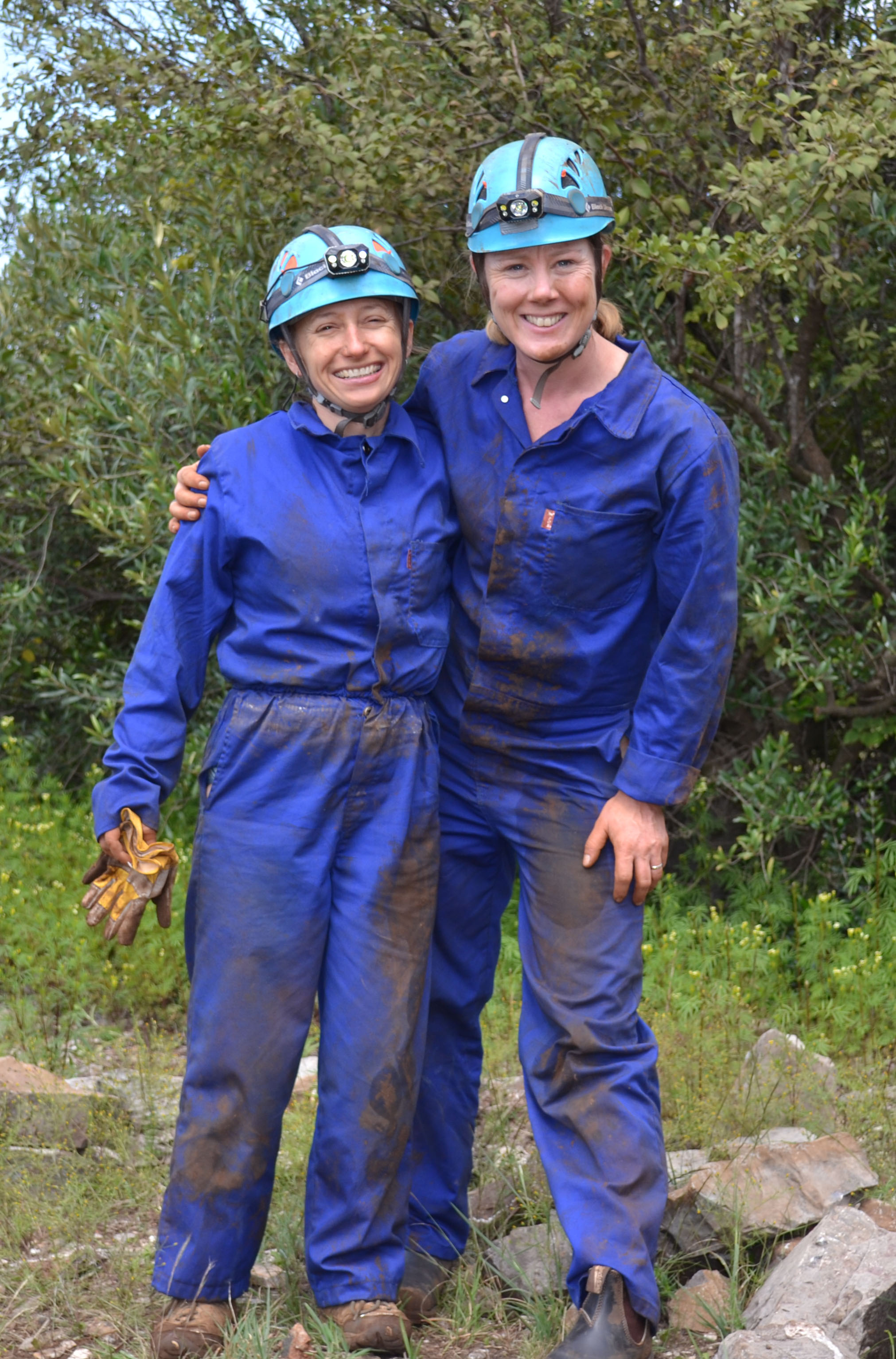
Peixotto en Elliott, twee van de Underground Astronauts, in maart 2014

Na zijn spectaculaire vondsten van Australopithecus sediba merkte paleoantropoloog Lee Rogers Berger dat hij tijd te kort kwam om persoonlijk de grotten van de "Wieg der Mensheid" (Cradle of Humankind) te exploreren op zoek naar nieuwe ontdekkingen. Hij besloot zijn ruime contacten onder de cavers (amateurspeleologen) te gaan mobiliseren om het onderzoek systematisch voort te zetten. Augustus 2013 gaf hij Pedro Boshoff toestemming op zijn kosten krachten daarvoor te rekruteren. Deel van het systeem vormden de Rising Stargrotten, waarvan de diepste kamers al in de jaren negentig waren bezocht, zonder dat de locatie ernstig was verstoord. 

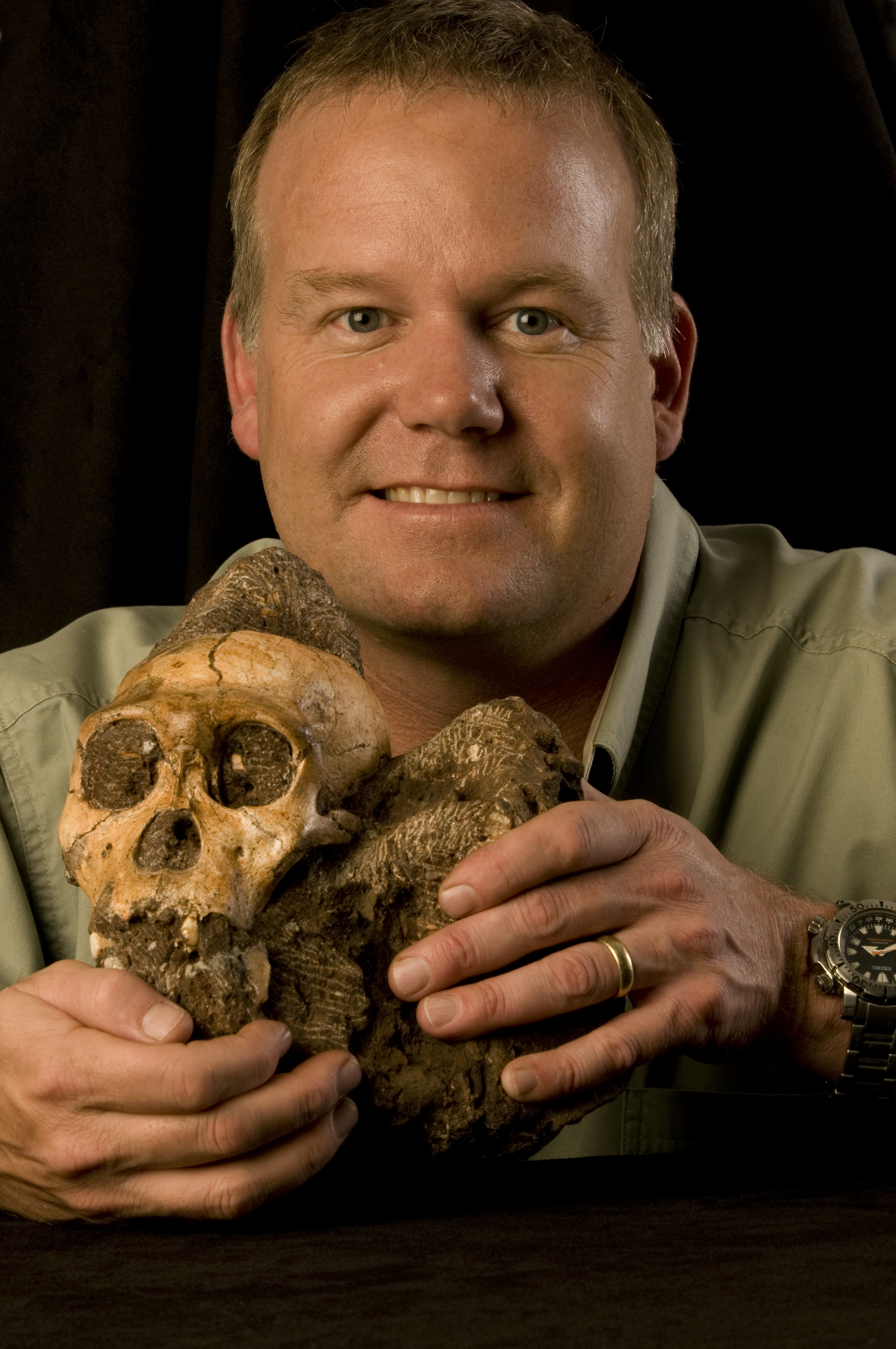
Bergers hoofd was te dik voor de doorgang

Op 13 september 2013 zagen Rick Hunter en Steven Tucker van de Speleological Exploration Club er fossielen, waaronder tanden en kaken, maar hun fotocamera bleek niet te werken. Op 24 september keerden ze terug en namen foto's die ze op 1 oktober aan Berger en Boshoff lieten zien. Op 5 oktober was het de vrij gezette Berger niet gelukt de vindplaats te bereiken, maar zijn veertienjarige zoon Matthew wel en diens foto's van talloze beenderen bewezen het belang van de vondst. Hij besloot er vaart achter te zetten uit vrees dat stropers de fossielen zouden roven. Nog in oktober 2013 regelde Berger financiering door de National Geographic Society en de Universiteit van de Witwatersrand. Hij deed op 6 oktober een oproep op Facebook aan antropologen om zich te melden voor een te vormen onderzoeksteam. Binnen tien dagen meldden zich zestig sollicitanten, waaruit Berger een groep van zes wetenschappers samenstelde: Hannah Morris, Marina Elliott, Becca Peixotto, Alia Gurtov, K. Lindsay Eaves en Elen Feuerriegel. Deze Underground Astronauts waren voornamelijk geselecteerd op hun slankheid, nodig om zich door de extreem nauwe doorgangen van het grottenstelsel te wringen, op één punt niet breder dan achttien centimeter als toegang van een bijna verticale twaalf meter hoge helling, aflopend van de zogenaamde Dragon's Back. Hunter en Tucker waren magere jongemannen. Berger zelf zou uiteindelijk twintig kilogram afvallen om zich behendiger in de grotten te kunnen verplaatsen. De Underground Astronauts werden via een geavanceerde videoverbinding centraal aangestuurd. Als vrijwilligers kregen ze geen loon, maar het mede-auteurschap van artikelen was gegarandeerd.

Diagram van de kamers

Van 10 november 2013 af werden in de diepste Dinaledikamer, vindplaats UW-101 dertig meter onder de grond gelegen en op tachtig meter van de ingang van de grotten, ruim twaalfhonderd botten of botfragmenten geborgen die minstens twaalf individuen vertegenwoordigen. De opgravingen werden nog die maand voorlopig beëindigd wegens tijdgebrek. Op 20 februari 2014 werd in de Lesedikamer, UW-102, een tweede laag fossielen aangetroffen, waarvan reeds door Hunter in november een dijbeen was gemeld, die in april 2014 werd opgegraven. Die maand steeg het gecombineerde totaal aan vondsten tot 1754 specimina. In september 2015 beliep het aantal specimina uit de Dinaledikamer 1550, afkomstig van minstens vijftien individuen. Twaalfhonderdvijftig daarvan waren opgegraven, driehonderd direct aan het oppervlak aangetroffen. De opgravingen beperkten zich tot een oppervlakte van slechts één vierkante meter, rond een punt waar toevallig het eerste paar onderkaken was aangetroffen, van de ongeveer dertig vierkante meter die de bodem van de grot meet. Het werd aannemelijk geacht dat verder onderzoek meer vondsten zou opleveren. In 2020 was het aantal specimina gestegen tot 1800.

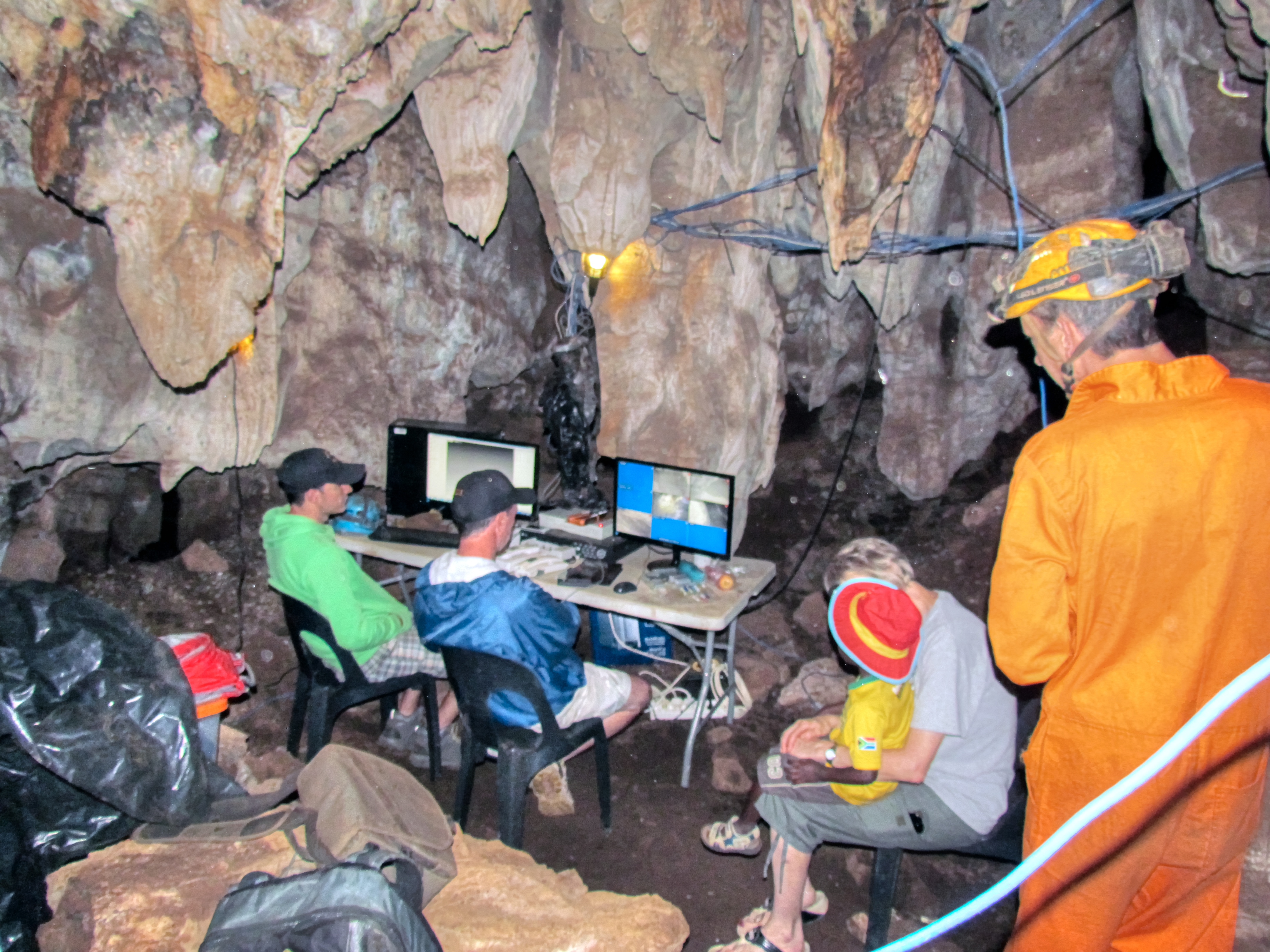
De opgravers werden centraal aangestuurd

De botten vertegenwoordigen het grootste deel van het skelet, inclusief schedels, onderkaken, ribben, een complete hand, een voet en zelfs een middenoor. Onder de individuen bevinden zich zes volwassenen en negen kinderen inclusief zuigelingen. Er zijn geen sporen van predatie door roofdieren en überhaupt nauwelijks niet-menselijke resten, slechts zes vogelbotten, de tand van een baviaan en wat niet op soort determineerbare knaagdiertanden. Er heeft zich slechts weinig sediment afgezet, in de loop van eeuwen, voornamelijk door verwering van de grotwand. Er lijkt geen gat in het plafond te zijn geweest waardoorheen mensen naar beneden zouden kunnen zijn gevallen. De botten tonen ook geen grote breuken die op zo'n val zouden kunnen wijzen. Het systeem is bedekt door een ruim één meter dikke laag hoornsteen. Er zijn geen sporen van transport door water. Dat alles heeft de vraag opgeroepen hoe zoveel lijken in zo'n diepe grot terecht kunnen zijn gekomen. Het betreft de grootste concentratie aan prehistorische fossiele mensachtigen die ooit op één locatie in Afrika zijn aangetroffen. In 2015 werd geconcludeerd dat ze, ondanks de zeer moeilijke toegang, als intacte lijken zijn gedeponeerd en pas in de kamer uiteenvielen.
In 2017 werden door John David Hawks uit de Lesedikamer nog eens 131 specimina gemeld, gevonden tot en met 2015, die minstens drie individuen vertegenwoordigen, twee volwassenen en een kind. Die kwamen in bouw overeen met de vondsten uit de Dinaledikamer. "Lesidi" betekent "licht". De vondsten werden gewonnen door het ziften van slechts tweehonderd liter sediment, maar dat leverde een vrij compleet skelet met schedel op. Veel meer fossielen zouden nog aanwezig kunnen zijn.
In 2021 werd een derde vindplaats gerapporteerd, UW-110. Het gaat om een vijftien centimeter nauwe spleet die zich nog eens twaalf meter dieper dan de Dinaledikamer in het complex uitstrekt. Omdat de locatie extreem moeilijk te bereiken valt, werden alleen in september 2017 opgravingen verricht, door Peixotto. Daarbij werden zes tanden en achtentwintig schedelfragmenten gevonden van vermoedelijk één enkel individu, een vrij jong kind bij wie het vaste gebit net doorbrak. Ook dit exemplaar is aan Homo naledi toegewezen. Het kreeg de bijnaam "Leti".

## Naamgeving

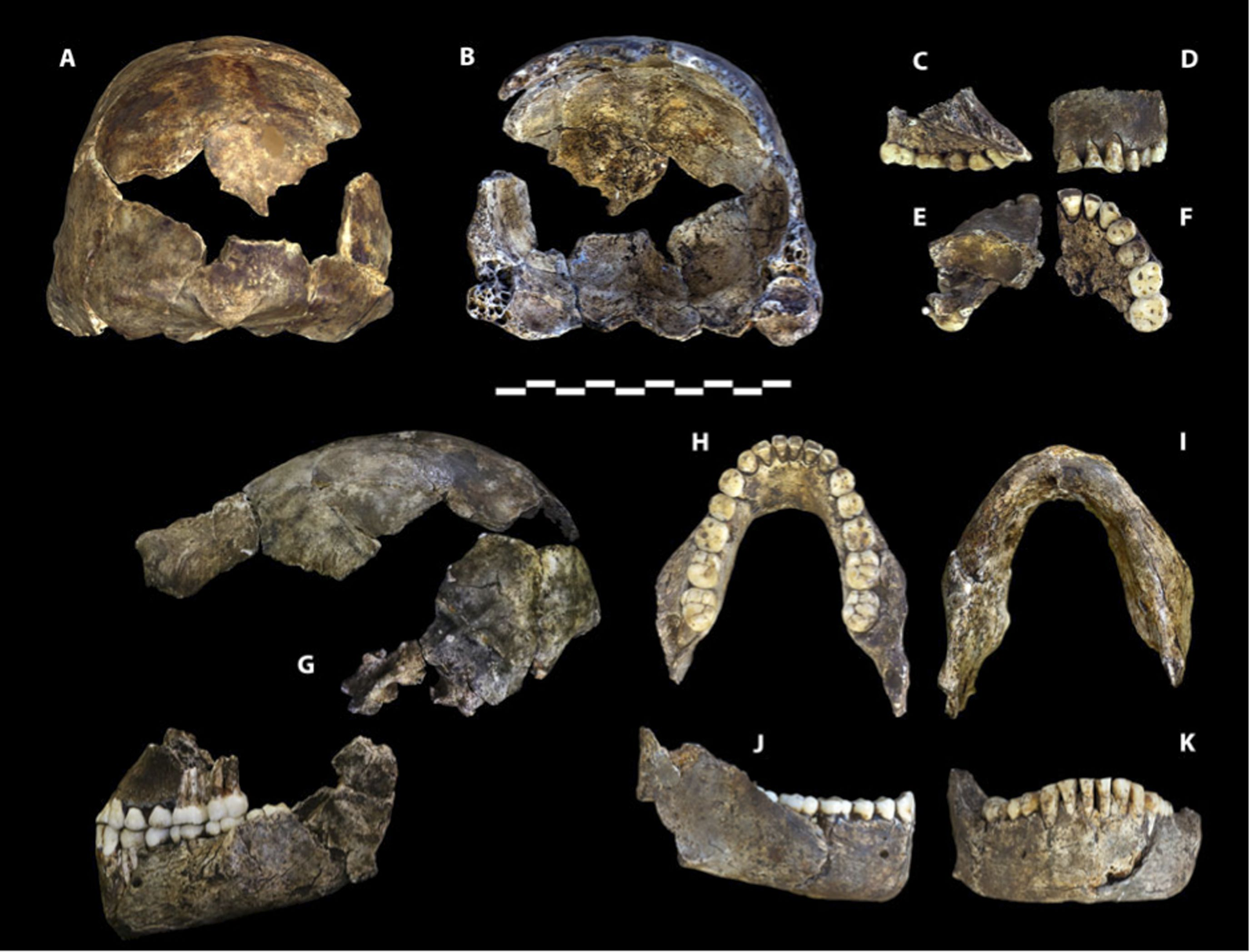
Het holotype van Homo naledi

Al na een kort onderzoek kwam Berger tot de conclusie dat de vondsten tot het geslacht Homo behoorden en dat ze daarin een nog onbekende soort vertegenwoordigden. Hij verwierp de mogelijkheid dat het om resten van twee soorten zou gaan, zoals Jeffrey Schwartz suggereerde, aangezien de skeletelementen weinig variatie vertoonden, zowel in morfologie als in de lichaamsomvang gecorrigeerd voor leeftijd. In 2015 benoemde hij, met vijfenveertig medeauteurs, die soort als Homo naledi. De soortaanduiding naledi werd aan de soort gegeven als verwijzing naar de Rising Stargrotten waar ze werd aangetroffen; naledi betekent ster in het Sesotho.
Het holotype is DH1, het schedeldak, bovenkaaksbeen en gepaarde onderkaken van een man gevonden in maart 2014. Schedeldaken DH2, DH3 DH4 en DH5 werden als paratypen aangewezen evenals de onderkaak U.W. 101-377. DH3 zou een vrouw vertegenwoordigen. "DH" staat voor Dinaledi Hominin. De fossielen maken deel uit van de collectie  van het Evolutionary Studies Institute van de Universiteit van Witwatersrand. Ze zijn geen eigendom van de grondeigenaar Leon Jacobs, die toestemming gaf voor opgravingen, maar van de Zuid-Afrikaanse staat. Nog eens 732 specimina werden in 2015 toegewezen, het totale op element identificeerbare hominine materiaal tot 2015 gevonden. Deze toegewezen specimina hebben UW-inventarisnummers. Die werden toegewezen bij de ontdekking. Indien specimina later konden worden gecombineerd, behield de combinatie het eerste toegewezen nummer. In 2017 kreeg de linkeronderkaak U.W. 101-1400 de aanduiding DH6. In 2020 werden zeventig in 2013 en 2014 gevonden elementen gecombineerd tot een meer compleet skelet, het kind DH7.
Berger wist, net als bij A. sediba, een groot aantal collegae bij het project te betrekken, zozeer dat het de jaloezie en kritiek van vakgenoten opriep. Het benoemende artikel was in open access gratis te downloaden en werd ook meteen 25 435 keer gedownload, een record voor een paleontologisch artikel, wat bejubeld werd als een triomf voor de democratisering van de wetenschap. In 2015 werd begonnen met het publiceren van een aantal deelstudies over anatomie en gedrag. Dat jaar werden de voet en de hand beschreven, in 2017 de wervels en ribben, de schedel, het been en de opperarm, in 2018 het bekken en het middenoor en in 2019 het wortelkanaal van de tanden. De haast die het project kenmerkte, leidde ertoe dat een aantal studies onder hun voorlopige titel in publicaties werd geciteerd, terwijl hun uiteindelijke titel sterk afweek en hun inhoud veranderde of zelfs helemaal niet gepubliceerd werd. Twee niet ingediende artikelen kwamen beschikbaar doordat ze hoofdstukken werden in een thesis van Ashley Kruger. In 2017 publiceerden Berger en Hawks een populair-wetenschappelijk boek over de vondsten. In 2023 publiceerden beide auteurs een opvolgend boek met meer ontdekkingen en verbeterde inzichten.

## Datering

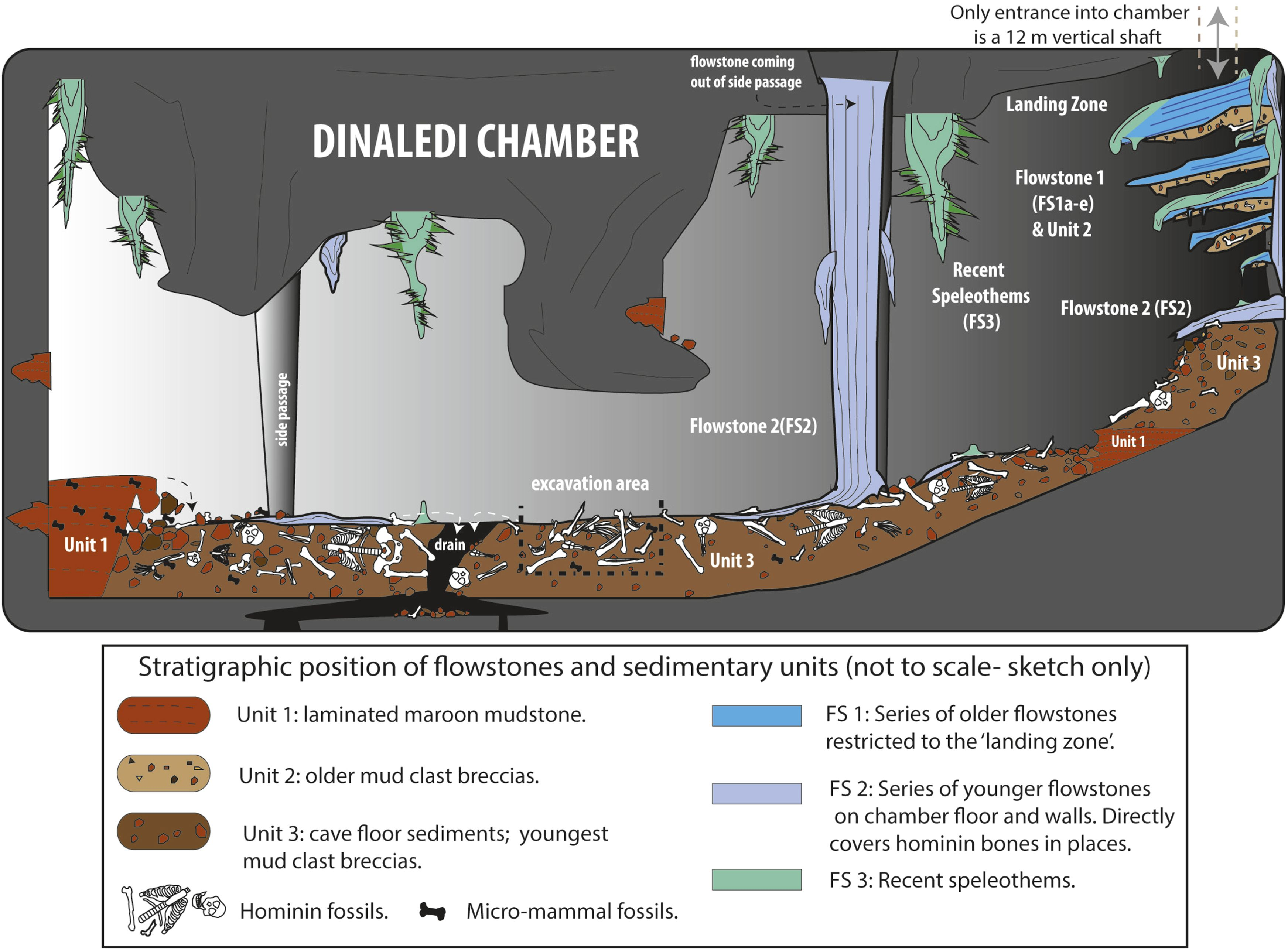
Diagram van de afzettingen in de grot

Een van de meest gebruikelijke methoden om de ouderdom van fossielen te bepalen, een vergelijking tussen de faunae van het vondstgebied, kon in dit geval niet toegepast worden aangezien er nauwelijks andere dieren in de grot waren aangetroffen. De stratigrafische informatie was beperkt door de dunne sedimentlagen. In 2015 waren nog geen absolute dateringen van de fossielen uitgevoerd. Wel probeerde J. Francis Thackeray dat jaar door middel van schedelmetingen de positie in de stamboom te bepalen. De fossielen leken meer afgeleid dan Homo rudolfensis te staan, maar basaler dan Homo erectus s.l. (dus Homo ergaster). Omdat H. rudolfensis zo oud kan zijn als 2,5 miljoen jaar en H. ergaster zich minstens 1,8 miljoen jaar geleden moet hebben afgesplitst, zou een ouderdom van twee miljoen jaar het meest waarschijnlijk zijn voor H. naledi. Maar omdat H. habilis ook basaler was dan H. naledi en anderhalf miljoen jaar geleden nog voorkwam, zou het kunnen dat H. naledi wat jonger dan die soort was.

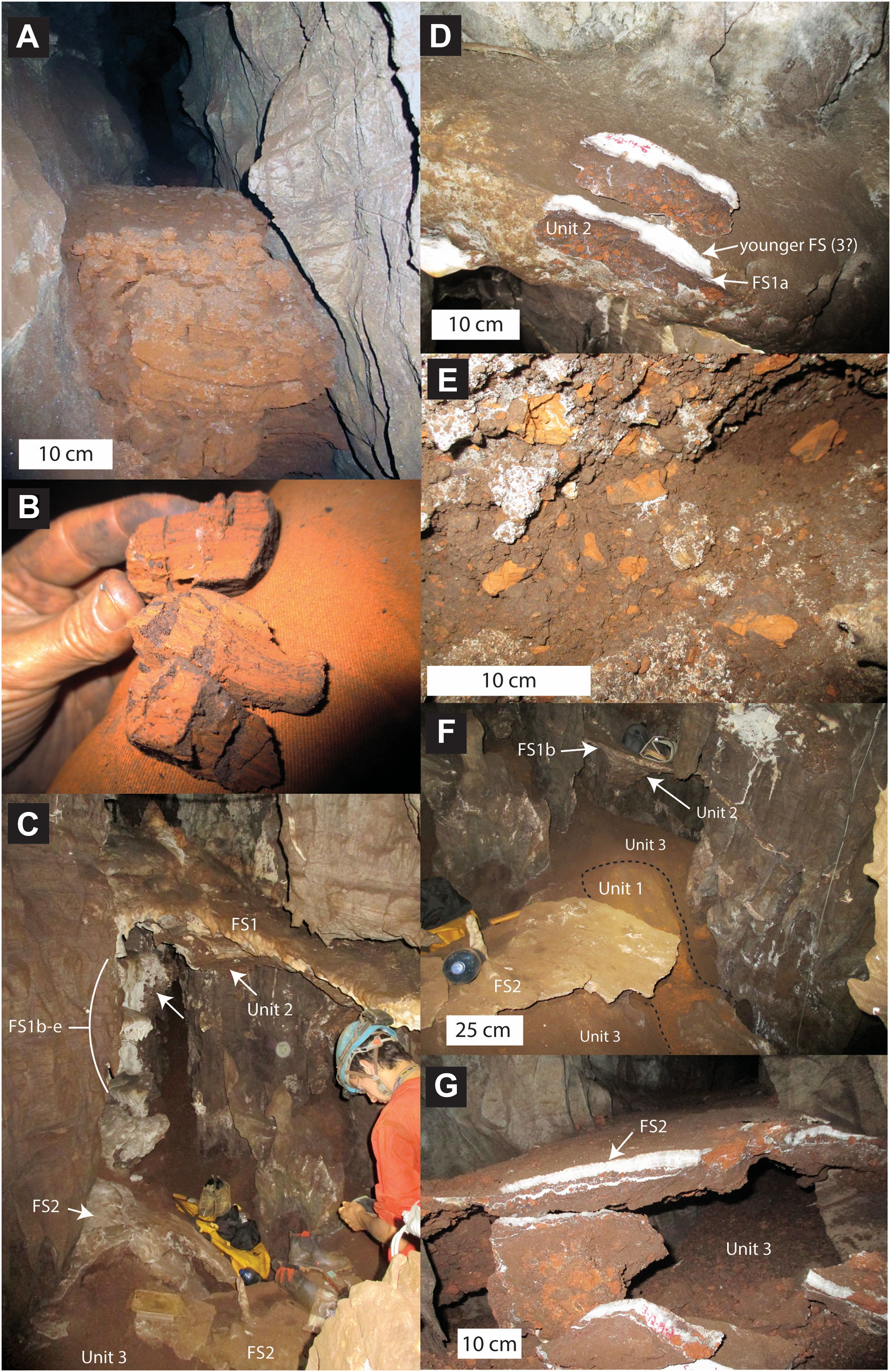
Verschillende typen afzettingen in de grot

Een zulk hoge ouderdom werd al onmiddellijk bekritiseerd. Christopher Zollikofer stelde in 2015 in een interview met Johan von Mirbach dat het om veel jongere resten van Homo erectus ging en dat men alleen een nieuw taxon benoemd had om media-aandacht te genereren. Het Zuid-Afrikaanse team reageerde verontwaardigd op deze insinuatie. In 2016 publiceerden Mana Dembo e.a. een cladistische analyse op basis van de schedelkenmerken gecorrigeerd door bayesiaanse statistiek. Hoewel er een 95% kans bleek te zijn dat H. naledi deel uitmaakte van een clade met Homo en A. sediba, zodat een hoge ouderdom in beginsel mogelijk bleef, was de meest waarschijnlijke (zij het niet sterk ondersteunde) positie dat H. naledi tussen de Aziatische tak van H. erectus en Homo antecessor in lag. Dat kwam overeen met een geschatte ouderdom van 912 000 jaar. Eigenaardig was dan de geringe herseninhoud van de schedels. Die past slecht bij die positie en zou ook betekenen dat mensensoorten met kleinere hersenen lange tijd met ruimer voorziene vormen een habitat hadden gedeeld.

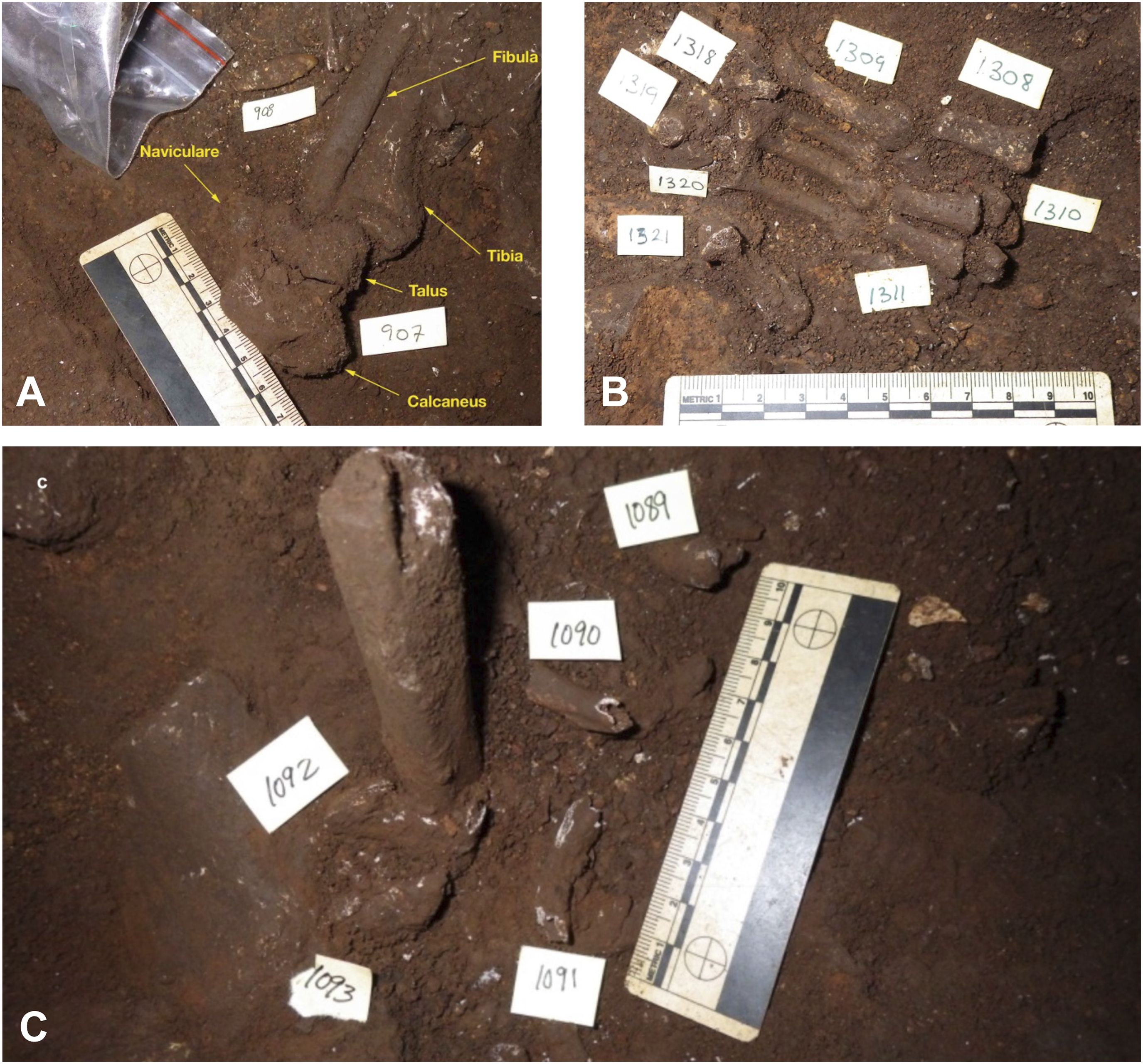
Tafonomische patronen

In 2017 werden voor de eerste keer absolute dateringen gepubliceerd. Drie tanden werden onderzocht door electron spin resonance dating, uranium-thoriumdatering, C14-datering en optically stimulated luminescence terwijl het sediment werd gedateerd door paleomagnetisme. Alle vier methoden ontliepen elkaar niet veel in uitkomsten en wezen op een leeftijd tussen de 335 000 en 236 000 jaar. De tot dan toe jongste vondsten uit de Cradle of Humankind waren een half miljoen jaar oud.
De stratigrafie bleek te bestaan uit drie hoofdeenheden. Druipsteen, in vorm van verticaal, of in dit geval vaker horizontaal als een flowstone, afgezet hard calciet vormt verschillende lagen. Daartussen bevinden zich lagen sediment gevormd door verweerd calciet dat vochtig geworden was en zo beweeglijk werd. In dit sediment, in hoofdeenheid 3, bevinden zich de botten in een bovenste laag van twintig tot dertig centimeter dikte. Het is mogelijk dat een belangrijk deel van het sediment van een hogere opeenhoping in de toegang van de kamer, onder de verticale spleet van de Chute, naar beneden gegleden is met botten en al; deze liggen dan niet in verband terwijl dat bij wat diepere vondsten soms wel ten dele het geval is. Het sediment is anderhalve meter dik, maar alleen de bovenste decimeters bevatten fossielen.
De Lesedikamer was in 2018 nog niet gedateerd. In 2017 en 2018 werd het hele systeem van de Rising Star verder onderzocht. Daarbij bleek dat er een verticale breuk bestaan had, tien meter ten zuidwesten van de Dinaledikamer die in theorie daartoe een extra toegang geboden kon hebben. Die breuk was echter minstens zeshonderdduizend jaar geleden door flowstone afgesloten. Het zou dan in de tijd dat de fossielen werden afgezet niet mogelijk geweest zijn de kamer te bereiken. Een onderscheid werd nu gemaakt tussen de ruimte onder de Chute, vier meter in het vierkant, welke de Hill Antechamber werd gedoopt en de eigenlijke Dinaledikamer die alleen uit de vestibule te bereiken valt via twee spleten waarvan de breedste maximaal vijfendertig centimeter breed is en vier meter lang. Deze jaren werden ook verdere resten van bavianen en uilen gevonden.

## Beschrijving

### Grootte

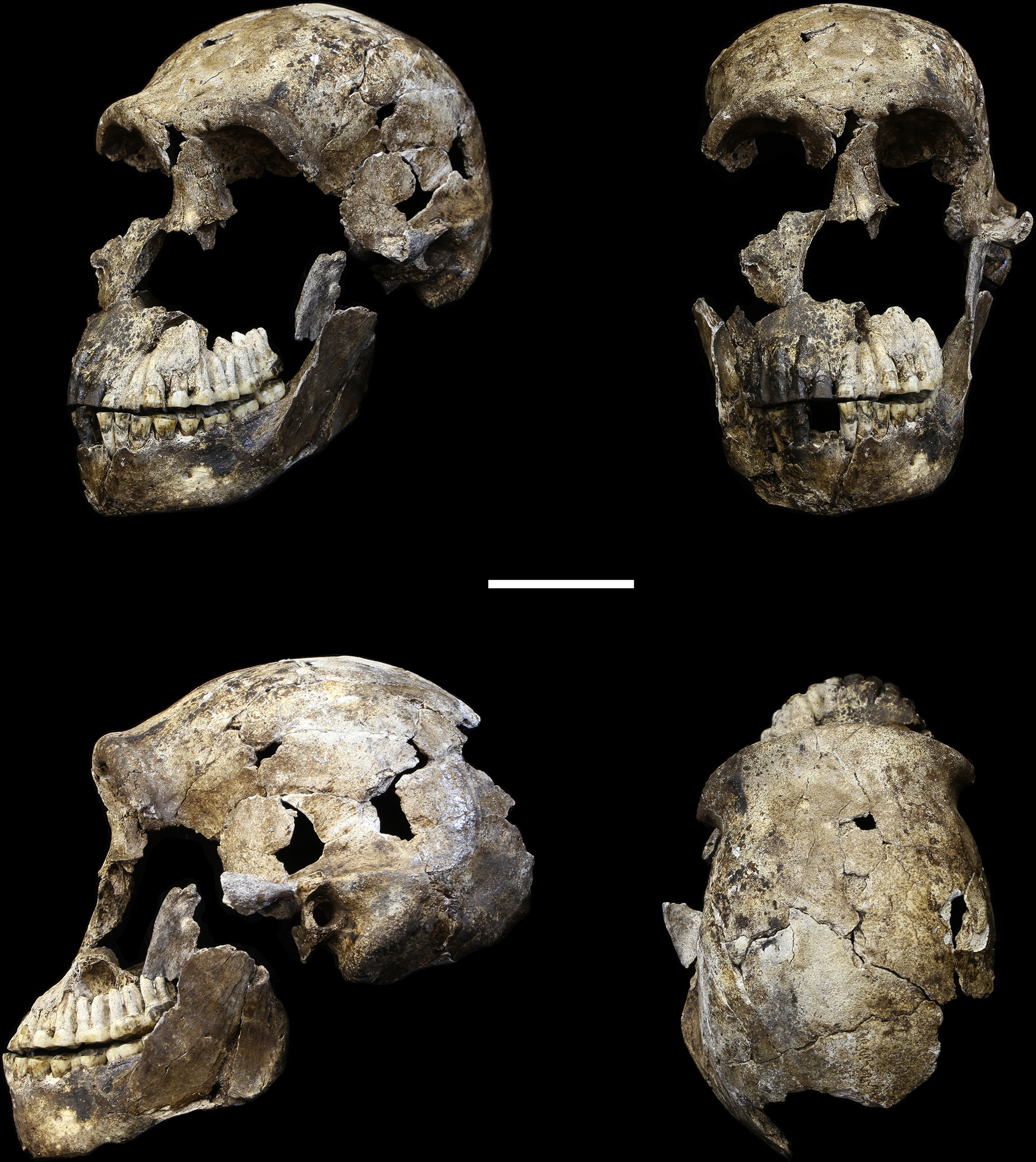
LES1

Homo naledi was tegen de 150 centimeter lang. Scheenbeen U.W. 101-484 heeft een lengte van 325 millimeter. Extrapolatie vanuit moderne Afrikaanse populaties levert een schatting op voor de lichaamslengte van tussen de 144,5 en 147,8 centimeter. Het gemiddelde lichaamsgewicht werd later met de methode-Grabowski vastgesteld op 37,4 kilogram. Dat valt samen met de kleinste moderne populaties of de grootste bekende australopitheken. Het valt binnen de variatie van Homo georgicus, maar is duidelijk lichter dan de meeste H. erectus-populaties en zeker dan de neanderthalers of het gemiddelde van H. sapiens. Uit de acht gevonden dijbeenderen kan een gewicht van tussen de 39,7 en 55,8 kilogram worden afgeleid.

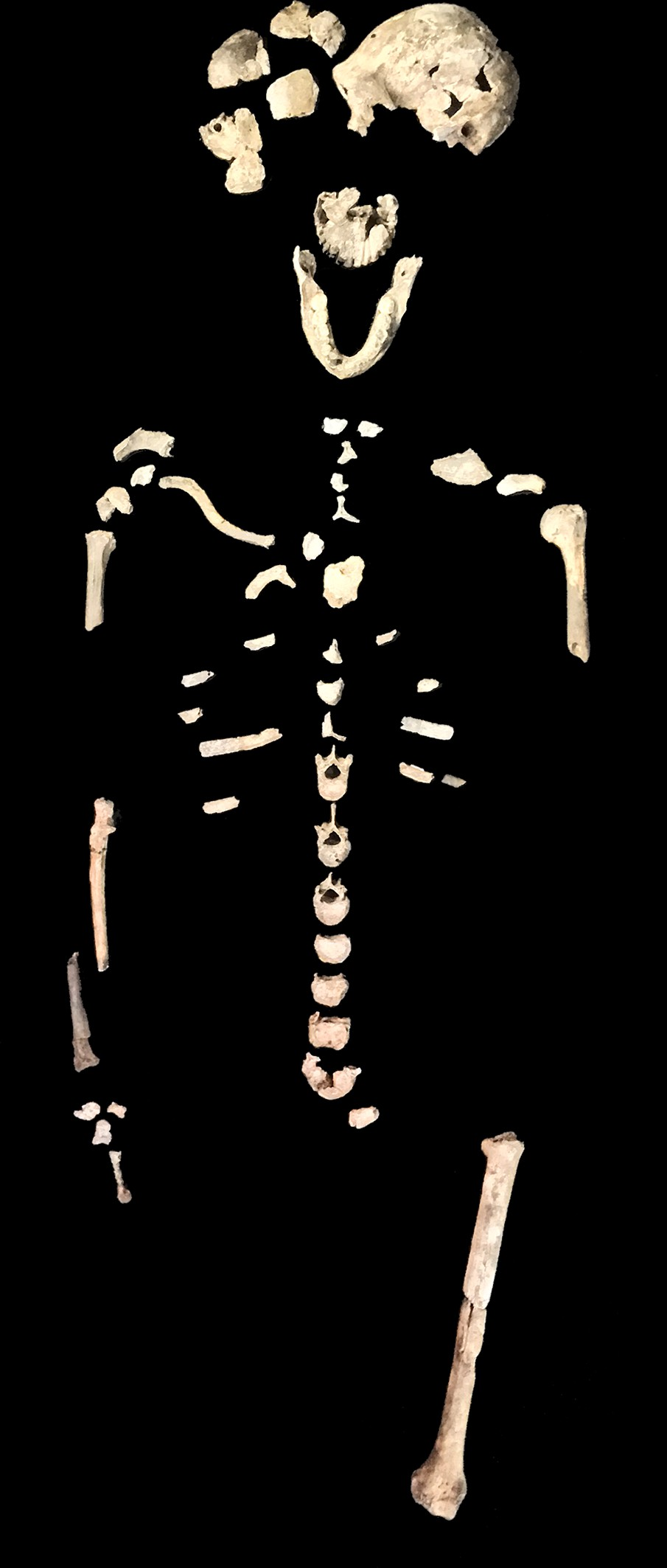
Het skelet van LES1

De hersengrootte ligt bij de vondsten uit 2013 en 2014 tussen de 465 cc (DH3) en 560 cc (DH1). Dat ligt midden in de variatiebreedte van australopitheken, maar bijna buiten die van Homo. Slechts de kleinste exemplaren van Homo habilis, één exemplaar van Homo erectus (specimen D4500 met 546 cc) en de dwergvorm Homo floresiensis hebben even kleine hersenen. Bij een mannelijke schedel die in 2017 uit de Lesedikamer werd geborgen, LES1, is een inhoud van 610 cc vastgesteld.

### Onderscheidende kenmerken
In 2015 werd geen formele lijst van unieke afgeleide kenmerken, autapomorfieën, aangegeven. Uniek zijn echter onder homininen de extreme kromming van de middelste en proximale vingerkootjes; een uitholling in het bovenvlak van de nek van het dijbeen die twee beenbalkjes overdwars schept die respectievelijk over de onderste achterzijde en de bovenste voorzijde lopen; en een sterke onderste aanhechting van de pes anserinus op het scheenbeen. In 2020 werd ook als uniek onder Hominini aangegeven dat de vierde onderste premolaar kleiner is dan de derde.

### Algemene bouw
In het algemeen toont Homo naledi een mengeling van basale en afgeleide eigenschappen. Ook deze combinatie is uniek. De bouw van het hoofd inclusief onderkaken en het gebit, lijkt op dat van Homo, maar de kleine omvang van het brein is afwijkend en overeenkomend met de australopitheken. Het onderbeen, inclusief enkel en voet lijkt op dat van Homo. Het bekken is echter breed als dat van Australopithecus afarensis. De polsen, vingeruiteinden en handproporties zijn als die van Homo, maar de middelste en proximale vingerkootjes zijn zelfs sterker gekromd dan bij enige australopitheek. De schouders lijken op die van de australopitheken. De wervels lijken op die van Homo in de evolutiefase van het Pleistoceen, maar de onderste ribbenkast is breed als bij Australopithecus afarensis.

### Skelet

#### Schedel

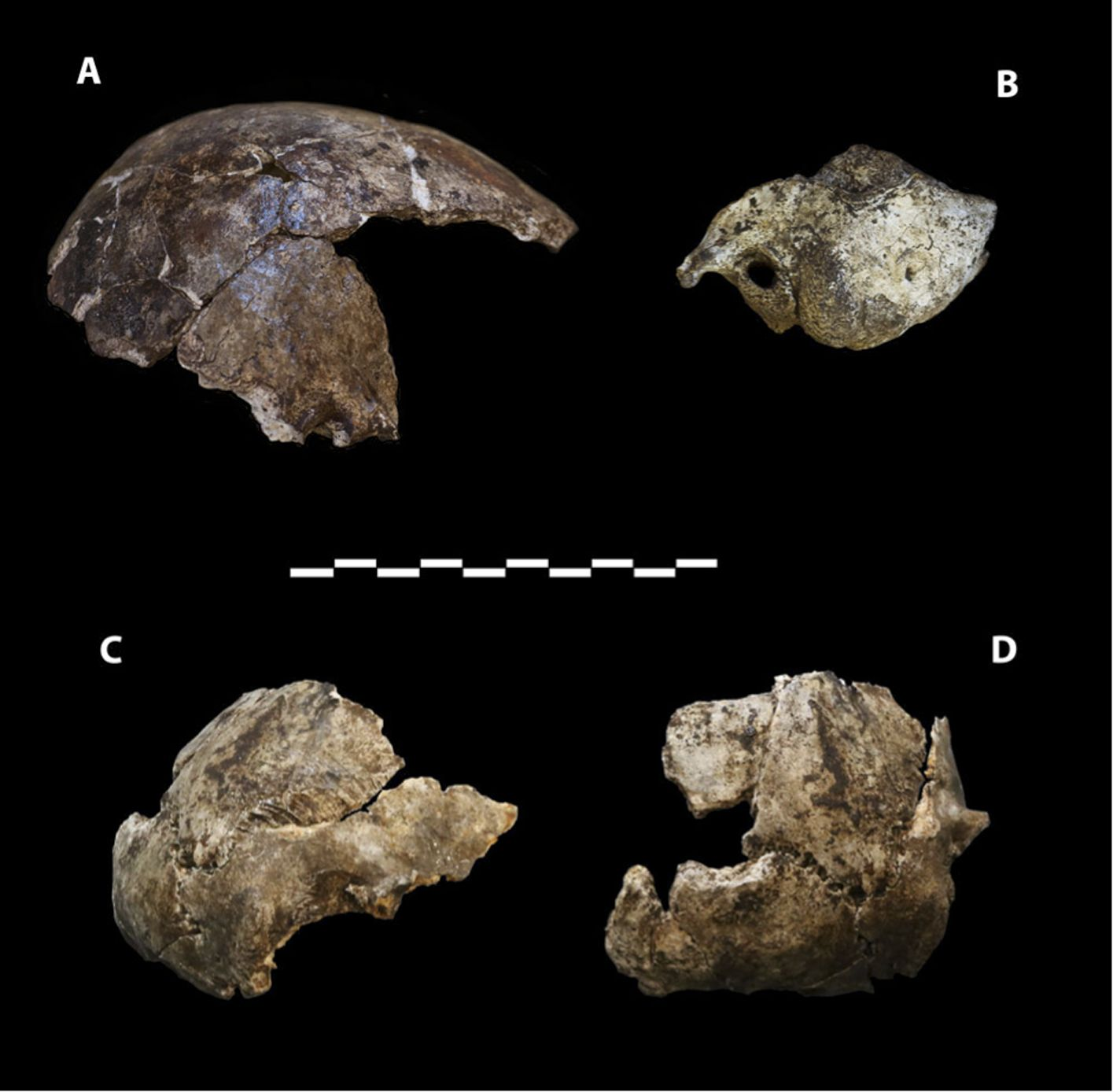
De schedels DH2, DH4 en DH5

De schedel, hoewel klein, heeft toch kenmerken van Homo en is relatief bol en kort van voor naar achter, minder lang en laag dan bij H. erectus. De voorste zijwanden zijn afgeplat. De voorhoofdsbeenderen en wandbeenderen vormen verheffingen. De centrale schedelkam is laag. Zijkammen zijn minder ontwikkeld dan bij H. erectus. De beenwanden van de schedel zijn dun, als bij Homo sapiens, het dikst op de slapen en het achterhoofd. De schedel is het breedst boven de tepelbeenderen, maar slechts weinig ingesnoerd achter de wenkbrauwwallen. Daar staat tegenover dat die goed ontwikkeld zijn en erachter een duidelijke trog ligt, beide meer basale kenmerken gedeeld met H. erectus. De wenkbrauwbogen zijn afgerond en steken dun zijwaarts uit. De schedel steekt aan de achterzijde uit in een punt. Het schedeldak heeft in achteraanzicht een vijfhoekig profiel met licht evenwijdige kielen in de lengterichting, tussen de lambda en het bregma.

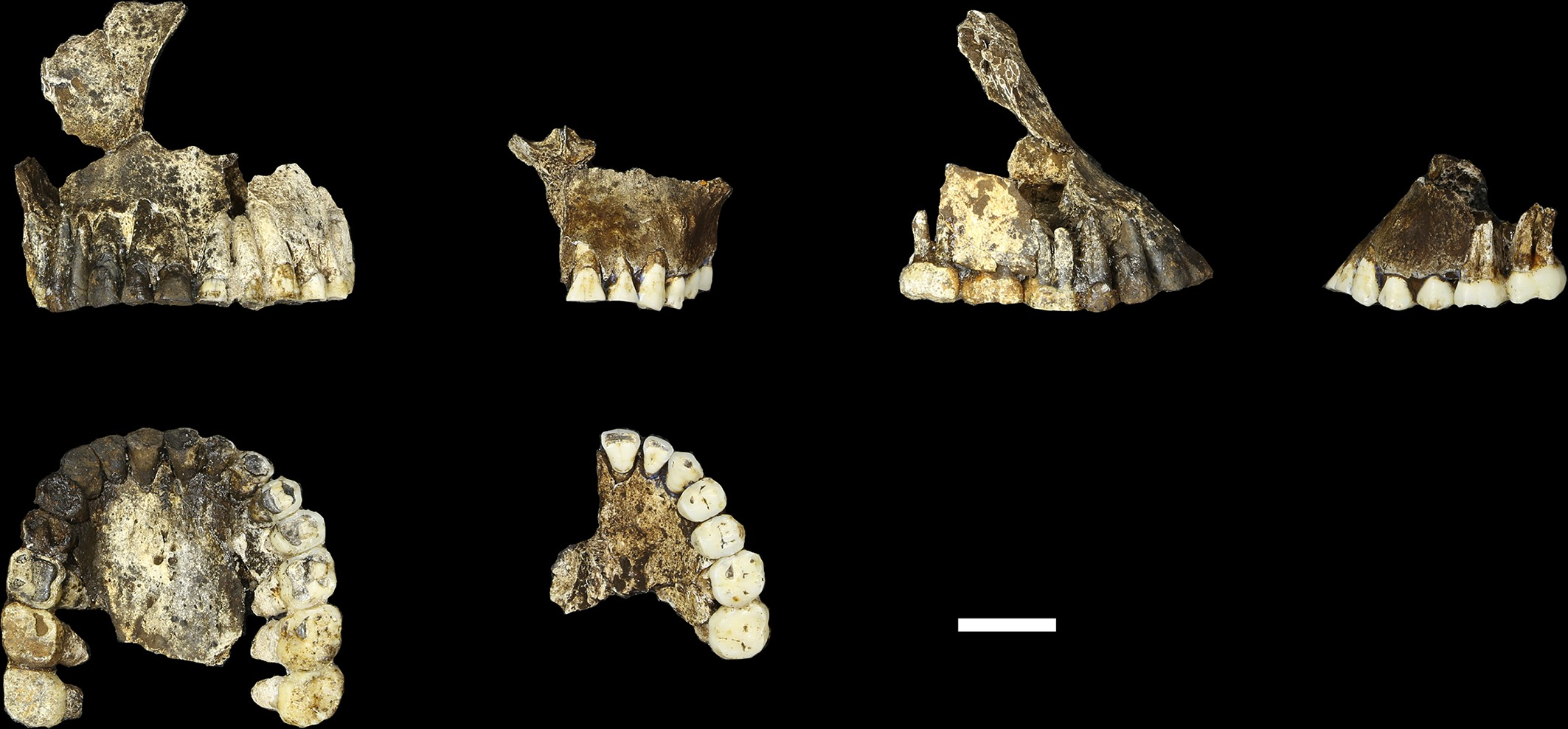
Bovenkaaksbeenderen

Op de slaap liggen de dubbele beenrichels, de lineae temporales, relatief ver uit elkaar, naar achteren samenlopend in een duidelijke beenring op de achterste onderkant van het wandbeen waar dit het tepelbeen raakt. De basis van de tak van het slaapbeen richting jukbeenboog is 30° naar voren en beneden gebogen ten opzichte van de Frankfort Horizontal, de lijn tussen de bovenzijde van de gehoorgang en de onderrand van de oogkas. De basis begint naar buiten te buigen boven het kaakgewricht in plaats van boven de meatus auditorius externus, de gehoorgang of EAM. De beennaad met het squamosum is gebogen en laag. De bovenste groeve van het kaakgewricht ligt binnen het niveau van het slaapbeen en heeft een matige lengte. De achterwand van de groeve wordt gevormd door een klein driehoekig uitsteeksel en een vlakke en steile voorzijde van de pars petrosa ossis temporalis. Op de binnenwand steekt een langwerpige processus entoglenoideus naar beneden. 

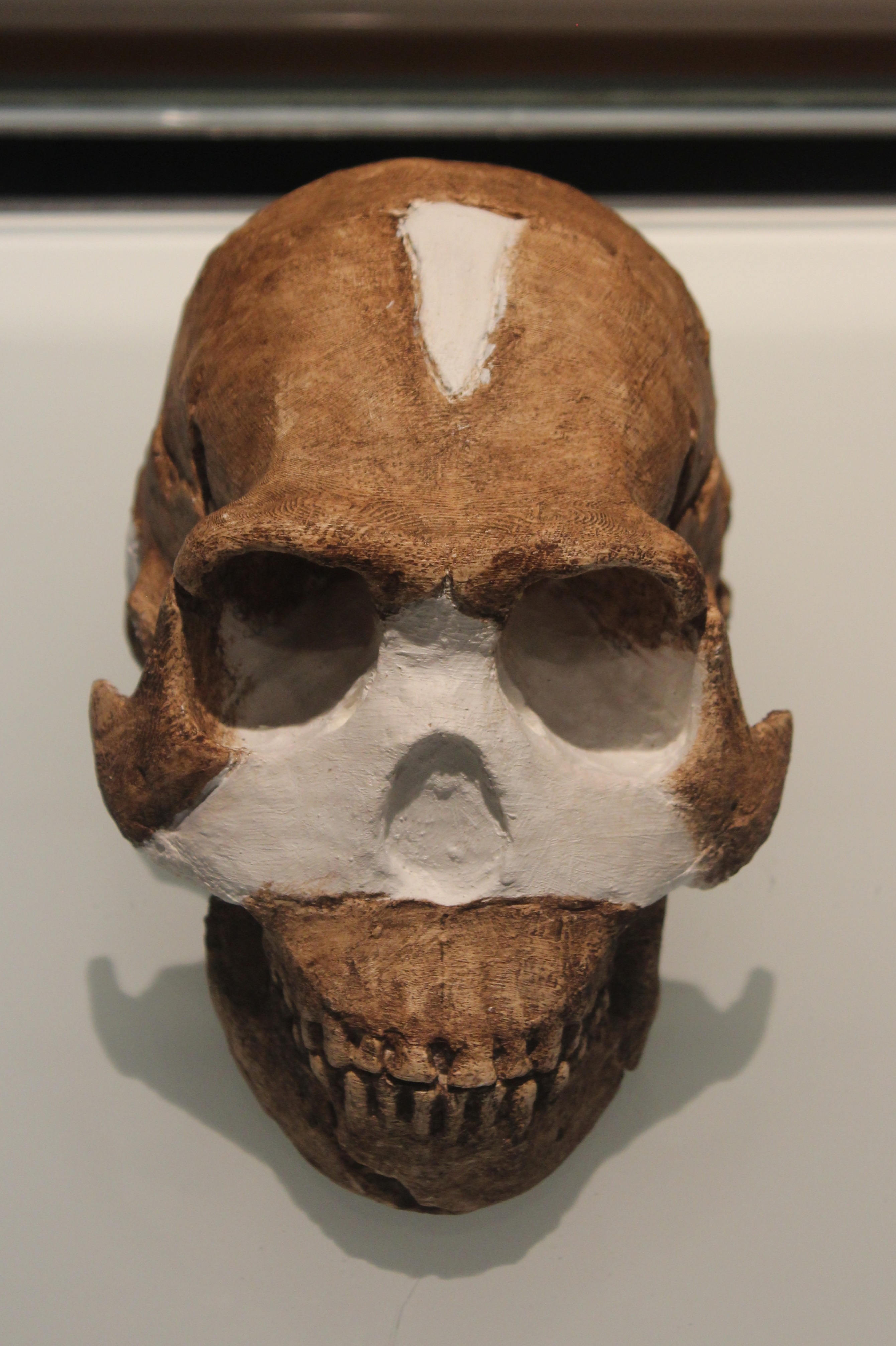
Deze reconstructie laat zien dat het gezicht tamelijk smal is

Bij het slaapbeen liggen zowel de pars petrosa als de pars tympanica min of meer overdwars. Het tympanicum toont een kleine schuine gehoorgang met een ovale dwarsdoorsnede en een zwakke crista petrosa. Er is een kleine spina suprameatica. Het tepelbeen heeft in zijaanzicht een driehoekige doorsnede, een afgeronde top, een lichte zijwaartse zwelling en een diepe smalle fossa digrastica. Het is in de slaap en de oorzone dat H. naledi het sterkst van H. erectus s.l. afwijkt. LES1 is in dit gebied opvallend breed.
In 2018 werden drie gehoorbeentjes beschreven. Het ging om aambeelden of incudes die trillingen overbrengen van de hamer naar de stijgbeugel. Zulke fossiele elementen zijn bij mensen extreem zeldzaam; tot dan toe waren er maar twee aambeelden gevonden uit het hele Afrikaanse gebied. De incus heeft een vrij basale vorm: hij is klein en heeft een korte tak die minder lang is dan bij de moderne mens en slechts een beperkte hoek maakt met de lange tak. In die opzichten komt de bouw overeen met basale mensapen en Paranthropus. Er zijn echter ook afgeleide kenmerken. De korte tak heeft een gezwollen uiteinde als bij de anatomie van de neanderthaler en H. sapiens en bij de lange tak is de functionele lengte, de curve die de trilling overdraagt, relatief lang. Het is onzeker wat dit alles betekent voor het hoorvermogen van H. naledi, maar het is bekend dat chimpansees, met een soortgelijk aambeeld, geluiden anders waarnemen dan de moderne mens.
Anders dan bij australopitheken steken de jukbeenderen niet sterk zijwaarts uit. De tak van het bovenkaaksbeen richting jukbeenboog staat vrij vooraan, tussen het niveau van de derde en vierde premolaar. Het verhemelte heeft een volledig parabolisch profiel en is vrij breed, vooraan verticaal dun, maar achteraan driemaal dikker. In het gezicht zijn de juga, de verticale richels rond de tandkassen van de bovenste hoektanden, zwak ontwikkeld. Gecombineerd met een overdwars smalle clivus nasoalveolaris levert dat een vierkant profiel op voor het bovenkaaksbeen. In het algemeen is de zone rond de neus plat. Dit werd bevestigd door het materiaal uit de Lesedikamer dat de neusbeenderen beter bewaart. Die zijn bovenaan vrij smal en strekken zich niet ver naar boven uit.

#### Onderkaken

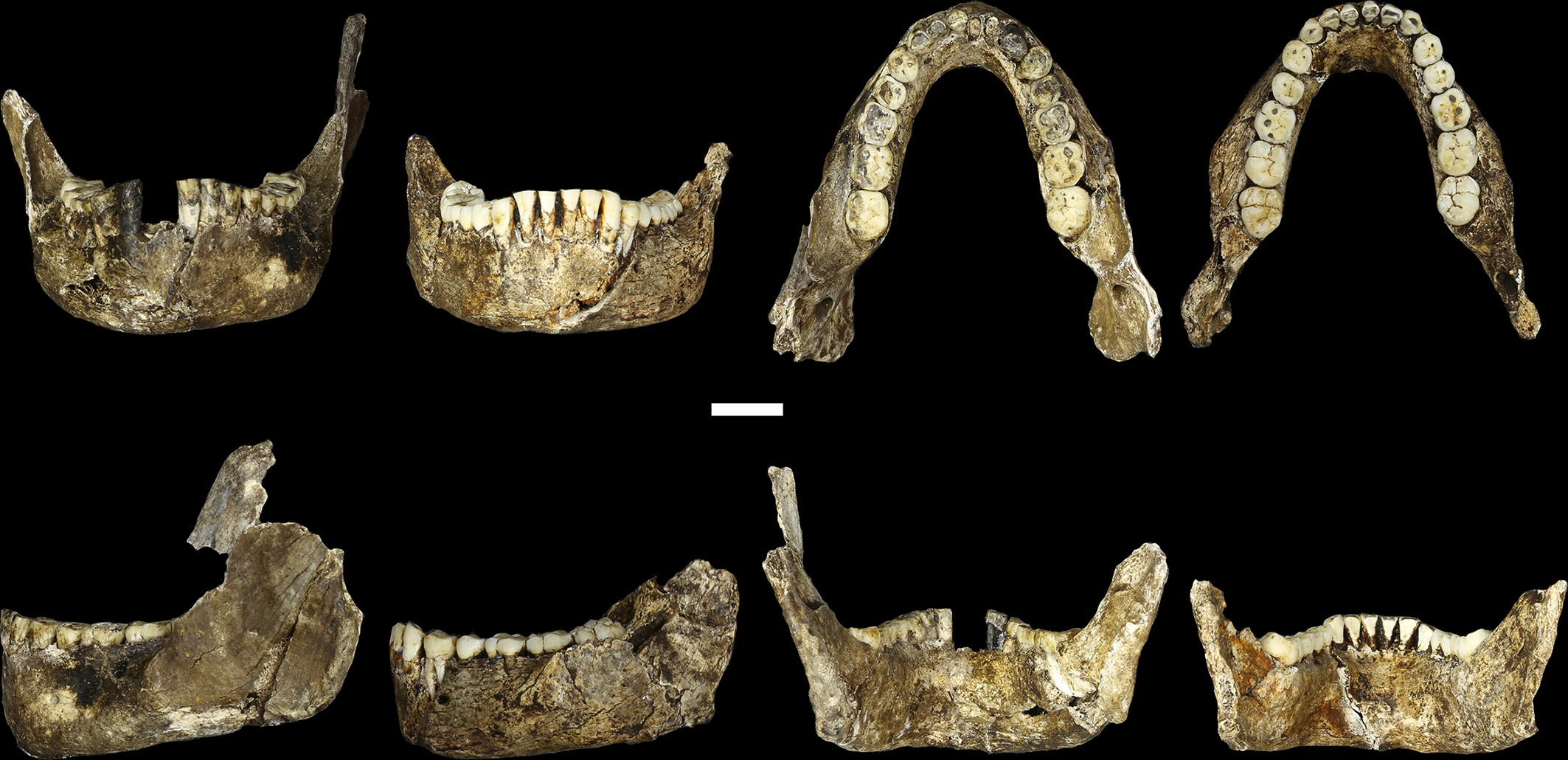
Onderkaken

De mandibula, bestaande uit de gepaarde onderkaken, heeft een parabolisch profiel. Het breedste punt vormt een zijwaartse uitstulping bij de tweede kies. De onderkaken zijn vooraan vrij licht gebouwd. Aan de voorste binnenkant zijn de verstevigende beenringen zwak ontwikkeld; de bovenste is vrijwel afwezig. Er is nauwelijks een beenplateau achter de voortanden; de binnenwand loopt steil richting de spinae mentales, de uitsteekseltjes aan de onderrand. Het plateau aan de binnenste bases van de kiezen is van voor naar achter doorlopend en diep uitgehold. De trog aan de buitenzijde is matig breed. De foramina liggen tussen de derde en vierde premolaar en openen naar achteren. De voorkant van de symfyse is verticaal recht, maar toont geen geprononceerde kin, slechts een lichte kromming naar binnen. De basis van de opgaande tak richting kaakgewricht begint hoog op de buitenzijde boven de voorrand van de tweede kies. De tak helt naar achteren en buiten de voorrand liggen duidelijke "ectoangulare" knobbeltjes en een fossa masseterica die matig diep is. De aanhechtingen voor de kauwspieren van de musculus masseter, musculus pterygoideus medialis en musculus temporalis zijn opvallend verruwd.
Op een van de onderkaken, specimen U.W. 101-1142, werd een goedaardige tumor aangetroffen, die wat ongemak kan hebben opgeleverd bij het kauwen omdat een perfecte werking van de kauwspieren werd verhinderd.

#### Gebit

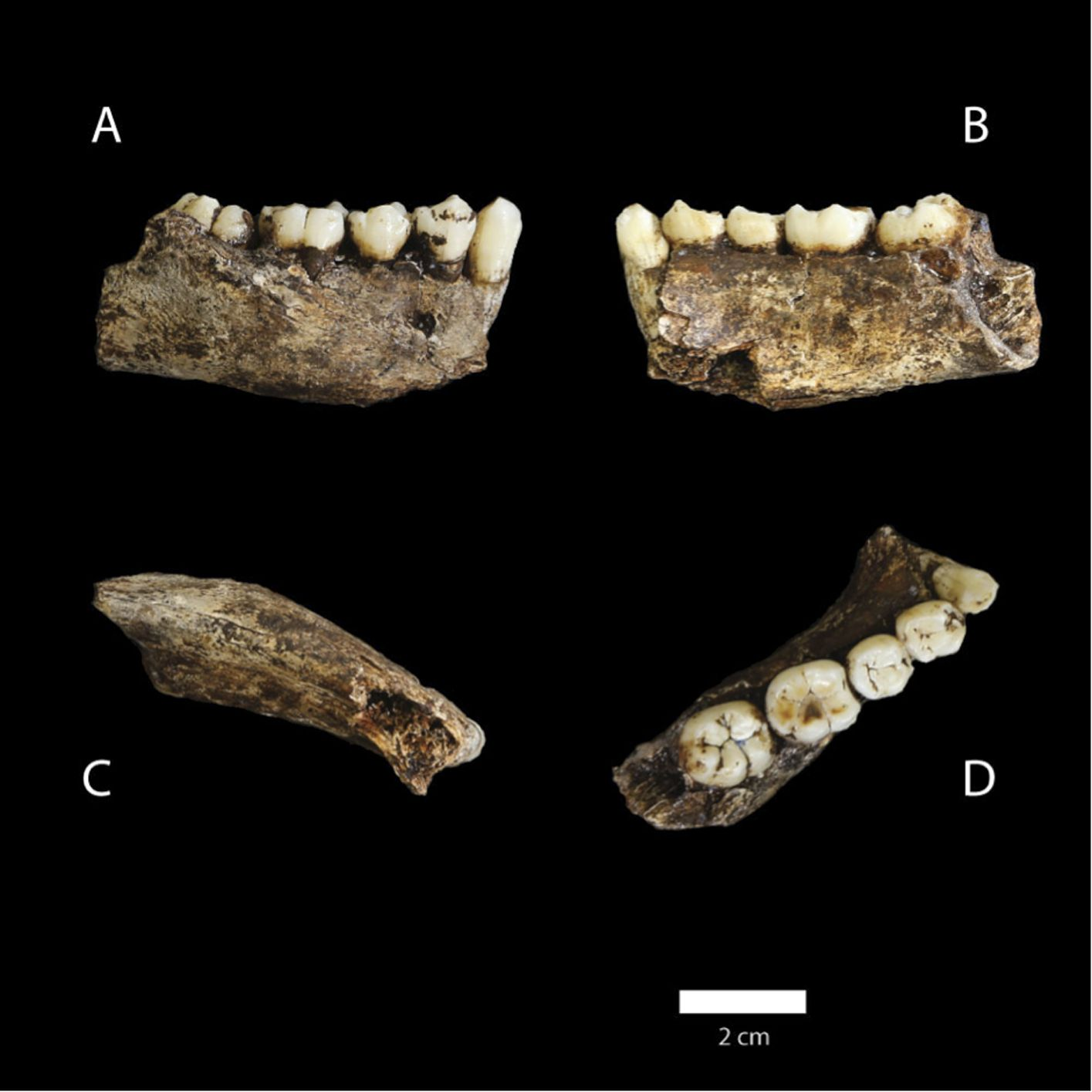
Tanden van de onderkaak

De tanden van Homo naledi zijn opvallend klein. Bij H. erectus zijn ze al verkleind ten opzichte van de "Vroege Homo" en bij H. naledi zijn ze nog kleiner, in absolute en relatieve zin. Ze zij ook zeer eenvoudig gebouwd. Ze missen heel dikke glazuurlagen en veel structuren zoals knobbels, kammen en rimpels zijn zwak ontwikkeld. Daarin komen ze overeen met sommige moderne populaties, maar ze missen de extra knobbeltjes die veel moderne mensen bezitten. De bovenste hoofdknobbels zoals de hypocoon en metacoon zijn echter goed ontwikkeld, er is bij de onderste kiezen een vijfde hoofdknobbel aanwezig en het kauwvlak van de onderste kiezen toont het basale Y-patroon. Snijtanden en hoektanden zijn klein en lijken in vorm en omvang op die van de moderne mens, ook wat de wortels betreft. De premolaren zijn hoog. De onderste derde premolaar heeft drie wortels, waarvan de twee aan de distale zijde echter zeer dicht op elkaar liggen. Die kenmerken zijn nog sterker ontwikkeld bij de iets kleinere onderste vierde premolaar. Verder is er in bovenkaken en onderkaken nauwelijks een reductie van het aantal wortels. In 2020 werd gesteld dat de onderste derde premolaar maar twee wortels had en dat de combinatie met een kleine absolute omvang, twee duidelijke hoofdknobbels met een krachtige metaconide, een opstaande rand aan de zijde van de hoektand en een symmetrische omtrek van het kauwvlak uniek is. Hetzelfde geldt voor de kleinere onderste vierde premolaar: bij basale soorten is die groter en bij neanderthalers of Homo sapiens even groot. De eerste onderste kies is kleiner dan de tweede en die is weer kleiner dan de derde. De onderste eerste kies heeft een afgeleide geringe breedte overdwars. In de bovenkaak is de tweede kies groter dan de derde. De tanden tonen onderling weinig variatie. Dat kan duiden op een algehele geringe genetische variatie, mogelijk samenhangend met een beperkte populatiegrootte of inteelt. De variatie was zowel gering tussen de premolaren als tussen de kiezen.
Hoewel klein, zijn de tanden ook hoog, hoger dan bij de australopitheken. Zoals typisch voor Homininae zijn ze "scherp", dus met een klein kauwvlak vergeleken met de lengte. Het tandglazuur is relatief dik, overlappend met sommige australopitheken.
In 2019 concludeerde een studie naar de wortels van de onderste kiezen dat die in hun beperkte grootte en algemeen uiterlijk overeenkwamen met die van archaïsche Homo sapiens. Een verschil was echter dat ze meer volume hadden in verhouding tot de dwarsdoorsnede van de wortelhalzen, een basaal kenmerk. Op dit punt waren de verhoudingen gelijk aan die van Australopithecus africanus en Paranthropus. Een andere overeenkomst met die vormen was dat de wortel van de derde kies groter was dan die van de eerste, de zogenaamde metamerische toestand, in plaats van andersom als bij Homo. Daarbij ontbrak taurodontie, het van onderuit dichtgroeien van een vergrote pulpaholte, vrijwel volledig. De overeenkomsten met Homo sapiens worden gedeeld met sommige veel oudere fragmentarische fossielen van onzekere determinatie en zijn dus geen bewijs dat H. naledi zich in de directe voorouderlijn van de moderne mens bevindt.

#### Wervelkolom

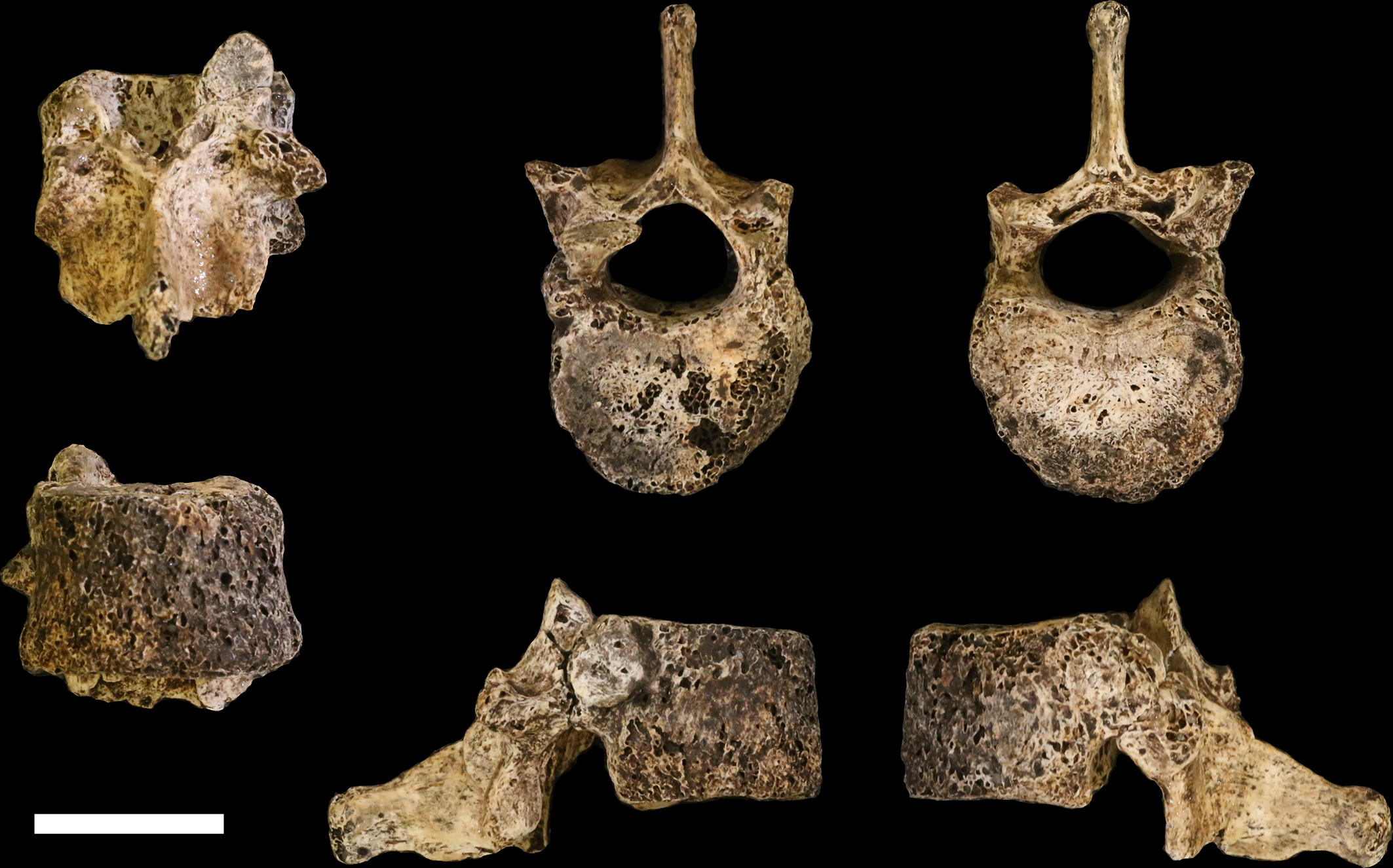
De elfde ruggenwervel

In de wervelkolom hebben de wervels zelf afgeleide kenmerken terwijl de ribben meer basaal gebouwd zijn. De tiende en elfde ruggenwervel lijken op die van Homo tijdens het Pleistoceen en vooral de bouw van de dwarsuitsteeksels komt overeen met die van de neanderthalers.

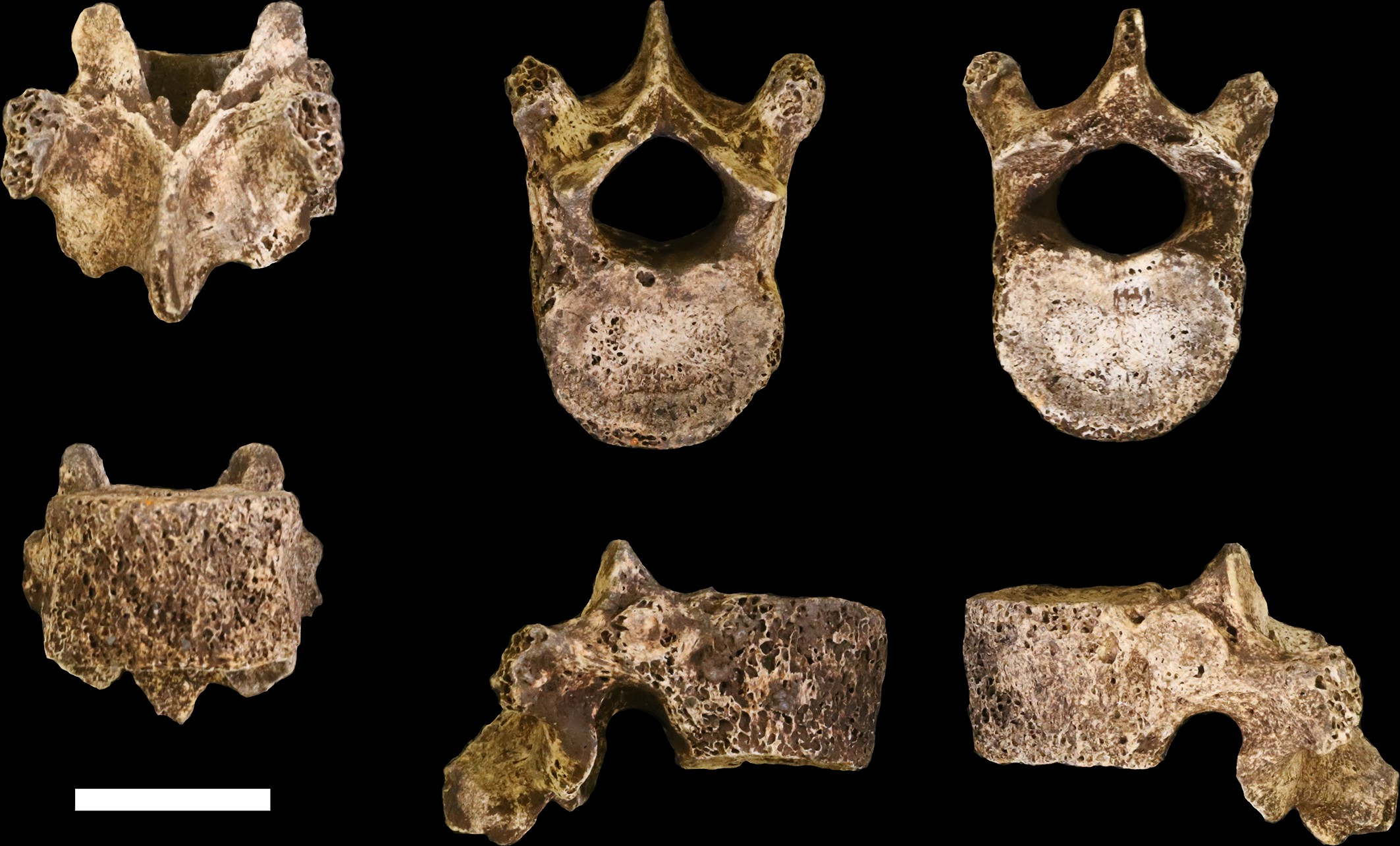
De tiende ruggenwervel

De tiende wervel vormt in ieder geval nog niet de overgang naar de lendenwervels, een afgeleid kenmerk. De wervels, hoewel in absolute zin klein, hebben relatief brede ruggenmergkanalen, een modern kenmerk, nuttig voor de beheersing van de ademhaling, dat wel in verband is gebracht met het bezit van een gesproken taal.
De elfde rib is aan de basis recht wat een brede onderste borstkas zou opleveren, net als bij Australopithecus afarensis. Deze rib toont ook geen wringing over de lengteas en is verticaal vrij hoog, basale kenmerken. Fragmenten wijzen op korte bovenste ribben wat bij elkaar wijst op een piramidevormige torso. De twaalfde rib echter is robuust als bij een neanderthaler, hoewel er geen sterke aanhechting is voor de middenrifspieren. Deze combinatie van ribvormen is uniek. De ribbenkast zou dus afwijken van de klokvorm bij australopitheken en de Vroege Homo. Een smal bovenste torso zou een aanpassing kunnen zijn voor meer opwaartse beweeglijkheid van de armen en een klimmende levenswijze.

#### Schouder

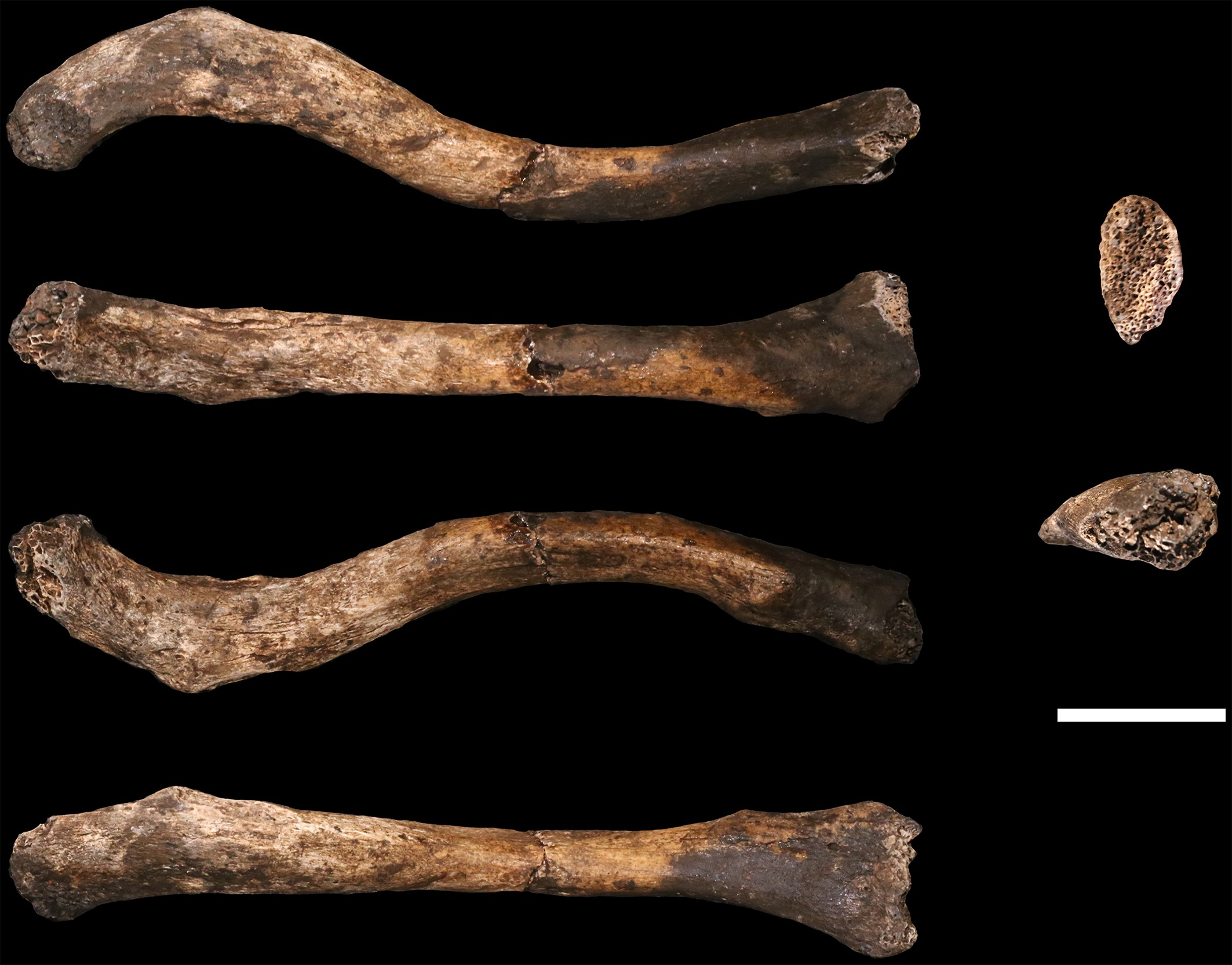
Sleutelbeen uit de Lesedikamer

Het schouderblad is hoog en zijwaarts op de ribbenkast geplaatst, een basaal kenmerk: bij de moderne mens en Homo erectus is de positie lager en richting de rug. Het sleutelbeen is kort, een basaal kenmerk. Ook het sleutelbeen is hoog geplaatst en daarbij tamelijk schuin gericht. Een smalle bovenste ribbenkast stond een hoge positie van het schouderblad op de thorax toe, ondanks het korte sleutelbeen. Het schoudergewricht is relatief naar boven gericht als bij australopitheken, zelfs nog sterker dan bij Australopithecus africanus of moderne basale mensapen. De spina scapulae, de hoofdrichel op de achterkant van het blad, is opvallend schuin naar boven gericht, met waarden die tussen die van gorilla's en chimpansees liggen.
In 2019 werd gemeld dat materiaal uit de Lesedikamer deze kenmerken bevestigde. Het sleutelbeen was hier opvallend robuust en had een sterke ruitvormig aanhechting voor een pees die het met het schouderblad verbond, beide eigenschappen die wijzen op een goed vermogen te klimmen.

#### Arm
Net als bij het sleutelbeen zijn de schachten van de pijpbeenderen van de arm lichtgebouwd, maar voorzien van sterke aanhechtingen voor pezen en spieren.

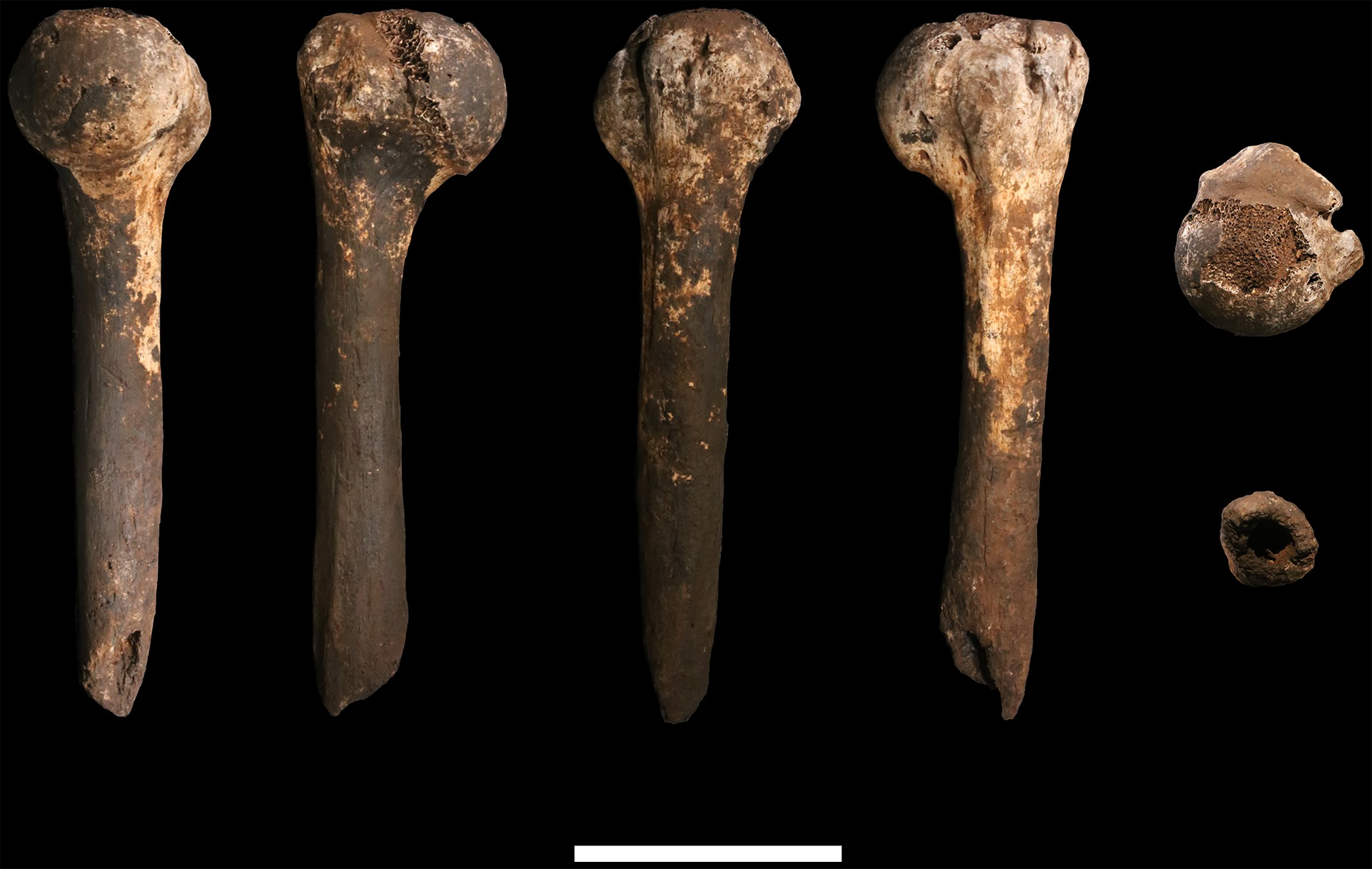
Een linkeropperarmbeen

Het opperarmbeen is weinig of niet om de lengteas gewrongen en ook dat komt overeen met de australopitheken. De geringe draaiing leidt tot een meer achterwaartse oriëntatie van de humeruskop, sterker dan bij enige andere bekende hominine. De schacht is opvallend slank. Bovenaan is er een diepe fossa bicipitalis tussen sterk uitstekende knobbels. De bulten voor de aanhechting van de musculus deltoideus en de crista brachioradialis zijn zwak ontwikkeld. Onderaan is de buitenste verticale beenstijl breed, maar de binnenste smal. De fossa olecrani ligt meer naar binnen. De onderzijde van het opperarmbeen lijkt op die van Australopithecus sediba.
Bij het spaakbeen en de ellepijp zijn de schachten recht. Het spaakbeen heeft bovenaan een opvallend bolle bult, de tuberositas radialis, die kan wijzen op een sterke ontwikkeling van de musculus biceps bracchii. De schacht van het spaakbeen is erg recht, een hoek van maar 9° makend met de kop. Dat kan betekenen dat het systeem voor de precisierotatie van de onderarm slecht ontwikkeld is. De kam voor de musculus pronator quadratus is bij de ellepijp sterk ontwikkeld. De processus styloideus daarentegen is gereduceerd. Dat laatste kan betekenen dat de hand losser ten opzichte van de ellepijp kon bewegen wat nuttig is om naar boven te reiken en te klimmen. De incisura semilunaris ligt meer voorwaarts dan bovenaan wat wellicht duidt op een beter vermogen te onderarm te buigen.

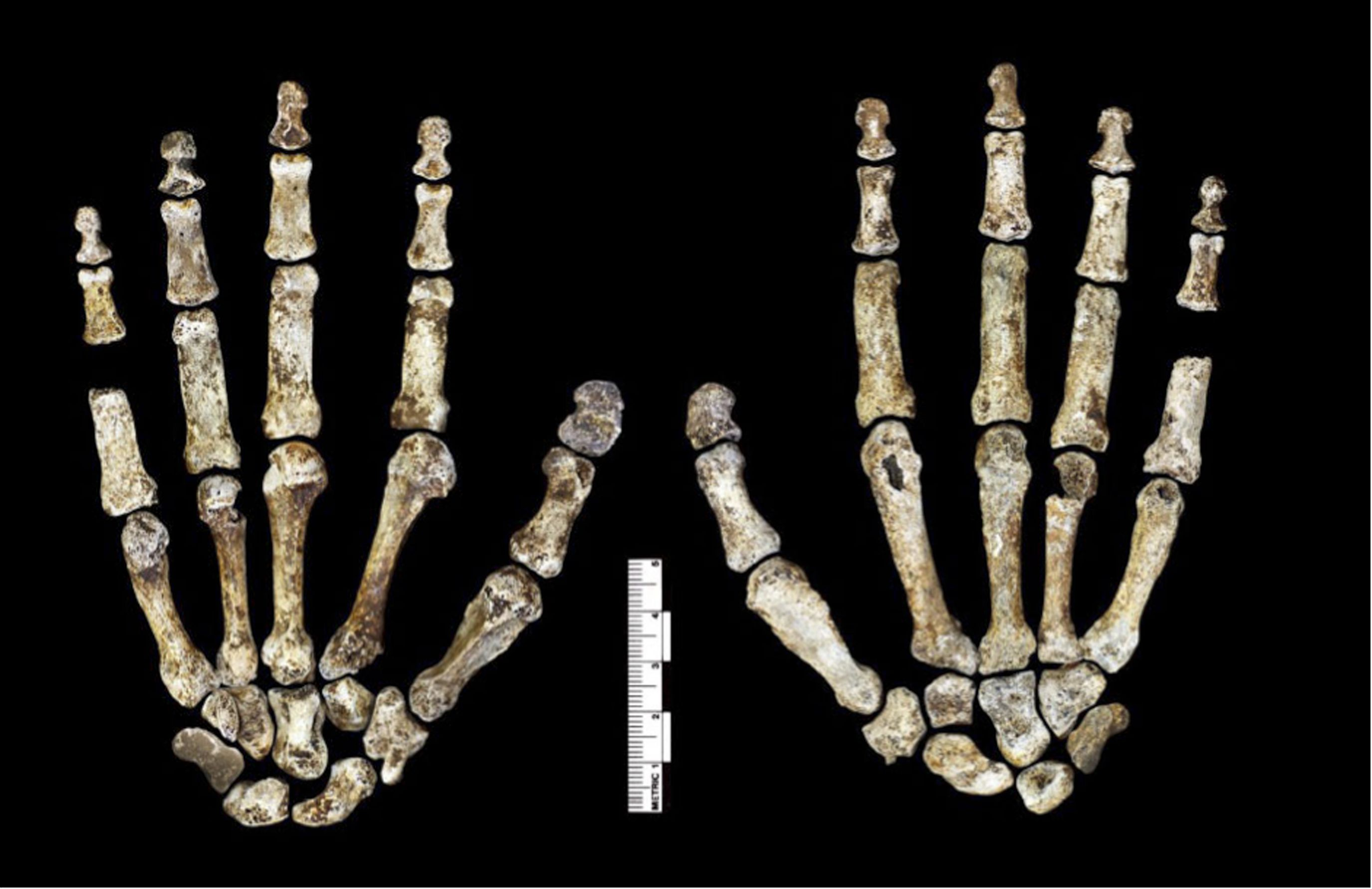
Een rechterhand

De hand lijkt op die van Homo sapiens en de neanderthalers wat betreft de pols, de palm en de duim, maar heeft relatief lange en vooral kromme vingers. De pols omvat een laarsvormig trapezoideum met een verbreed vlak aan de palmzijde. Het gewricht tussen trapezoideum en capitatum is aan de palmzijde vergroot en verbreed. Het gewricht met het scaphoideum loopt door over het tuberculum scaphoideum. Deze bouw lijkt sterk op die van modernere mensen, maar de processus styloideus ontbreekt op het derde middenhandsbeen, het gewricht tussen capitatum en tweede middenhandsbeen steekt verder richting bovenste onderarm uit en het gewricht tussen trapezium en eerste middenhandsbeen is klein. De afgeleide kenmerken van de pols zouden die stabiel gehouden hebben bij een precisiegreep van de duim. De tweede tot en met vijfde middenhandsbeenderen zijn relatief kort en robuust vergeleken met basale mensapen. Een afgeleid kenmerk, gedeeld met moderne mensen, is een zadelvormig gewricht tussen het vijfde middenhandsbeen en het hamatum, wat het mogelijk maakt de handpalm een kommetje te laten vormen ten opzichte van de duim om objecten beter vast te houden.

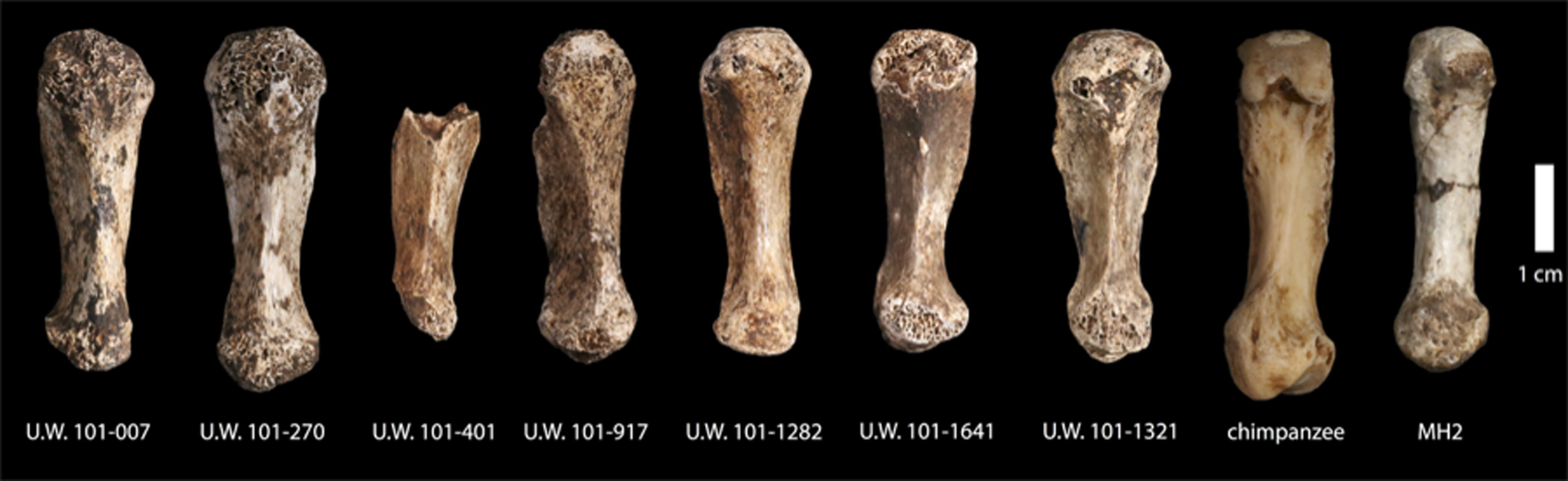
Middenhandsbeentjes

De duim is relatief lang. Hij is verbonden aan een robuust eerste middenhandsbeen met krachtige aanhechtingspunten voor de musculus opponens pollicis en musculus interosseus dorsalis primus. Deze spieren plaatsen de duim tegenover de andere vingers en maken een krachtige precisiegreep mogelijk. Het uiterste kootje van de duim is groot en robuust met een diepe groeve op de proximale palmzijde, richting uiteinde begrensd door een krachtige richel voor de musculus flexor pollicis longus, die een grijpende beweging uitvoert.
De proximale vingerkootjes, dus die welke aan de middenhand grenzen, zijn opvallend gekromd. De middelste kootjes zijn zelfs even sterk gekromd als bij orang oetans. Aapmensen en Afrikaanse basale mensapen hebben verder nooit zo'n combinatie: als ze kromme proximale kootjes bezitten, zijn althans de middelste kootjes vrij recht. Vooral de derde en vierde vinger zijn lang; alleen bij Ardipithecus zijn die onder de homininen relatief langer.

#### Bekken

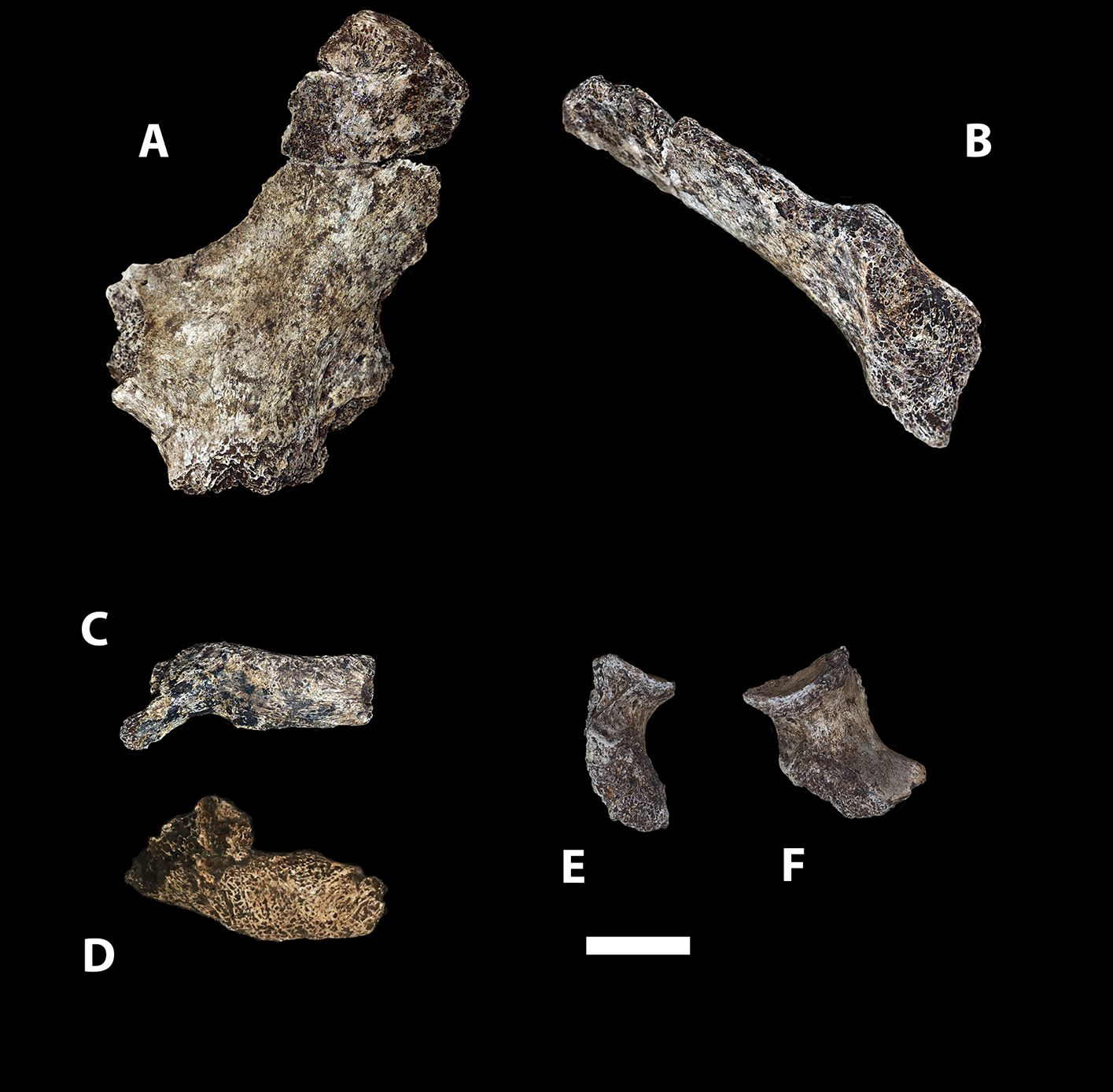
Elementen van het bekken: het darmbeen onder A en B, het zitbeen onder E en F; C en D zijn de S1

Van het bekken zijn slechts losse stukken bekend. Ook die tonen een combinatie van basale en afgeleide kenmerken. In het bekken waaiert het blad van het darmbeen zijwaarts breed uit. Het is van voor naar achter verkort. Dit zijn basale kenmerken, overeenkomend met A. afarensis of A. africanus. Basaal is het slechts zwak ontwikkeld zijn van de richel tussen het heupgewricht en de bovenrand van het darmbeenblad en het goed ontwikkeld zijn van de richel tussen het gewricht en de lagere spina iliaca. Bij enkele specimina is die richel echter juist zwak ontwikkeld. Dit is van de weinige punten waarop het materiaal in vorm varieert. De richel tussen het gewricht en het heiligbeen lijkt kort, zoals bij Homo, maar dun als bij de australopitheken, een combinatie  die verder alleen van A. sediba bekend is. 
Het zitbeen is kort en breed met een smalle sulcus tuberoacetabularis. Dat lijkt op de situatie bij Homo, maar wijkt af van het lange zitbeen bij australopitheken met een brede sulcus, opnieuw met uitzondering van A. sediba. De takken naar het schaambeen en darmbeen zijn dik zoals bij A. sediba of H. erectus. Deze combinatie van kenmerken is uniek.
Er zijn weinig stukken van het schaambeen gevonden. Die suggereren dat het een bovenste tak had die dik is van voor naar achteren gemeten en een duidelijk afgetekende crista obturatoria bezit, terwijl het hoofdlichaam hoog is. Een zulke robuuste tak is typisch voor mensachtigen, maar A. afarensis en neanderthalers hebben lichtgebouwde bovenste takken.
In 2018 werd samen met het bekken de eerste sacrale wervel van het heiligbeen beschreven. Deze wervel is eivormig, zoals bij de meeste mensachtigen, maar afwijkend van de niervormige dwarsdoorsnede bij Homo habilis en sommige exemplaren van A. afarensis. Juist overeenkomend met H. habilis en verschillend van de moderne mens is de grote breedte overdwars. Bij Homo naledi is de eerste sacrale wervel opvallend klein in absolute zin, met de geringste omvang die van enig volwassen exemplaar van de Hominini bekend is en niet groter dan die van de siamang.

#### Been

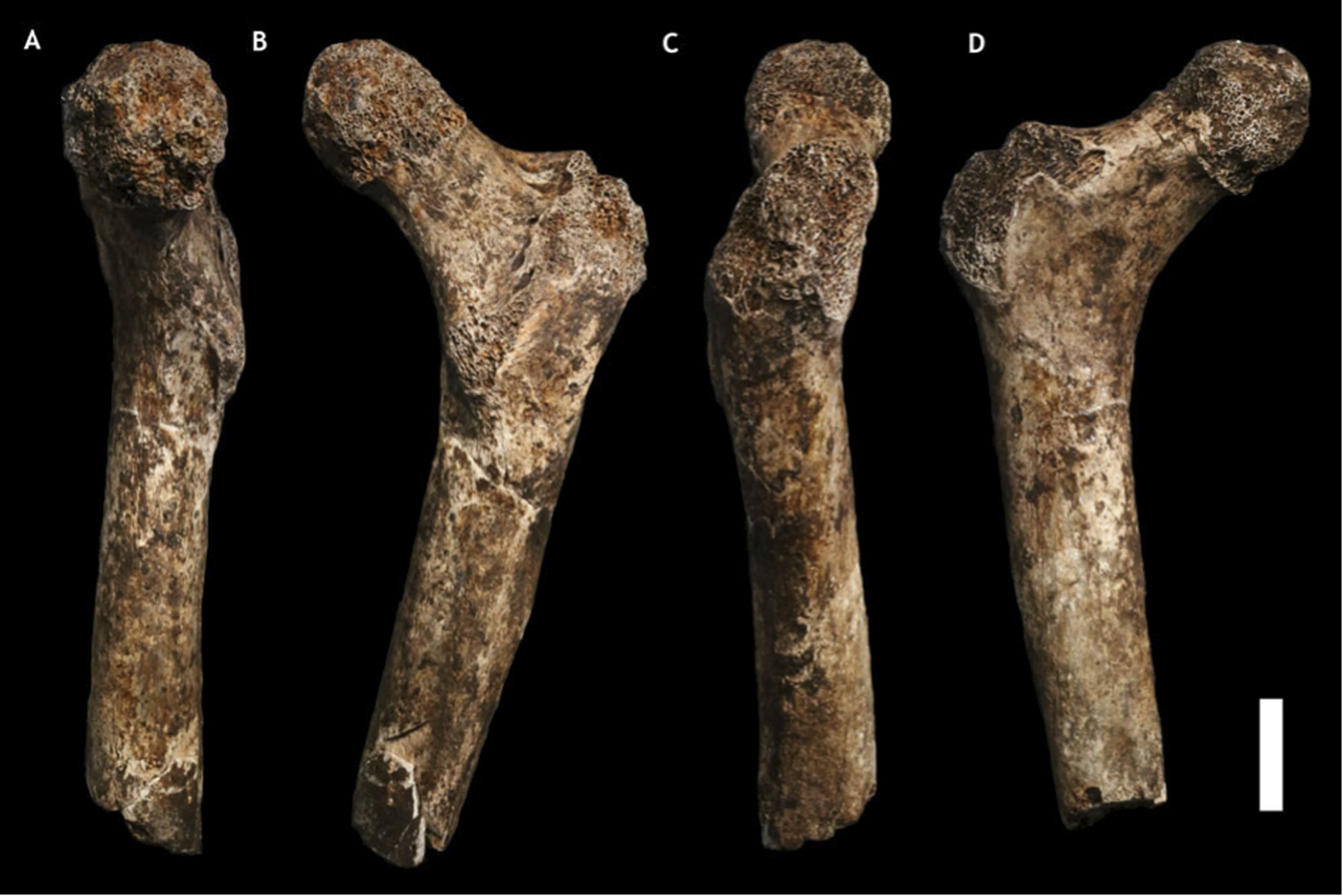
Dijbeen van Homo naledi

Het been is relatief lang. Homo naledi heeft X-benen, zoals alle rechtoplopende aapmensen, inclusief de moderne mens. De nek van het dijbeen is relatief lang, duidelijk naar voren gedraaid en van voor naar achter wat afgeplat. Dat laatste is een basaal kenmerk gedeeld met australopitheken. Dat geldt ook voor de relatief geringe omvang van het dijkopgewricht, ondanks dat H. naledi in absolute zin zwaarder was dan australopitheken. De aanhechtingen voor de musculus gluteus maximus, de belangrijkste bilspier die de romp overeind houdt, zijn sterk ontwikkeld. De linea aspera, de richel die spiergroepen begrenst, staat duidelijk af. De knieschijf is dik, zestien tot achttien millimeter. Die laatste twee zijn afgeleide kenmerken. De bovenste dijbeenschacht is vrij breed overdwars, hoewel minder dan bij Homo erectus. Lager raakt de schacht overdwars afgeplat, anders dan bij H. erectus. De binnenste beenwand is verdikt. De functie van de unieke beenbalkjes op de dijbeennek is lastig te bepalen. Wellicht gaat het om een versteviging vanwege de brede heupen maar het kan ook het gevolg zijn van een meer binnenwaartse aanhechting van de musculus obturator internus en de musculi gemelli. De dikke knieschijf zou de hefboomwerking van de musculus quadriceps femoris verbeteren. De dikte ontlast de knie en zou een aanpassing kunnen zijn aan het rennen.

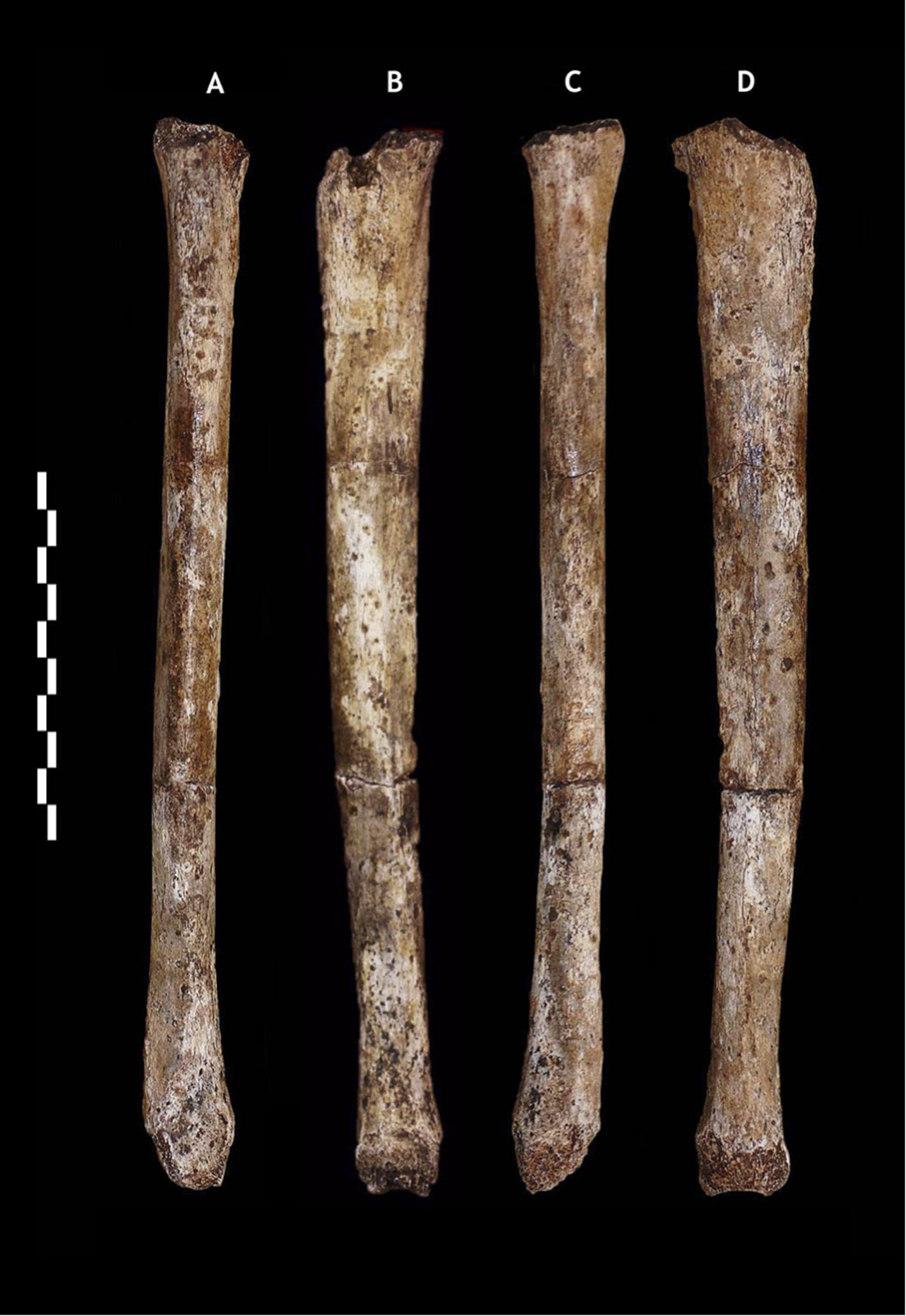
Scheenbeen van Homo naledi

Het scheenbeen is overdwars afgeplat (een basaal kenmerk) met een afgeronde voorrand, een hoge bovenste aanhechting voor de musculus tibialis posterior en een dunne binnenste malleolus. Het is relatief lang als bij Homo. De middelste schacht heeft een ovale dwarsdoorsnede; bij moderne mensen is deze meestal driehoekig. Het volledige scheenbeen U.W. 101-484 heeft een lengte van 325 millimeter. Het scheenbeen is langwerpig vergeleken met de kop van het dijbeen. De richel van de musculus soleus, een spier die belangrijk is voor een stappende gang, is sterk ontwikkeld. De pes anserinus waar de musculus sartorius, musculus gracilis en musculus semitendinosus aangehecht zijn, heeft de vorm van een duidelijke bult aan de bovenste binnenzijde terwijl deze bij andere Hominini slechts een verruwing is. Deze spieren stabiliseren samen de knie. Daarnaast zijn de kapsels die een verbinding vormen met het kuitbeen goed ontwikkeld en zijn er slijtfacetten zichtbaar die duiden op een hurkende houding.
Het kuitbeen is lichtgebouwd met een naar buiten gerichte buitenste malleolus (afgeleide kenmerken), een nek met een ronde doorsnede (een basaal kenmerk), en een bol vlak voor de bovenste aanhechting van de musculus peroneus longus. De nek is echter robuuster dan bij moderne mensen. Het kuitbeen is relatief langwerpig vergeleken met zowel chimpansees als de Vroege Homo. Kuitbeen U.W. 101-1037 heeft een geschatte oorspronkelijke lengte van 328 millimeter. De groeven voor de musculus tibialis posterior en musculus peroneus longus zijn bovenaan diep. Het aanhechtingsvlak voor de musculus peroneus brevis is bol, een basaal kenmerk; bij moderne mensen is dit plat. De buitenwaartse rotatie van de malleolus valt binnen de moderne variatie.

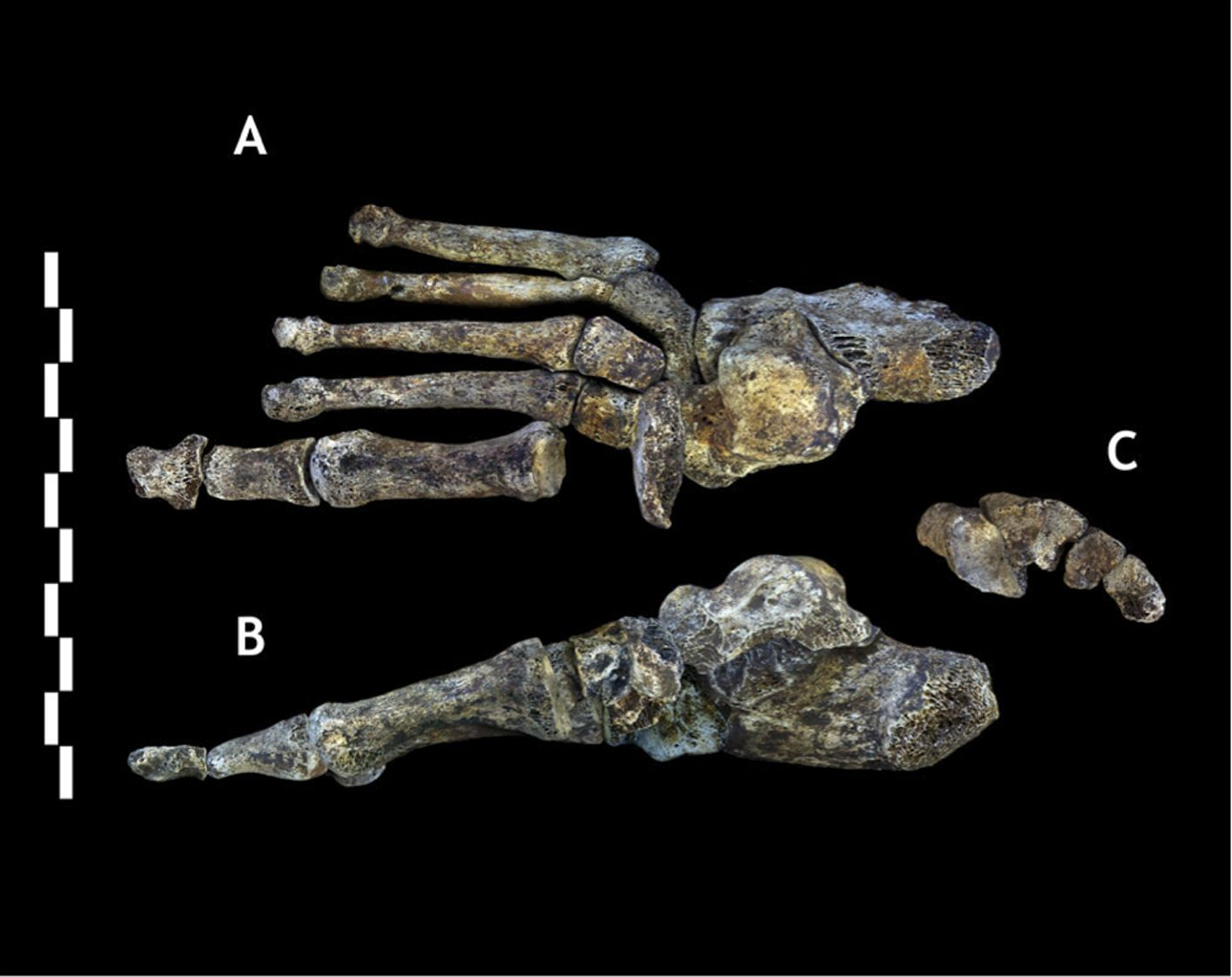
Rechtervoet van Homo naledi

In de enkel staat het scheenbeen recht op het sprongbeen. Dat is matig wigvormig met een overdwars plat bovenvlak met buitenste en binnenste randen die even hoog zijn, een afgeleid kenmerk. Kop en nek van het sprongbeen zijn sterk gewrongen zoals bij de moderne mens. Zeer basaal is echter de oriëntatie van het sustentaculum tali. Net als bij A. sediba vallen de hoeken van de facetten van de talus binnen de variatie van moderne basale mensapen en buiten die van de moderne mens. De basale vorm kan erop wijzen dat de moderne vorm bij A. afarensis zich apart heeft ontwikkeld, als een homoplasie. Het hielbeen is matig robuust. De trochlea peronealis is klein als bij Homo sapiens. De rotatie in de enkel naar boven en overdwars is beperkt zoals bij de moderne mens. Een andere overeenkomst is dat de gewrichten in de voetwortelbeentjes weinig beweging toestaan en de middenvoet dus relatief stijf is. 

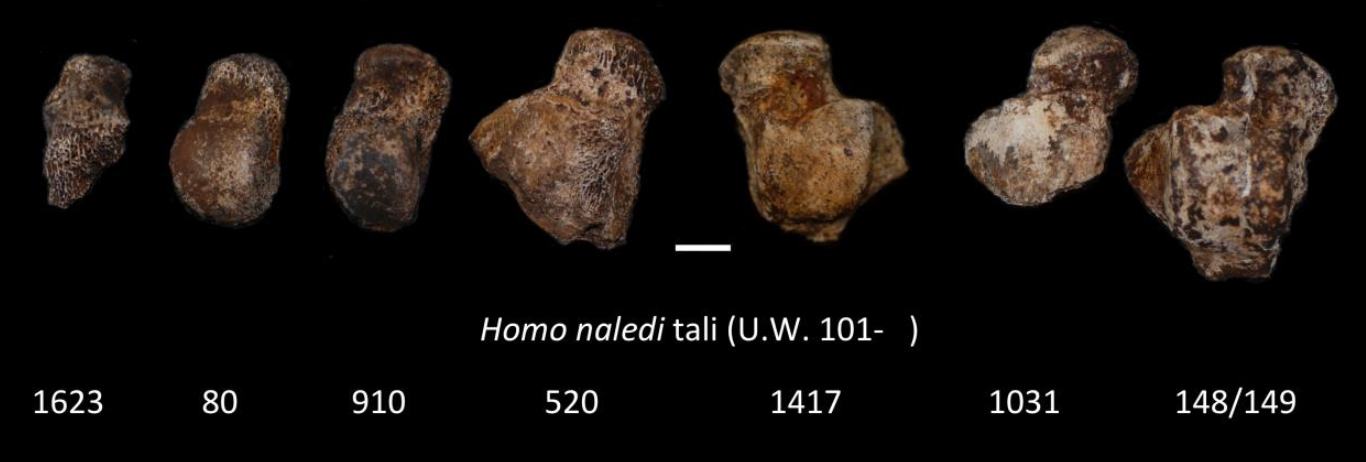
De talus is basaal gebouwd

De grote teen is niet grijpend. De kop van het eerste middenvoetsbeen is bovenaan overdwars verbreed wat wijst op een modern ankerliermechanisme bij de afzet. Bij geen enkele andere uitgestorven hominine lijkt die kop zoveel op die van Homo sapiens. De teenkootjes zijn matig gekromd, iets meer dan bij de moderne mens. De voet is overigens modern wat betreft de lengte van de middenvoetsbeenderen, hun kopproporties en de mate van wringing. Basaal is slechts de geringere of zelfs ontbrekende welving, vooral aan de binnenzijde. Homo naledi had afgaande op de vorm van de enkel sterke platvoeten, buiten de moderne variatie vallend. De middenvoetsbeentjes wijzen echter op een zekere welving.
Net als bij de vingers zijn in de tenen de proximale kootjes sterk gekromd, in een mate die onder homininen slechts gedeeld wordt met Australopithecus afarensis. Misschien dat de tweede tot en met vijfde tenen beter in staat waren takken te omklemmen dan bij typische mensensoorten.

### Uiterlijk

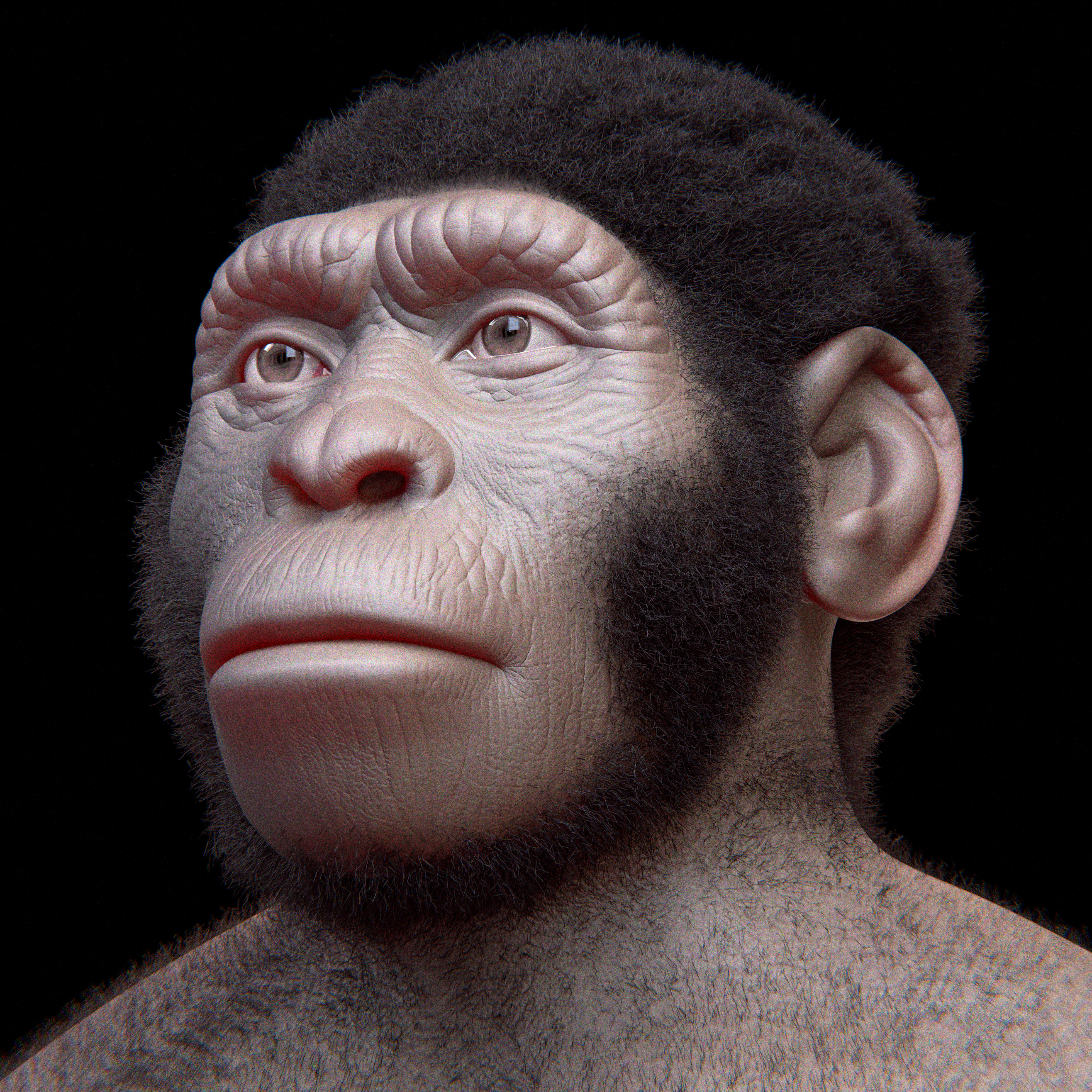
De reconstructie uit 2016

In 2016 werd als onderdeel van het Science Festival van Genua een tentoonstelling gehouden van reconstructies van de gezichten van uitgestorven mensachtigen, die al in 2015 was opgesteld in Padua. Bij deze gelegenheid werd er een reconstructie van Homo naledi aan toegevoegd. Deze was vervaardigd door de kunstenaar Cicero Moraes met advisering door de wetenschappers Telmo Pievani en Nicola Carrara. Op dat moment werd nog uitgegaan van een hoge ouderdom en het gezicht week niet sterk af van veel voorstellingen van australopitheken, met kort vachtachtig hoofdhaar en een chimpanseeachtige vorm van de wenkbrauwen en lippen. De schedelvorm kon direct gebaseerd worden op een digitale combinatie van DH1 en DH3 zoals in september 2015 ter beschikking was gesteld door Peter Schmid.
In 2017 werd een geringere ouderdom aangenomen. Mensen uit het middelste Pleistoceen of jonger worden meestal afgebeeld met langer hoofdhaar. De reconstructie uit 2016 toont een vrij blanke huid. Dat zou passen bij een klimmende levenswijze in bossen op een vrij hoge breedtegraad, of in beschaduwde kloven. Vaak ook wordt echter bij meer afgeleide Afrikaanse vormen een sterker gepigmenteerde huid verondersteld. Het verlies van een vacht en een meer mobiele levenswijze, zoals samenhangt met het goed vermogen tot stappen, zouden een betere bescherming tegen ultraviolet licht hebben kunnen vereist.
De proporties van de ledematen verschilden niet significant van die van Homo sapiens en op een afstandje moet een staande Homo naledi een vrij moderne indruk hebben gemaakt, afgezien van het vreemd kleine hoofd. Bij het lopen bewogen door de hoger opgetrokken smalle schouders de armen naar huidige perceptie niet erg soepel.

## Fylogenie

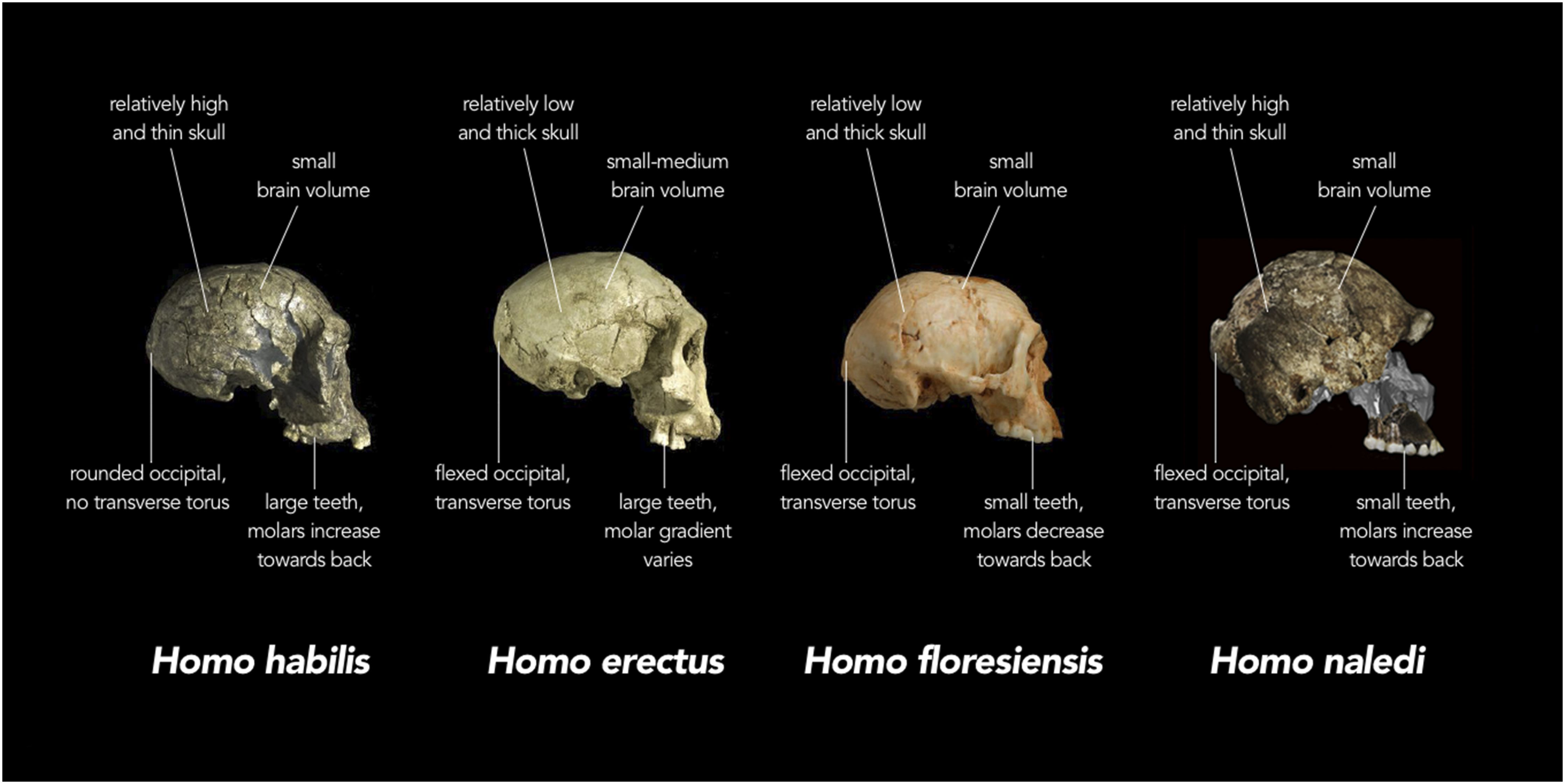
De schedel van Homo naledi vergeleken met die van andere mensachtigen

In 2015 werd Homo naledi door Berger gezien als een voorbeeld van mozaïekevolutie. Dat werd in 2017 nog eens apart bevestigd voor de schedel. De soort zou met zijn tegenstrijdige mengeling van basale en afgeleide eigenschappen een weerlegging zijn van simplistische modellen van de menselijke evolutie. Door zijn vermeende hoge ouderdom zou hij speciale informatie verschaffen over de vroege ontwikkeling van het geslacht Homo. Daarom werden de afgeleide kenmerken niet gezien als een teken dat de leeftijd wel eens een stuk lager zou kunnen liggen. Berger voorspelde in 2015 dat de laatste gemeenschappelijke voorouder van H. naledi, H. erectus en H. sapiens handen en voeten had als H. naledi, een bekken als de australopitheken, en in de schedel de trekken die H. erectus met H. naledi deelde. Met andere woorden: H. naledi was een goed model voor die voorouder. Hierin lag de sterke suggestie besloten dat de tak naar de moderne mens direct van H. naledi afstamde en H. erectus maar een zijtak was.
Toen in 2017 bleek dat Homo naledi veel jonger was, noopte dat tot een haastige herziening van die vaststellingen. Berger, die al in 2016 zijn gedachten had laten gaan over de mogelijke consequenties van een exacte datering, bleef echter vasthouden aan de mogelijkheid dat H. naledi zich vroeg had afgesplitst. Dat vondsten vrij recent waren zou dan een lange verborgen ontwikkelingslijn veronderstellen, waarvan antropologen nooit resten hadden gevonden. Berger verklaarde dat door erop te wijzen dat menselijke fossielen uit het middelste Pleistoceen van Afrika in het algemeen zeer zeldzaam zijn. In totaal zijn slechts drie schedels van die ouderdom in een straal van drieduizend kilometer van de Rising Star-grotten aangetroffen. Nog oudere vondsten uit Oost-Afrika omvatten soms exemplaren met vrij kleine hersenen; misschien ging het om het noordelijkste voorkomen van een Zuid-Afrikaanse populatie die ook de voorouders van H. naledi omvatte. De Zuid-Afrikaanse zone die geschikt was voor menselijke bewoning was zo'n tienmaal groter dan de Oost-Afrikaanse en bood dus volop ruimte voor een of meerdere aparte evolutionaire ontwikkelingen, aangepast aan de speciale klimatologische omstandigheden. Dit weerspiegelt de moderne zeer hoge genetische diversiteit van dit gebied. Homo naledi zou daar wel of niet aan hebben kunnen bijgedragen. Indien niet, zou het niet vreemd zijn dat tot voor kort twee mensensoorten samenwoonden; de laatste jaren wordt algemeen erkend dat de moderne mens slechts het relict is van een veel rijkere menselijke soortenrijkdom. In 2020 werd gewezen op een aantal fragmentarische exemplaren uit zuidelijk Afrika die vroeger niet goed gedetermineerd konden worden, maar die bepaalde kenmerken met H. naledi gemeen hebben.

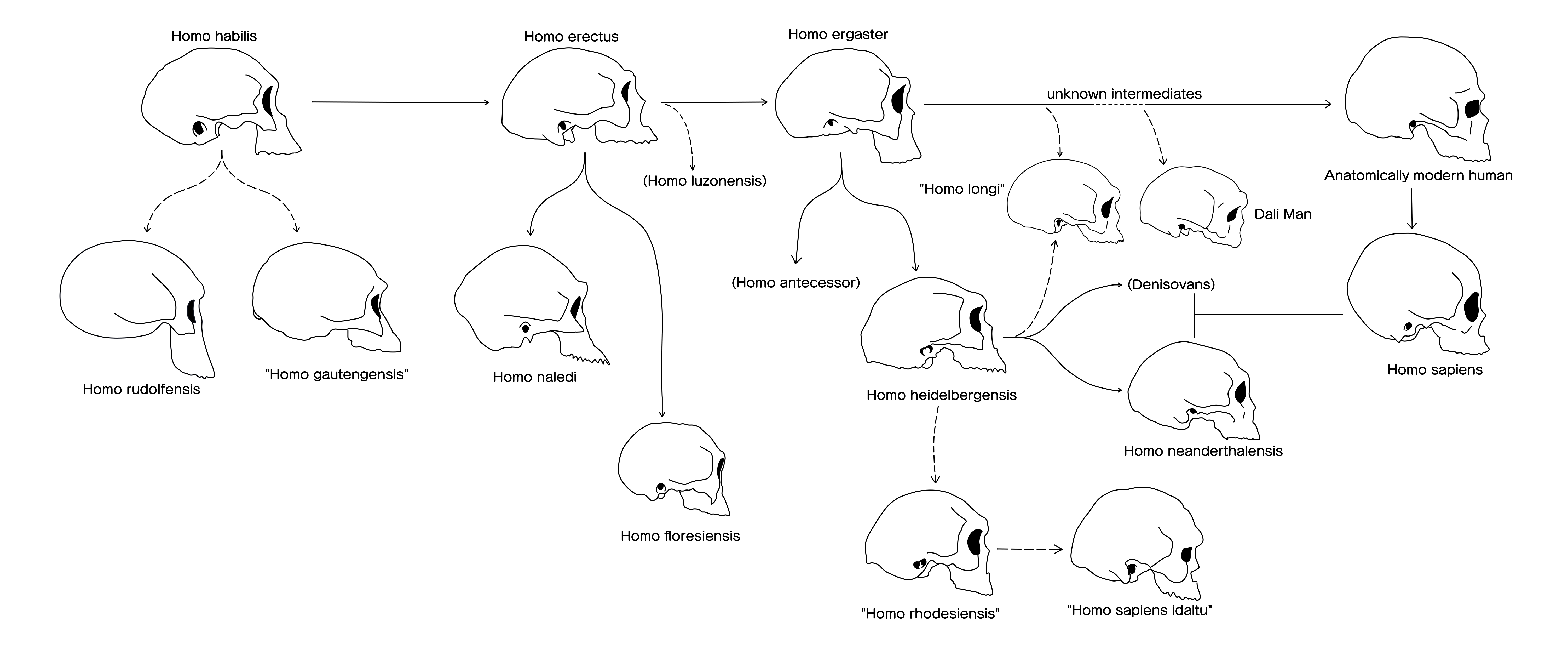
De schedelvorm suggereert een positie bij H. erectus

Berger stelde dat uit de jonge geologische leeftijd weinig over de verwantschappen kon worden afgeleid. Hij herhaalde in 2017 de conclusies van Dembo en Thackeray. Die waren gebaseerd geweest op schedelmateriaal. Op datzelfde materiaal was in 2017 een morfometrische studie gebaseerd door Lauren Schroeder. Die concludeerde dat wat het eigenlijke cranium betreft H. naledi het zustertaxon vormt, boven H. habilis in de stamboom staand, van H. erectus s.l. Dat kwam overigens omdat de variabiliteit bij die laatste zo groot is. H. naledi lijkt het meest op de populatie die wel als de aparte soort Homo georgicus beschouwd is. Als alleen de onderkaak in beschouwing genomen wordt, staat H. naledi basaler, tussen Homo rudolfensis en Homo habilis.
Volgens Berger maakt de bouw van de postcrania, met een afgeleide hand, voet en onderbeen, maar een basale schouder, romp en bekken de indruk een positie in de stamboom te ondersteunen als zustertxon van een klade bestaande uit Homo erectus en modernere mensentypen. Dat zou dan wel betekenen dat op veel gebieden een omdraaiing van kenmerken moet hebben plaatsgevonden, leidend tot een verkleining van de herseninhoud, krommere vingers, plattere dijbeennek en bredere onderste borstkas. Als H. naledi daarentegen basaler staat, moeten de afgeleide kenmerken een geval zijn van parallelle evolutie met H. sapiens. De vreemde mozaïekevolutie zou dan verklaard kunnen worden door een langdurige periode van genetische drift met kenmerken waarop niet veel selectiedruk plaatsvond. Hij moest echter toegeven dat dit voor veel van die kenmerken, vooral in de postcrania, niet aannemelijk was. 

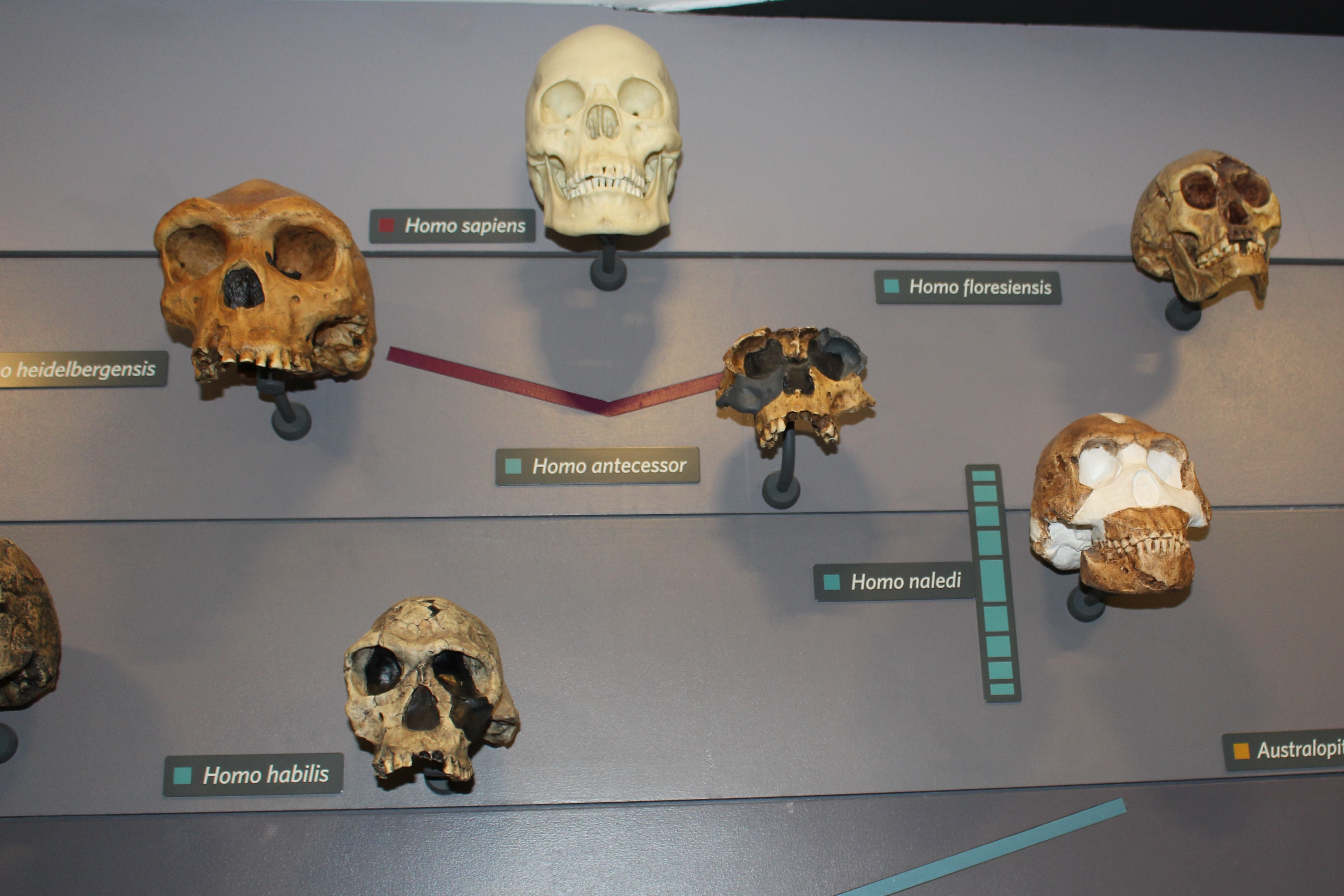
Homo naledi is moeilijk in de stamboom te plaatsen

Een alternatieve verklaring kon zijn dat H. naledi een hybride was van twee mensensoorten. Genetisch onderzoek had in de vroege eenentwintigste eeuw aangetoond dat hybridisering bij zoogdieren zeer algemeen is. Een homosoort zou zich met een australopitheek hebben kunnen vermengd. Dat zou dan vrij vroeg moeten zijn gebeurd want zover bekend waren de australopitheken al minstens een miljoen jaar uitgestorven voordat de Dinaledikamer met botten gevuld werd. Deze hypothese zou kunnen worden getoetst door onderzoek naar het DNA uit de beenderen of tanden. In 2017 was het echter nog niet gelukt dat succesvol te extraheren.
Heather Gravin stelde in 2017 dat als de criteria die Bernard Wood in 1999 aanlegde voor het behoren tot het geslacht Homo op H. naledi werden toegepast, de soort erbuiten zou vallen wegens de geringe hersengrootte en beperkte absolute lichaamsomvang. Omdat H. naledi echter zeer wel vrij afgeleid in de stamboom kon staan, droeg zo'n benadering het gevaar in zich dat Homo parafyletisch zou worden, een teken dat die inherent willekeurige criteria niet zo zinvol waren.
In 2018 poogde een studie de positie van H. naledi te bepalen door een fenetische vergelijking, dus de algehele overeenkomst in vorm, van de tanden. H. naledi bevond zich in Homo en leek meer op de basale soorten van dat geslacht. Er waren echter ook overeenkomsten met meer afgeleide soorten en deze unieke combinatie bevestigde dat H. naledi een aparte soort was.
Al deze problemen  zouden in beginsel kunnen worden opgelost door steeds rigoureuzere cladistische analyses. Homo naledi bleek echter een rogue taxon te zijn, een vorm waarvan de kenmerken zulke tegenstrijdige fylogenetische signalen geven dat hij met even grote waarschijnlijkheid op meerdere posities in de stamboom kan uitvallen en pruning, het maar weglaten van het taxon uit de analyse, het oplossend vermogen daarvan aanzienlijk verbetert.

## Levenswijze

### Voedsel en habitat
Het is lastig het voedsel van Homo naledi te bepalen door het ontbreken van duidelijke werktuigen, prooidieren of andere etensresten in de grotten. Homo naledi was slecht in staat langdurig taai voedsel te kauwen, gezien zijn kleine tanden en kennelijk zwak ontwikkelde schedelmusculatuur. Hij was dus gespecialiseerd in het eten van voedsel van hoge kwaliteit. Een extreem hoog aantal chips op de tandranden, veel meer dan bij australopitheken en een bij het systeem aangetroffen Homo sp., is een aanwijzing dat tamelijk hard en slijtend voedsel gegeten werd. De tanden missen echter extra relief op de kauwvlakken en er schijnt vergeleken met de australopitheken dus geen overgang geweest te zijn naar het verwerken van grassen. De tanden zijn overigens juist niet erg versleten: de tanden waren beter tegen slijtage bestand dan die van australopitheken. Dat kan betekenen dat knollen en wortels gegeten werden. Een andere verklaring is een overgang naar een drogere habitat met meer stof en steentjes. De "scherpe" tanden konden goed scheerkrachten weerstaan wat een ruim spectrum aan voedselbronnen beschikbaar maakte. Al met al schijnt H. naledi een niche gevuld te hebben die afweek van zowel de australopitheken als andere homosoorten. Dat laatste zou kunnen samenhangen met het feit dat die in ieder geval wel voedsel verhitten of verwerkten met werktuigen. In 2017 werd gesteld dat de tandvorm van premolaren en kiezen clusterde met die van australopitheken en dat dus ook de voedselstrategie met die groep overeengekomen zou zijn.
In 2018 werd gemeld dat de micro wear, krasjes op het tandglazuur, een zeer complex patroon vormt dat wijst op een dieet van hard en slijtend voedsel zoals noten en wortels. Alleen Paranthropus robustus toont een complexer patroon. Opvallend is ook het grote aantal putjes. Onder moderne primaten was de meest vergelijkbare slijtage te vinden bij Cercocebus atys, de roetmangabey welke harde noten eet, en Papio ursinus, de beerbaviaan die een generalist is.

### Voortbeweging

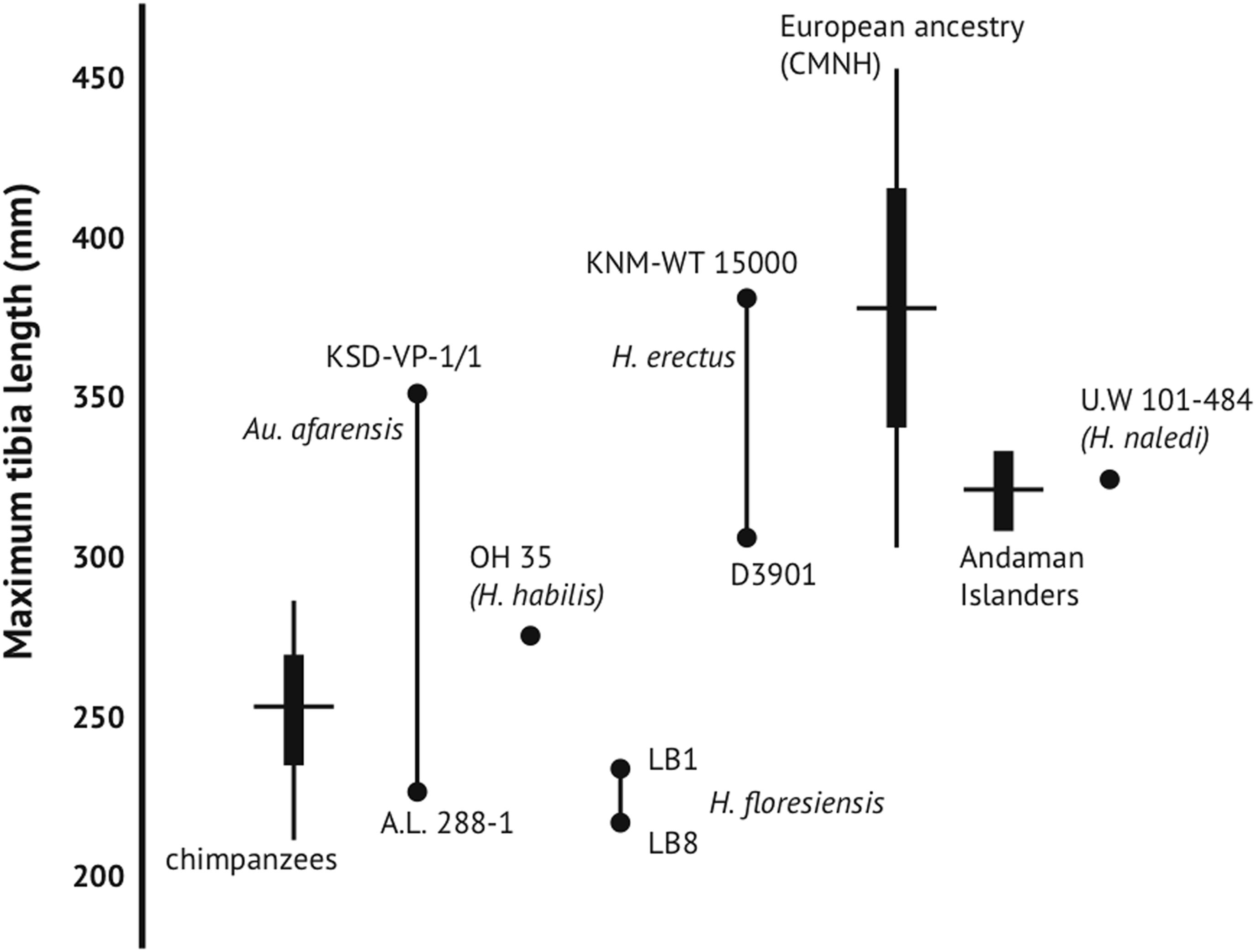
Het relatief lange onderbeen wijst op een goed vermogen te stappen

Homo naledi was een rechtop lopende tweevoeter, zoals alle soorten die dichter bij de moderne mens staan dan bij Ardipithecus. De tweevoetigheid wordt bevestigd door het relatief grote aantal teenkootjes met geheelde breuken die in het materiaal is aangetroffen; zulke breuken zijn bij basale mensapen die mede op hun handen lopen uiterst zeldzaam. De bouw van het been wijst op een krachtige stappende gang. Homo naledi moet goed in staat geweest zijn langere afstanden af te leggen. Een lang onderbeen maakt de gang meer energie-efficiënt. Dat zou kunnen betekenen dat hij eurytopisch was, dus een generalist in de keuze van habitats en een groot gebied bewoonde, ondanks dat hij maar van één grottenstelsel bekend is. Het lange been komt overeen met Homo sapiens. Ook de voet moet goed tot stappen in staat geweest zijn en toont geen sterke aanpassing aan het klimmen, op de kromme tenen na. Platvoeten geven een stabiele houding bij een langdurig staan, zoals bij het verzamelen van fruit. Eigenaardig is dat ondanks de lange onderbenen de gewrichtsvlakken van de knie en heup vrij klein zijn. In 2015, toen men een hoge ouderdom aannam, werd dat nog gezien als een aanwijzing dat bij de overgang van de australopitheken naar Homo eerst de benen langer werden en daarna pas het gewicht toenam. Een andere verklaring kan zijn dat wel vaak en lang gestapt of gestaan werd, maar meer zelden echt gerend, waarvoor grotere vlakken nuttig zijn. Ook de vorm van de hoge schouder, rechte arm en klokvormige borstkas wijst niet op een goed vermogen tot rennen want die waren slecht in staat door contrarotatie de romp dynamisch te stabiliseren welke bij een rennende gang onderhevig is aan sterke torsiekrachten. 

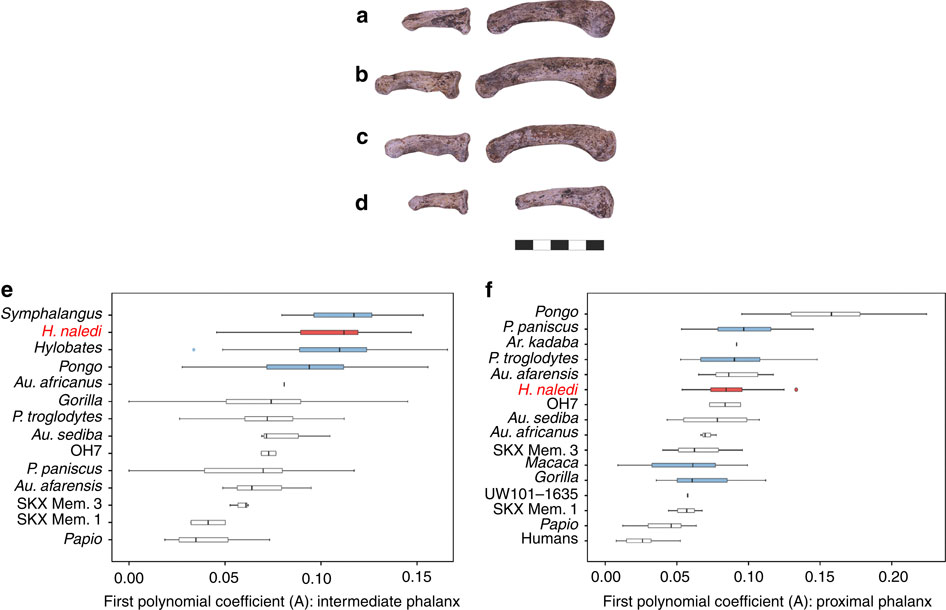
De kromme vingerkootjes wijzen op een goed vermogen tot klimmen, in bomen of op rotsen

In 2017 stelde Gravin dat het beperkte materiaal van zowel H. naledi als andere uitgestorven populaties noopt tot voorzichtigheid in het trekken van conclusies over de biomechenica en het voortbewegingsgedrag. Het werd gedacht dat een beter vermogen tot stappen en het overeenkomende grotere territoir dat bestreken kon worden, zouden leiden tot een hogere consumptie van vlees en zowel een grotere lichaamsomvang als hersengrootte. H. naledi, met zijn juist kleine hersenen, wijst erop dat het verband niet zo eenduidig kan zijn geweest. De lichaamsomvang lag wellicht iets groter, maar dan kan de koppeling met de hersenomvang weer niet zo duidelijk hebben gelegen. Voor de Floresmens is wel aangenomen dat de isolatie op een eiland deze dwergvorm beschermde tegen concurrentie met grotere mensentypen; deze verklaring lijkt bij H. naledi niet toepasbaar.

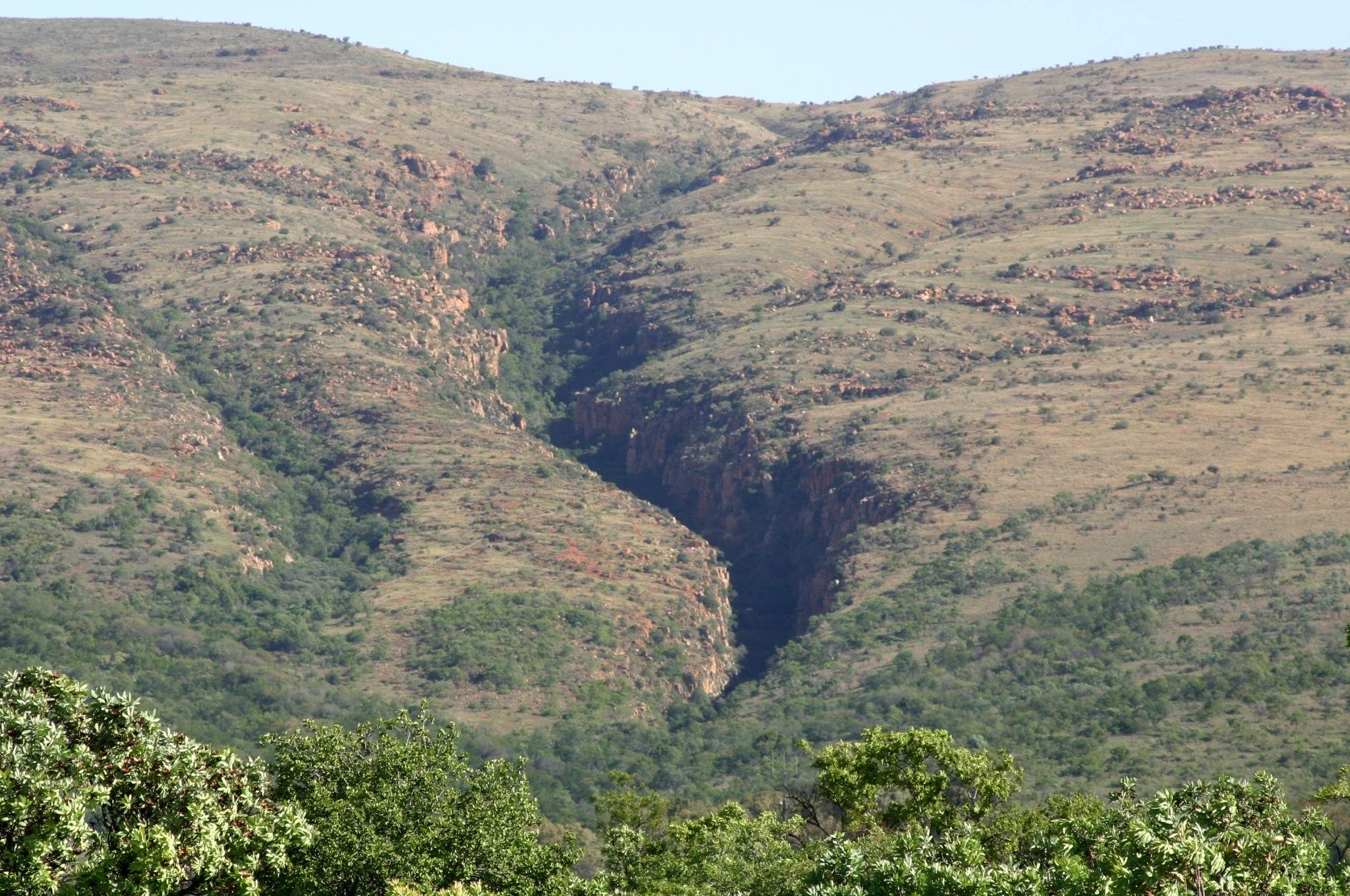
Dergelijke kloven zouden de habitat van H. naledi hebben kunnen gevormd

De bouw van de schouder en de kromme vingers wijzen erop dat Homo naledi goed kon klimmen. De kromming zorgt er bij de kootjes voor dat bij het vastklemmen van takken ze de curve waarlangs de reactiekrachten afgeleid worden beter volgen zodat ze gelijkmatiger belast worden. Bij oudere individuen is de kromming sterker, een teken dat ook bij een gevorderde leeftijd nog geklommen werd. Bij basale typen van Homo is het steeds omstreden geweest of een kromming van de proximale kootjes werkelijk wees op een intensiever verblijf in de bomen: het zou ook geërfd kunnen zijn geweest van een klimmende voorouder waarvan wel de bouw, maar niet het gedrag overgenomen werd. De sterkere kromming bij H. naledi wijst erop dat echt op het vermogen tot klimmen uitgeselecteerd werd. Meestal ging men ervan uit dat dit klimmen in bomen plaatsvond, niet op rotsen of in grotten, ondanks de context van de vondst. In 2020 stelde een studie dat gezien het spaarzame voorkomen van bomen in de habitat, de eigenschappen van de schoudergordel het best verklaard kunnen worden als een aanpassing aan het beklimmen van verticale rotswanden. Een klim van vier à vijf meter zou volstaan hebben zich in veiligheid te brengen voor grote roofdieren. Het massief van Magaliesberg, met vele ook in droge perioden groen blijvende kloven en op twintig kilometer van de vindplaats gelegen, zou een geschikte leefomgeving geweest zijn voor een rotsen beklimmende soort. Al in 2019 was erop gewezen dat het wel eens niet toevallig zou kunnen zijn geweest dat de resten van een goed klimmende soort in diepe grotten gevonden waren. Ondanks het betere vermogen tot klimmen zijn bij H. naledi de armen niet bijzonder lang ten opzichte van de benen, niet meer dan bij Homo erectus of de moderne mens.
De combinatie van voet- en armkenmerken is uniek onder de homininen en wijst op een uitzonderlijke voortbeweging als geheel. Kennelijk konden in de menselijke evolutie armen en benen apart evolueren, dus zonder dat hun eigenschappen duidelijk op elkaar afgestemd raakten.

### Werktuigen

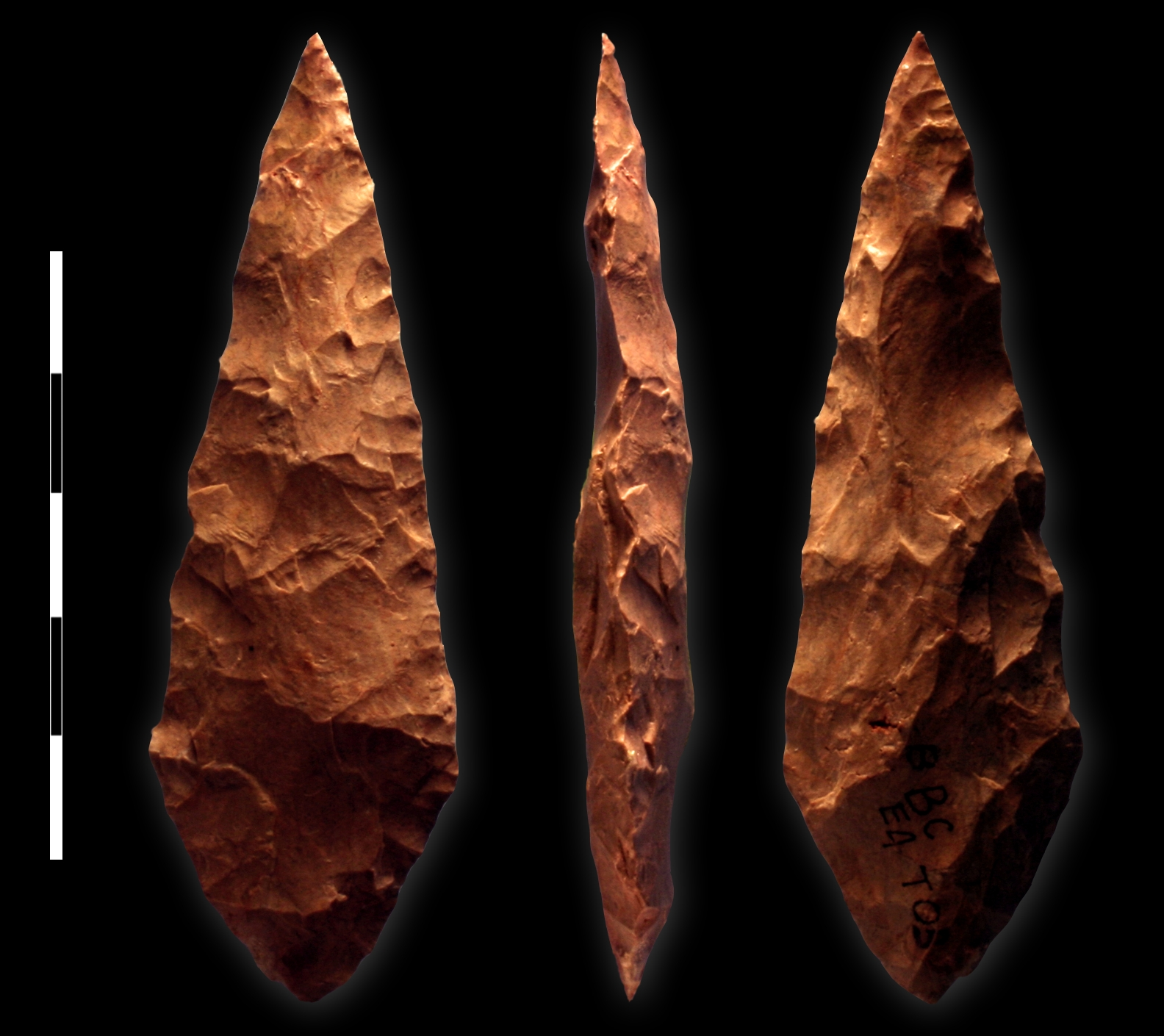
Berger meende dat zulke Middle Stone Age-werktuigen ook door H. naledi zouden kunnen zijn gebruikt

In de grotten werden in eerste instantie geen werktuigen aangetroffen. De bouw van de hand, vooral de pols, de duim, de vingertoppen en de palm wijst echter op een goed vermogen objecten te manipuleren. Bij andere mensensoorten zijn die kenmerken steeds gezien als een teken dat werktuigen gebruikt werden. Berger vond dat diezelfde conclusie voor H. naledi getrokken moest worden. Dat kon ook de reductie van het gebit verklaren; de werktuigen konden daarvoor compenseren. Berger waarschuwde ervoor te snel aan te nemen dat H. naledi zich zou hebben beperkt tot een eenvoudige Oldowantechniek. Hij leefde gelijktijdig met, en in het gebied van, de Zuid-Afrikaanse Middle Stone Age-cultuur. De vrij ingewikkelde werktuigen die deze cultuur kenmerken zouden wel eens mede door H. naledi vervaardigd kunnen zijn, ondanks de geringe hersengrootte. Daarbij zou sprake kunnen zijn geweest van cultuuroverdracht die in ongeveer dezelfde tijd in Eurazië ook bekend is tussen neanderthalers, de Denisovamens en Homo sapiens.
Eigenaardig is dat het gebruik van werktuigen samen zou zijn gegaan met een klimmende levenswijze. Ook deze combinatie is uniek. In 2015 werd onduidelijk geacht in hoeverre er sprake zou kunnen zijn van een compromis tussen beide functies. Ondanks een hoge plaatsing van het schouderblad en een geringe wringing van het opperarmbeen kan een voldoende interne rotatie voor werktuiggebruik mogelijk zijn geweest als het schoudergewricht meer naar voren gericht was. In dat geval zou echter een overhandse worp zeer moeilijk geweest zijn. Voor australopitheken, met een gelijkaardige vorm van de schouder, werd al betwijfeld dat ze goed stenen zouden kunnen gooien. In 2019 werd erop gewezen dat de evolutionaire ontwikkeling omgekeerd lijkt te zijn geweest aan die van de australopitheken: deze verwierven een beter vermogen objecten te manipuleren, maar H. naledi specialiseerde zich kennelijk in het klimmen ten koste van het werktuiggebruik. Dat zou ook kunnen verklaren waarom überhaupt geen werktuigen gevonden waren. In 2023 werd een brok steen met snijranden gemeld maar het is omstreden of het echt een werktuig betreft.

### Beheersing van vuur
Al in 2015 werd erop gewezen dat het vrijwel onmogelijk leek dat men de diepe kamers had kunnen bereiken zonder een of andere lichtbron, kennelijk vuur. Dit werd als een argument gebruikt om een hoge ouderdom van rond de twee miljoen jaar te betwijfelen omdat er nooit zulk oude sporen van de beheersing van vuur gevonden zijn. Berger liet dit aspect indertijd grotendeels onbesproken. Toen de exacte datering veel lager uitviel, kwam het gebruik van vuur weer in beeld. Uit het midden van het Pleistoceen zijn zekere vondsten van vuurgebruik gedaan.
December 2022 meldde Berger tijdens een Carnegie Science-lezing in de Martin Luther King Jr. Memorial Library, vergezeld van een persbericht, dat ook in de Rising Stargrotten sporen van opzettelijk vuurgebruik aangetroffen waren. Hij noemde roet dat de wanden geblakerd had, houtskool, tientallen door gegroepeerde stenen opgebouwde kleine vuurplaatsen die kennelijk routes verlichtten en vuurplaatsen met as en botten van antilopen die gebraden zouden zijn, de laatste gevonden door Keneiloe Molopyane. De interpretatie kreeg onmiddellijk kritiek. Tim White vond het hoogst onwaarschijnlijk dat een cultuur die vuur beheerste niet ook werktuigen in de grot zou gebruiken. Een datering van de houtskool ontbrak nog, dus het was onzeker of de gestelde vuurresten dezelfde ouderdom hadden als de botten. Met andere woorden: ze zouden wel eens van een andere mensensoort afkomstig kunnen zijn geweest. Claims dat oermensen vuur beheersten zijn altijd zeer omstreden geweest. Bij de Pekingmens bleken vermeende sporen van vuurgebruik te verklaren als natuurlijke opeenhopingen van koolstof door het vergaan van plantenresten. Berger verwierp de mogelijkheid dat natuurbranden de oorzaak waren van zulke vondsten in de Rising Star: daar zouden de grotten te diep en te nat voor zijn geweest. Professor Richard W. Wrangham, een expert op het gebied van de ontwikkeling van het braden, had nog een ander bezwaar: de vuurplaatsen zouden een enorme rookontwikkeling tot gevolg hebben gehad. Als aangenomen wordt dat er zich geen gaten in het plafond bevonden, zoals Berger doet, is het raadselachtig hoe die rook zou kunnen zijn afgevoerd.
In 2023 stelde Berger dat de beheersing van vuur wees op een vrij hoog cognitief vermogen. Het gebruik van zwakke en vermoedelijk flikkerende lichtbronnen zou een emotioneel beladen sfeer geschapen hebben die wellicht bijdroeg aan een betekenisvolle ervaring van het begraven.

### Intelligentie

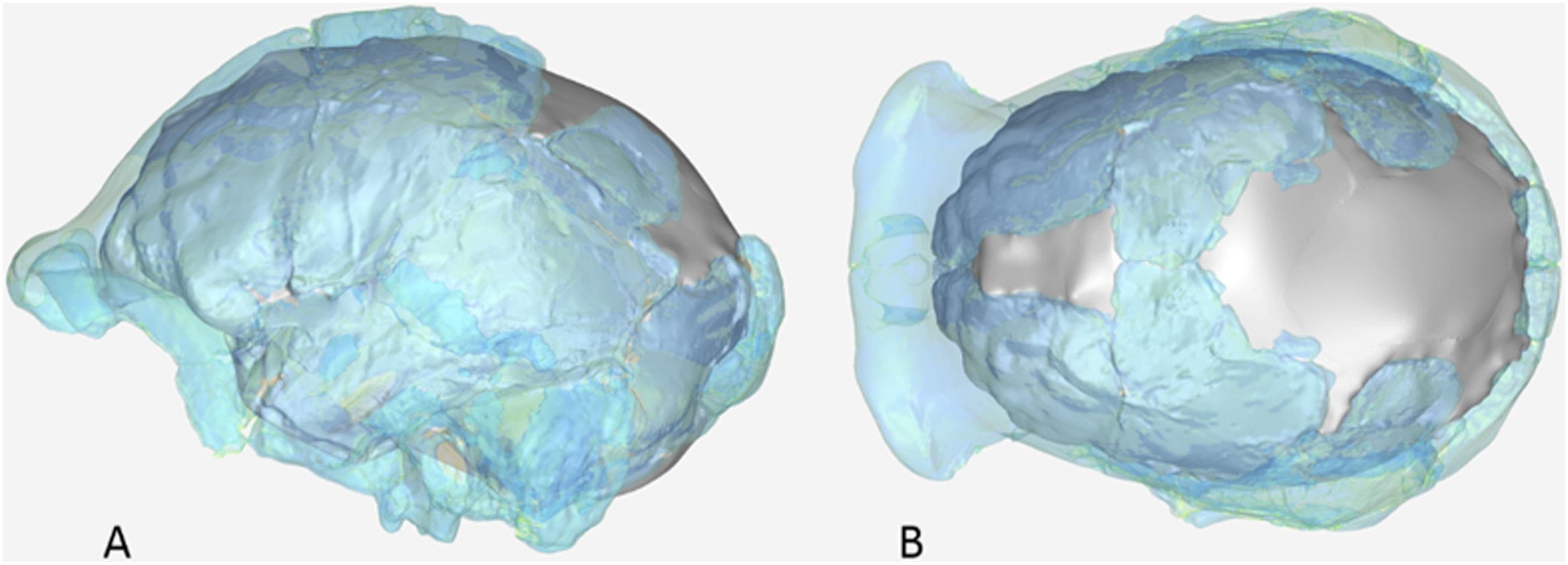
Virtueel afgietsel van de hersenpan

In 2015 beklemtoonde Berger dat een grote herseninhoud kennelijk geen noodzakelijke voorwaarde was om enige van de vermogens te benutten waar de verdere anatomie op wees. Het encefalisatiequotiënt werd in 2017 bepaald op gemiddeld 3,75. Dat ligt nog wat onder het gemiddelde van Australopithecus africanus van 3,81.
Chris Stringer meende in 2015 dat grote intelligentie een noodzakelijke voorwaarde was voor sociaal gedrag en zeker voor het opzettelijk bijzetten van lijken en dat dit onverenigbaar was met de kleine hersenen van Homo naledi. De Nederlandse primatoloog Frans de Waal wierp tegen dat moderne basale mensapen met even weinig hersenen ook al tot dat soort gedrag in staat zijn. Ze kunnen, zoals aangetoond door observatie en experimenteel onderzoek, werktuigen maken en gebruiken, vooruitplannen, een cultuur overdragen, voedsel delen, de motieven van soortgenoten begrijpen, empathie hebben en logisch redeneren. Ze rouwen om de dood van verwanten en vrienden. Ze begraven hun doden weliswaar niet, maar dat kan samenhangen met het ontbreken van vaste verblijfplaatsen. Moeders dragen de gemummificeerde lijkjes van hun zuigelingen met zich mee. Zouden ze in grotten wonen dan zou hun intelligentie evident voldoende zijn om zich van stinkende kadavers te ontdoen die roofdieren kunnen aantrekken. De Waal vond het ironisch dat naledi, een anagram was van denial: veel critici willen zich niet realiseren dat mensen ook maar apen zijn en dat er dus geen fundamenteel verschil kan bestaan tussen beiden.
Patrick S. Randolph-Quinney wees er in 2015 op dat een onderscheid moet worden gemaakt tussen structured abandonment en funerary caching, dus het systematisch achterlaten van lijken op een speciale plek, en formal burial, het begraven met een mogelijke diepere symbolische betekenis.
In 2017 stelde een studie dat de structuur van de hersenen zoals waarneembaar via afgietsels overeenkwam met die van Homo als geheel. Hersendelen die bij Homo sapiens gebruikt worden voor werktuiggebruik en spraak (pars opercularis, pars triangularis) en taalbegrip, planning en sociaal gedrag (pars orbitalis) waren beter ontwikkeld. Dit komt overeen met de toestand bij de "Vroege Homo" en impliceert dus geen late afsplitsing. In bepaalde opzichten is de indeling van de hersenen basaal zoals een zijwaarts en vooraan geplaatste sulcus lunatus als bij chimpansees. Maar deze sulcus is klein en bovenaan gereduceerd. De kwabben van het achterhoofd zijn asymmetrisch en aan de linkerzijde meer ontwikkeld, wat wijst op rechtshandigheid, een mogelijke aanpassing voor werktuiggebruik. Hoewel de kwabben van het voorhoofd klein zijn, hebben ze een organisatie als bij de moderne mens met een vergrote sulcus frontalis inferior. In 2023 werden krassen gemeld, vijf tot vijftien centimeter lang en elkaar kruisend, die een symbolisch karakter zouden dragen. Dat zou een teken zijn van vrij hoge cognitieve vermogens. Het verband met H. naledi is echter betwist. Fuentes en Berger stelden in 2023 dat H. naledi aantoonde dat de kwantitatieve grootte van het brein niet allesbepalend was maar mede de culturele en vooral emotionele ontwikkeling.

### Voortplanting en groei

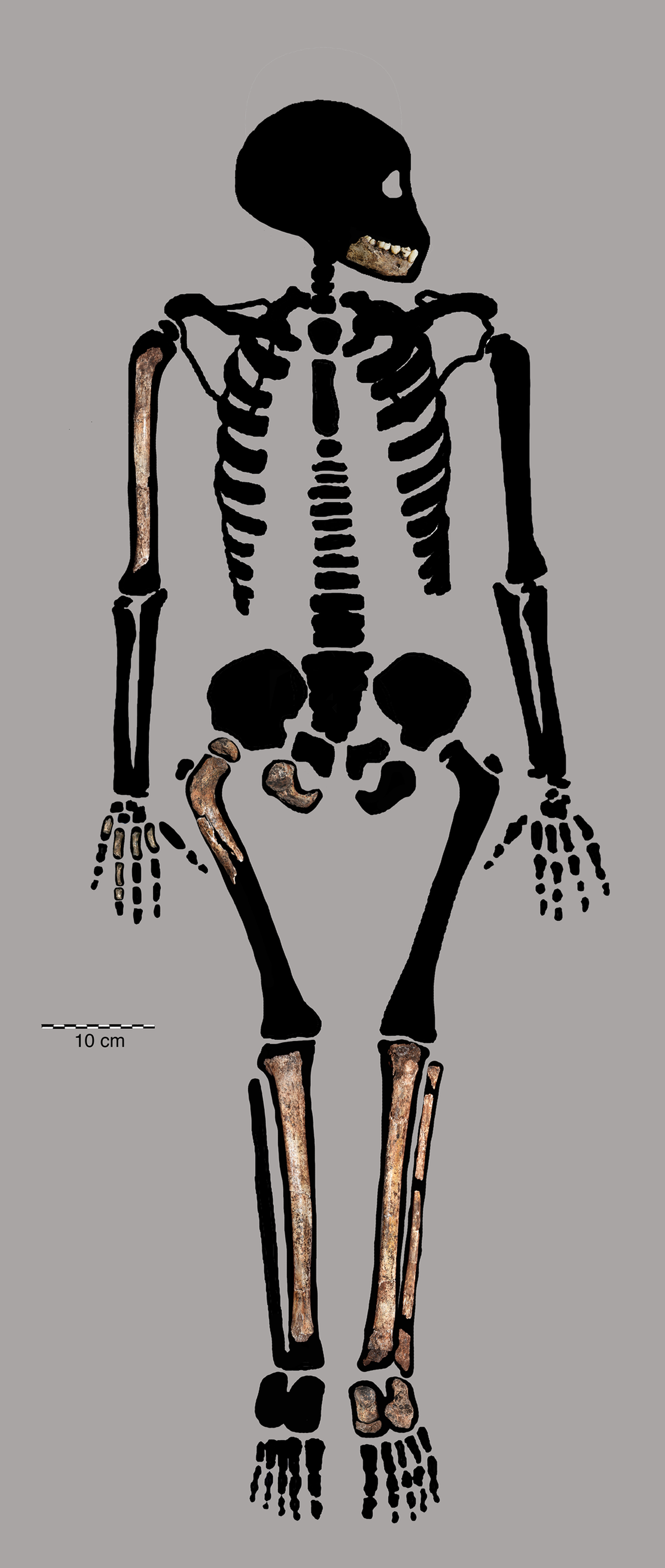
De gevonden botten van het jonge exemplaar DH7

Een studie uit 2017 concludeerde dat de seksuele dimorfie bij Homo naledi relatief gering was, met minder dan 20% variatie in lichaamsgewicht, net als bij H. erectus s.l. Het is echter mogelijk dat de dimorfie bij andere mensensoorten overschat is omdat exemplaren van verschillende locaties en ouderdom op één hoop zijn gegooid; de exemplaren van H. naledi zijn uitzonderlijk beperkt in ruimte en misschien ook wel in tijd. De dimorfie is groter dan bij de moderne mens, maar die vaststelling is onzeker omdat het aantal specimina zo beperkt is. Het kan zijn dat bij vrouwen het onderste opperarmbeen lichter gebouwd is. Bij mannelijke schedels lijkt het achterhoofd meer naar achteren uit te steken met een duidelijk tuberculum lineare en toont verruwingen voor aanhechtingen van de nekspieren. Ze hebben ook een hogere herseninhoud. In het algemeen hebben mannelijke schedels sterker ontwikkelde wenkbrauwwallen, beenringen, beenkammen en richels. Dat is het duidelijkst zichtbaar bij LES1, maar niet meer dan men zou verwachten van een exemplaar van die grootte. In 2024 stelde een studie dat de variatie op sommige tandposities zo gering was dat aangenomen moesten worden dat de meeste, of zelfs alle, exemplaren slechts één sekse vertegenwoordigen.
Veel elementen van de ledematen zijn slechts van jonge individuen bekend die vergeleken met andere fossiele vondsten van mensachtigen sterk oververtegenwoordigd zijn. In 2015 concludeerde Christopher Scott Walker dat tijdens de rijping in wezen dezelfde proporties van de benen gehandhaafd bleven, net als bij alle mensapen, zij het in dit geval met aanpassingen aan een tweevoetige gang. De al geringe wringing van het opperarmbeen neemt bij volwassenen nog meer af, een omkering van het normale patroon bij homininen.
De moderne mens krijgt vrij laat zijn melkgebit en de vervanging ervan is langzaam. In 2017 werd gemeld dat bij de twee beschikbare exemplaren van Homo naledi met een melkgebit, U.W. 101-377 en U.W. 101-1400, de tweede onderste kies vrij laat uitkomt, net als bij Homo sapiens. Bij die laatste wordt dit in verband gebracht met een verlengde kindertijd. Bij H. naledi werd dit verband onzeker geacht gezien zijn kleine hersenen.
Het melkgebit heeft in grote lijnen dezelfde eigenaardigheden als het volwassen gebit. Het heeft echter ook wat overeenkomsten met Paranthropus, met name in de vorm van de bovenste tweede kies. Bij de gebitten van kinderen zijn kortstondige vertragingen in de afzet van het glazuur waarneembaar. Die weerspiegelen vermoedelijk seizoensverschillen die effecten hadden op de hoeveelheid beschikbaar voedsel en de gevoeligheid voor ziekten. Droge zomers en strenge winters zouden tot hongersnood kunnen leiden en in de winter was er een grotere kans op epidemieën. In 2018 concludeerde een studie dat het aantal groeilijnen in het glazuur, de perikymata, relatief laag lag, maar dat die bij de voortanden tamelijk sterk geconcentreerd waren in de tandhalzen, net als bij de moderne mens, maar afwijkend van Homo erectus.
In 2020 poogde Debra Bolter met behulp van de grote hoeveelheid data die beschikbaar zijn over de toeneming in grootte en gewicht gedurende de groei van de moderne mens ook de rijping van Homo naledi te bepalen. Door extrapolatie werd het geboortegewicht bij deze soort op 2,06 kilogram geschat, de geboortelengte op 44,5 centimeter en de lengte van exemplaar DH7 op 111 tot 125 centimeter.
In 2014 werd in de Dinaledikamer een steenblok gevonden, specimen U.W. 101–1477, met daarin zeer tere botjes van vermoedelijk een zuigeling. In 2020 was men nog bezig die voorzichtig uit het moedergesteente los te maken; een toekomstige beschrijving werd aangekondigd. In 2019 lukte het echter zesenzeventig specimina van de ledematen plus een onderkaak te combineren tot een enkel individu, een wat ouder kind dat het inventarisnummer DH7 kreeg. Dergelijke juveniele skeletten van fossiele mensen zijn uiterst zeldzaam. Dat het materiaal bij elkaar hoorde, werd afgeleid uit de nabijheid van de botten in de vondstlaag, met een onderlinge afstand van maximaal twintig centimeter, alsmede de spiegeling van de onderbenen. De leeftijd van het individu werd geschat op acht tot elf jaar, afgaande op de lengte en de ontwikkeling van het gebit, mits het snellere rijpingspatroon van A. sediba of H. erectus aanwezig was. Als dat patroon echter meer met H. sapiens overeenkwam, zou de leeftijd tussen de elf en vijftien kunnen hebben gelegen. De verwarrende combinatie van basale en afgeleide trekken die H. naledi kenmerkt, maakt het ook in dit geval lastig om tot definitieve conclusies te komen.

### Begrafenisritueel?

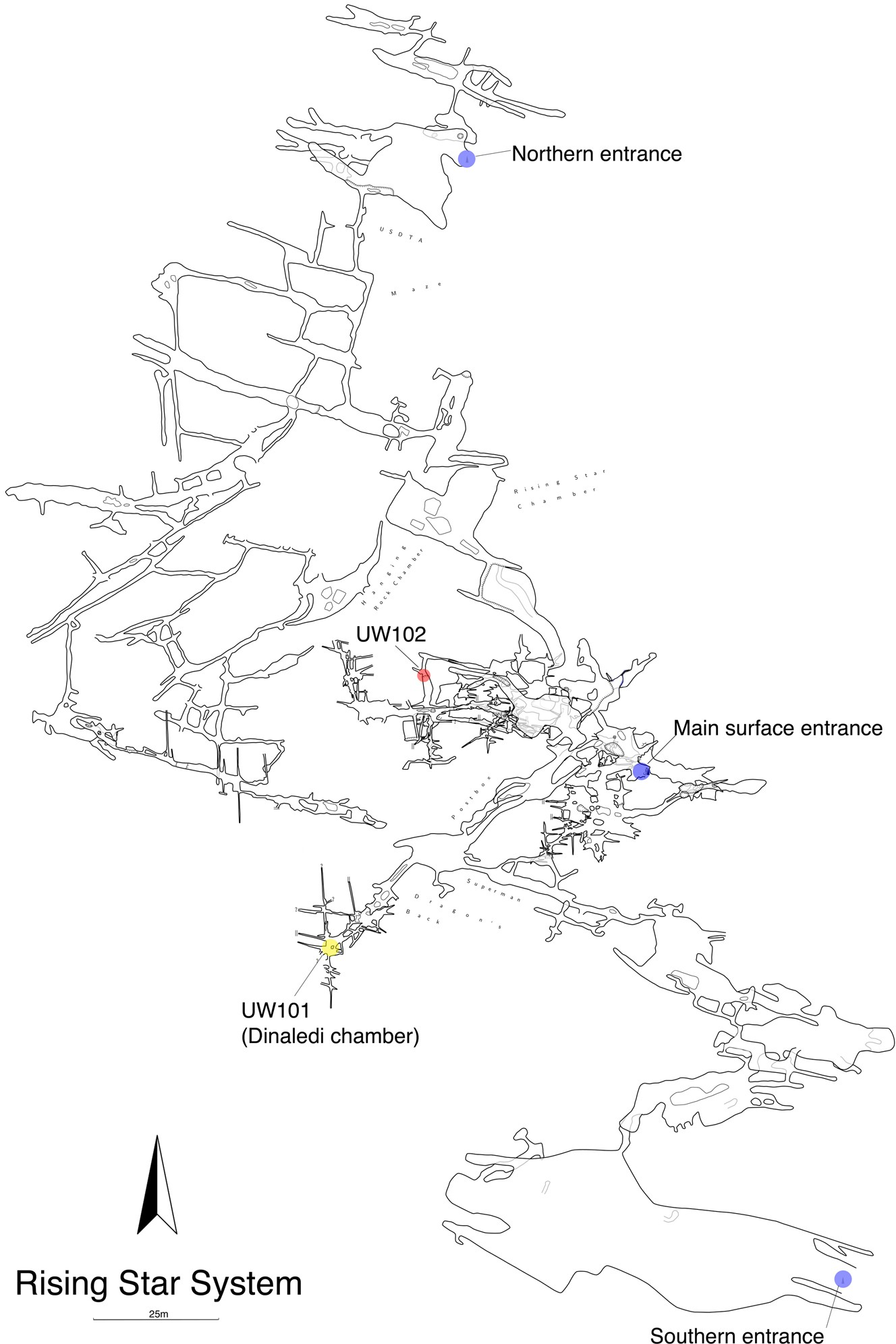
Het complexe grottensysteem, hier met een gele stip die de Dinaledikamer aangeeft, heeft de vraag opgeroepen hoe de skeletten er geconcentreerd werden

De vindplaats van Homo naledi is zeer uitzonderlijk. Alleen bij Krapina in Kroatië en de Sima de las Huesos in Spanje zijn ooit grotere verzamelingen fossiele homininen op één locatie in dichte concentratie aangetroffen, respectievelijk drieëntwintig en achtentwintig. De beenderen daar tonen duidelijke snijsporen die wijzen op kannibalisme of een of andere wijze van lijkbezorging. In de Naledikamer is de interpretatie niet zo eenvoudig. In 2015 besprak Paul Dirks vijf mogelijke scenario's.

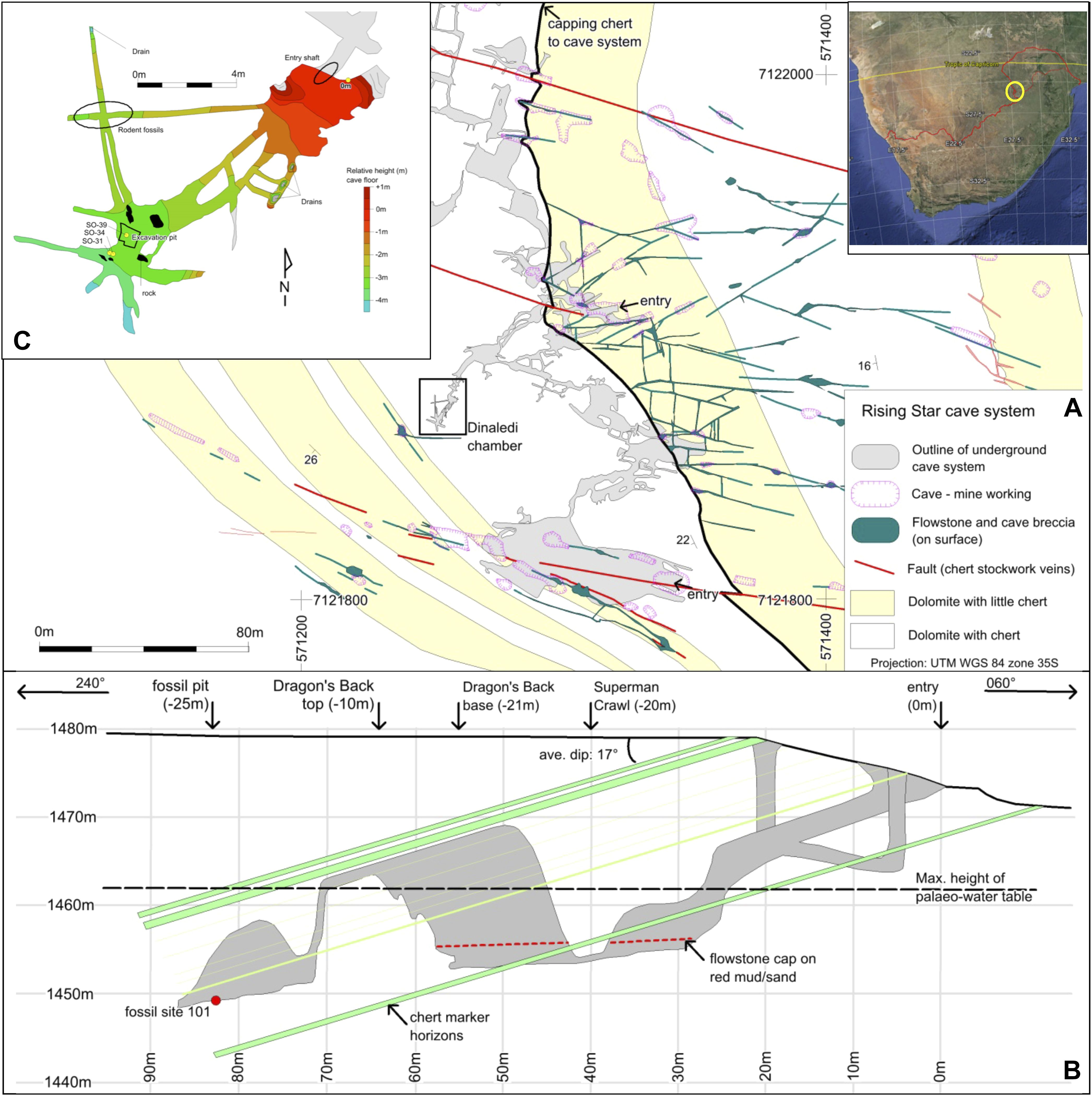
De Dinaledikamer moet moeilijk toegankelijk geweest zijn; de Superman Crawl heet zo omdat men er alleen met één naar voren gestrekte arm doorheen kan

De eerste mogelijkheid was dat de Dinaledikamer als woonruimte fungeerde. Dat achtte Dirks onwaarschijnlijk. Er waren in de hele Rising Star geen sporen gevonden van bewoning in de vorm van werktuigen of voedselresten. De nauwe toegang zou het ook hoogst onpraktisch gemaakt hebben de kamer permanent te bewonen. In ieder geval zou dan een kunstmatige lichtbron vereist zijn. In 2015 werd een ouderdom aangenomen die ruim vóór het oudste bewijs voor het beheersen van vuur lag, met een ouderdom van ongeveer 760 000 jaar.
Watertransport is een veel voorkomende oorzaak van het verplaatsen van fossielen, vaak over grote afstanden. In de grotten is duidelijk waterwerking aanwezig. Er zijn echter geen sporen van een hoog-energetisch proces dat in staat zou zijn geweest hele botten te verplaatsen, laat staan op een selectieve wijze die alleen menselijke beenderen zou betreffen. Er zijn geen overstromingen geweest. In de naastliggende Dragon's Back Chamber zijn veel botjes van kleine gewervelden gevonden; dat die niet in ruime mate in de Dinaledikamer aanwezig zijn, bewijst dat er geen belangrijk watertransport tussen beide ruimten kan hebben plaatsgevonden.
De resten zouden door een roofdier kunnen zijn achtergelaten dat de mensen gedood had of als aas meegesleept. Veel botten van fossiele mensen tonen duidelijke bijtsporen door grote roofdieren of zijn erdoor gekraakt. De vindplaats van de Pekingmens lijkt primair een hyenahol te zijn geweest. In Zuid-Afrika zijn luipaarden die menselijke kadavers door een gat in het plafond van grotten lieten vallen een belangrijke bron van fossielen. De Dinaledikamer heeft echter geen gat in het plafond. De kamer moet ook voor een roofdier lastig toegankelijk zijn geweest. De botten tonen geen sporen van predatie en er zijn geen beenderen van de predatoren zelf of andere prooidieren aanwezig. Dirks achtte deze verklaring daarom hoogst onwaarschijnlijk. 

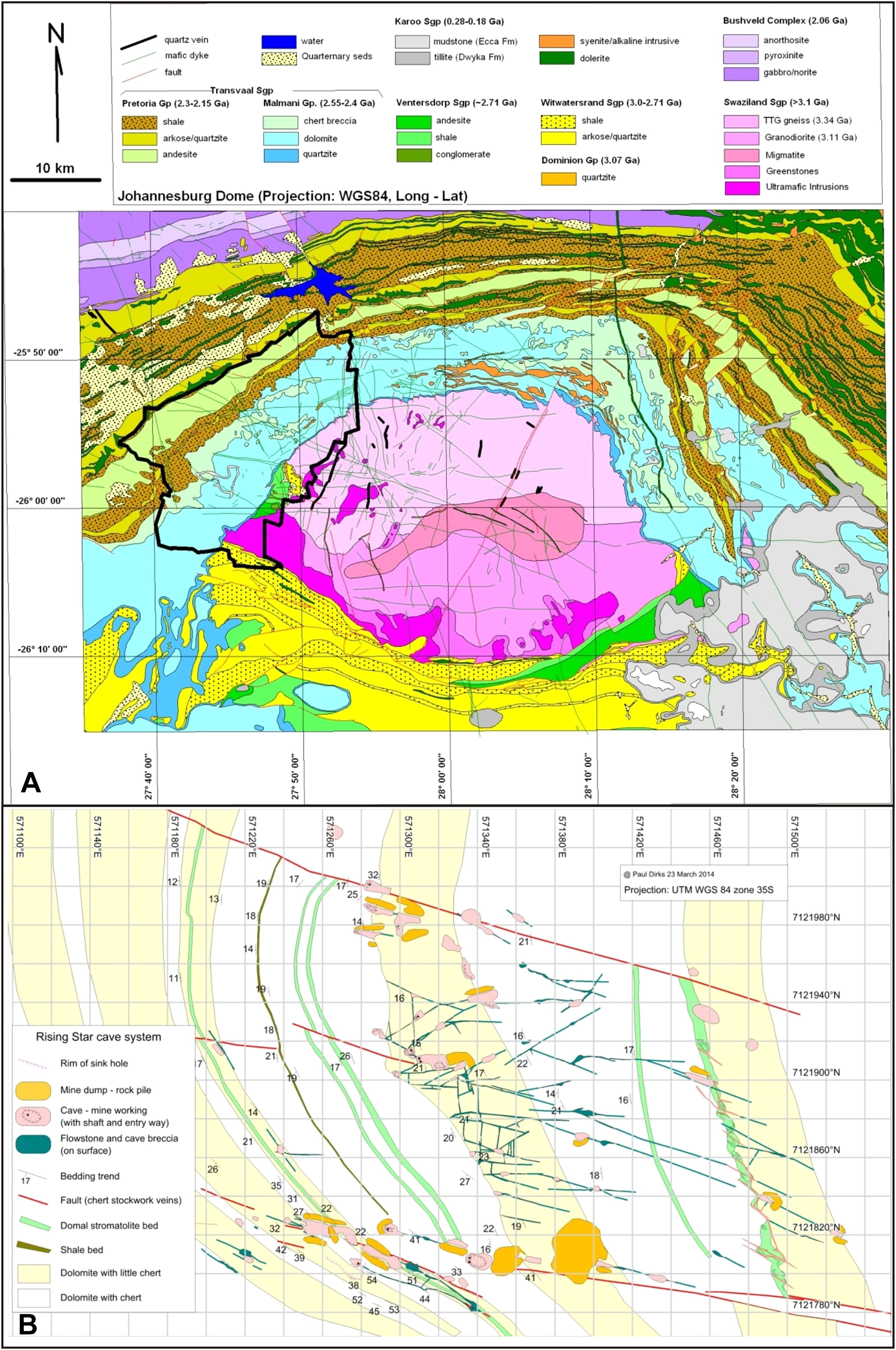
Afzetting van hoornsteen lijkt de isolatie van de kamer te hebben veroorzaakt

Hierna ging Dirks in op de mogelijkheid dat de mensen in de Dinaledikamer waren gestorven. Ze zouden in één keer kunnen zijn omgekomen door een ramp. Het is echter moeilijk te verklaren waarom zoveel mensen zich tegelijkertijd in de nauwe ruimte verzameld zouden hebben, zeker als bedacht wordt dat maar een klein gedeelte van tachtig centimeter in het vierkant is uitgegraven. Het is goed mogelijk dat de resten van vele tientallen individuen aanwezig zijn. Daarbij wijst de tafonomie op een geleidelijker accumulatie. Als alternatieve verklaring opperde hij daarom dat in de loop van duizenden jaren soms individuen zich in de nauwe voorste toegang, de Chute, gewaagd zouden hebben, niet meer konden keren en dan op zoek naar een uitgang in de kamer terechtkwamen waar ze jammerlijk omkwamen. De kamer zou dus als een death trap gewerkt kunnen hebben. Dit scenario vond hij echter weinig overtuigend. Het verklaart de leeftijdsopbouw van de populatie niet met zowel zuigelingen als bejaarden. Men zou verwachten dat alleenlevende volwassen mannen op ontdekkingstocht oververtegenwoordigd zouden zijn. De resten zijn nog wat te klein in aantal om significante statistische conclusies uit te trekken. In 2018 stelde Debra Bolter dat daarvoor niet vijftien, maar minstens vijftig individuen nodig waren.
Een laatste mogelijkheid was dat de lijken er opzettelijk begraven waren. Hoewel het nog steeds lastig geweest zou zijn zo diep het grottenstelsel binnen te dringen zouden de stoffelijke overschotten, zeker als ze te voren geheel of gedeeltelijk ontvleest waren, zonder al te extreme moeilijkheid door de verticale "glijbaan" in de Dinaledikamer gedumpt kunnen zijn. De nauwte van de doorgang en de modder op de bodem zouden voorkomen hebben dat de botten braken want verse breuken zijn niet in het materiaal aanwezig. Dirks achtte het zelfs mogelijk dat lijken door de levenden in de kamer begeleid waren of dat stervenden de kamer opzochten. Dat zou althans verklaren waarom botten helemaal aan het eind van de kamer aanwezig zijn. In ieder geval vereist dit scenario een speciale cognitieve capaciteit. Zekere opzettelijke begrafenissen zijn pas bekend van de ontdekkingsgeschiedenis van de neanderthaler.
De suggestie dat van een opzettelijke lijkbezorging sprake zou kunnen zijn, maakte bij andere antropologen veel kritische reacties los. Een van de prominentste critici was Timothy White die de rivaliserende Oost-Afrikaanse onderzoekstraditie vertegenwoordigde. Hoewel hij al een decennium niet in Zuid-Afrika geweest was, wist hij al meteen dat het om kleine exemplaren van H. erectus ging, dat Bergers methoden niet professioneel waren en dat enkele breuken in de botten door de amateuristische Underground Astronauts veroorzaakt waren. De gedachte aan een opzettelijke begrafenis deed hij af als volstrekt ongefundeerde speculatie.

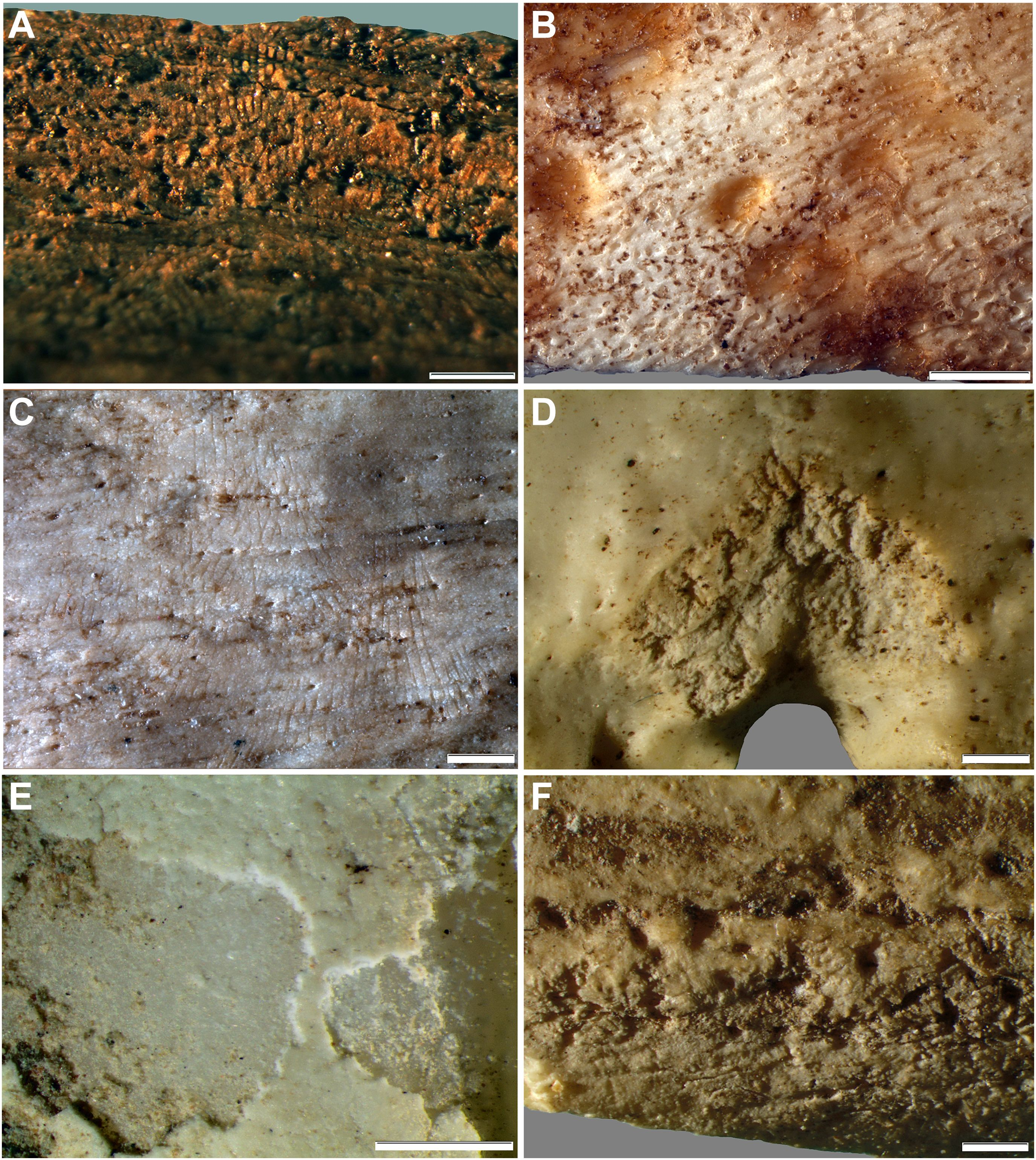
Vraat door keverlarven en slakken is gebruikt om tegenstrijdige scenario's te ondersteunen

White schreef niet in de wetenschappelijke literatuur over het onderwerp. Anderen deden dat wel. Aurore Val vroeg zich in 2016 af hoe, indien een hoge ouderdom wordt aangenomen, de diepe kamers van de grotten zonder vuur bereikt zouden kunnen zijn. In de loop van twee miljoen jaar zou het landschap flink veranderd kunnen zijn. Botten van uilen zijn in de grotten aangetroffen; wellicht joegen die op knaagdieren door gaten in het plafond die in de Dinaledikamer toch aanwezig waren. Dat de lijken ondergronds meegevoerd waren, scheen Val onmogelijk toe. De Underground Astronauts hadden alle vier de ledematen nodig en konden slechts kleine objecten meenemen. Een oermens met kleine hersenen zou geen begrip hebben kunnen opbouwen van het complexe tunnelsysteem en die kennis zeker niet over vele generaties lang hebben kunnen doorgeven. Val wees er ook op dat als er minstens vijftien lijken in de kamer lagen, zo'n negentig procent van de skeletelementen ontbreken. Het leek haar waarschijnlijker dat in het hele grottensysteem kadavers zich ophoopten en in droge fasen mummificeerden. Die verschrompelde stukken zouden dan later door watertransport of zwaartekracht in de Dinaledikamer terecht gekomen zijn. Vraat door grote slakken en kevers is direct waarneembaar op de botwanden. Dat duidt op een zekere mate van verwering, kennelijk buiten de kamer want grote slakken komen in diepe grotten niet voor. Die kan ook de bijtsporen van predatoren hebben uitgewist. Verdacht vond ze dat de epifysen van de schachten van de ledematen grotendeels ontbreken, evenals wervels en bekkens, botstukken die roofdieren bij voorkeur aanvreten.

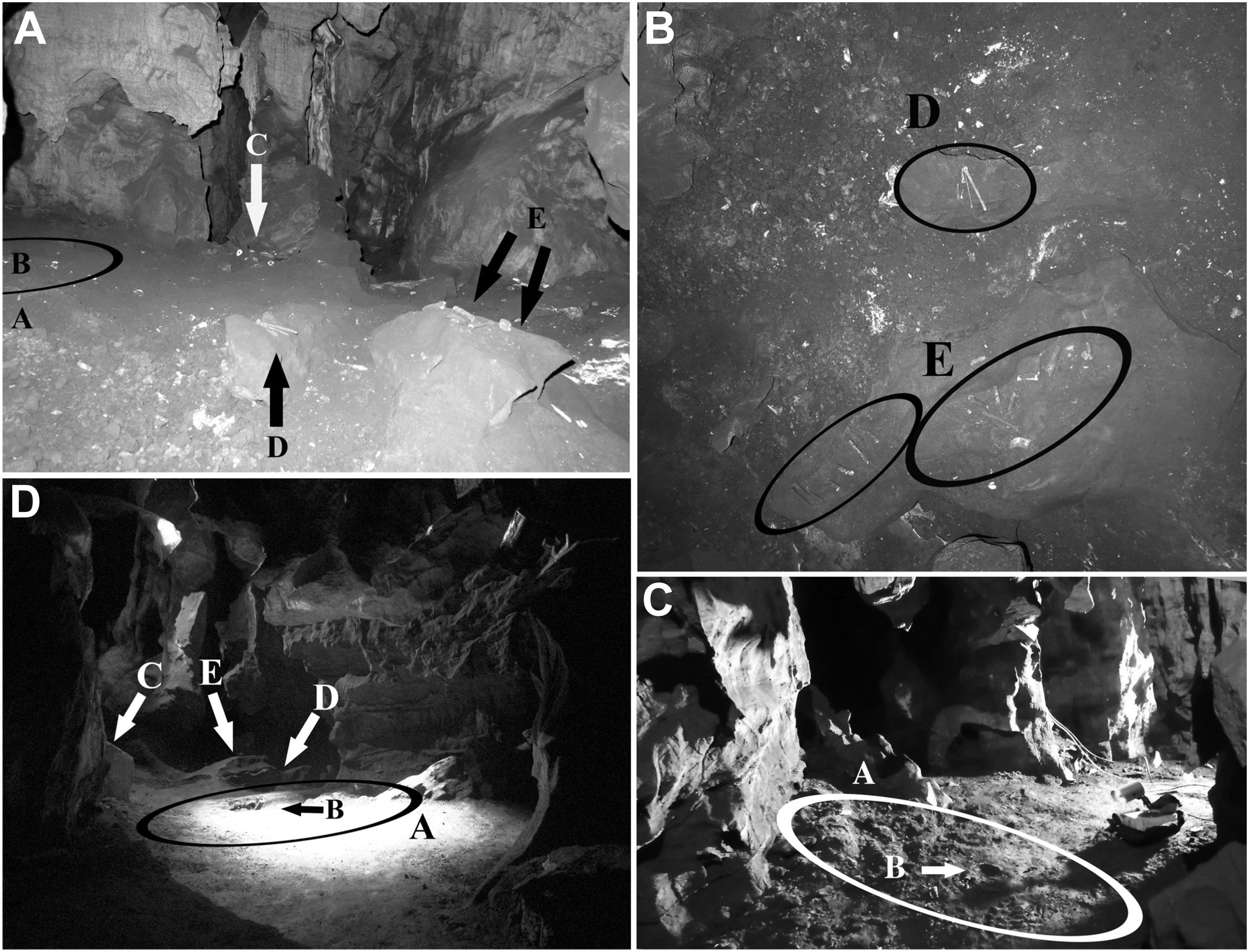
De skeletten zijn meestal sterk uit elkaar gevallen

In 2016 en 2017 reageerde het team rond Dirks en Berger hier weer op, met in 2017 als complicerende factor dat net bekend was geworden dat de fossielen veel jonger waren dan eerst gedacht en dat de Lesedikamer ook materiaal bevatte. Ze begonnen met te erkennen dat de nulhypothese moest zijn dat er geen opzettelijke bijzetting was. Het vergde dus apart bewijs om het tegendeel te mogen aannemen. Ze wezen erop dat ook de beenderen in de Lesedikamer geen bijtsporen toonden. Wel waren er meer botten van kleine dieren aanwezig en dat zou maar weer bewijzen dat er nooit een ruimere toegang tot de Dinaledikamer geweest was zoals Val had gespeculeerd. Dat de ouderdom geringer was gebleken, schiep een alternatieve verklaring: moderne mensen of hun directe voorlopers, zoals Homo heidelbergensis/Homo rhodesiensis, die van even oude vondsten in het gebied bekend zijn, zouden de botten hebben kunnen gedeponeerd. Dat werd echter onwaarschijnlijk geacht want dan zouden die H. naledi anders moeten hebben behandeld dan andere dieren of zelfs hun eigen soortgenoten die namelijk wel gegeten werden, zonder dat daarvoor een plausibele verklaring was. Al met al zou een vorm van lijkbezorging als een redelijke hypothese moeten worden beschouwd. Het zou daarvoor niet per se nodig zijn dat H. naledi tot enige vorm van symbolisch denken in staat  was. Sommige vogels en veel sociale zoogdieren tonen immers tekenen van verdriet of ongemak bij het overlijden van soortgenoten. Het zich ontdoen van lijken kan vele motieven gehad hebben zoals de stank van rottende karkassen, het voorkomen dat aaseters aangetrokken werden, of het verstevigen van de groepsbanden. In 2016 verwierp men ook in een aparte publicatie dat mogelijke korstmossen op de beenderen bewezen dat ze aan licht blootgesteld waren geweest.
In 2018 stelde Charles Egeland, zonder daarvoor enig empirisch bewijs aan te voeren, dat alleen de mens zich van zijn sterfelijkheid bewust was. Het zou daarom van speciaal belang zijn de oorsprong van deze vermeende unieke eigenschap te bepalen. De opeenhoping van lijken in de Dinaledikamer was een mogelijke kandidaat voor een vroeg bewijs van dit vermogen. Egeland besloot dit kritisch te toetsen door via machine learning de relatieve bewaring van de skeletelementen te vergelijken met veertien andere prehistorische en moderne opeenhopingen van dode primaten. De resten in de Dinaledikamer blijken daarbij te clusteren met mensen en bavianen die door aaseters of roofdieren waren gegeten, of met bavianen die een natuurlijke dood in een grot waren gestorven. Er zou dus geen bewijs zijn voor lijkbezorging, hoewel die ook niet kon worden uitgesloten. Het team rond Berger veranderde hierdoor niet van standpunt. In 2020 werd nogmaals geconcludeerd dat belangrijk watertransport zich niet voorgedaan had. In 2021 stelden ze dat de resten van UW-101 door een of andere hominine waren gedeponeerd. In 2022 meende Paul Pettitt dat de hypothese van funerary caching zeer reëel was, daar zelfs termieten zulk gedrag vertonen. Het grootste probleem zag hij in de mogelijkheid dat de diepe verticale spleten die het latere onderzoek heeft aangetoond vóór de afzetting van flowstone veel breder waren en toch een alternatieve toegang tot de Dinaledikamer geboden zouden kunnen hebben.
In 2023 meldde het team dat tijdens opvolgende opgravingen tussen 2016 en 2018 op twee locaties, in de Dinaledikamer en de Hill Antechamber, een concentratie van botten afkomstig van één individu was aangetroffen die in een oudere laag leek te zijn ingegraven. Het leek hun dat er in beide gevallen sprake was van een echt graf. Dat zouden dan de oudste bekende graven vertegenwoordigen. In een daarvan was een stuk steen aangetroffen dat geïnterpreteerd werd als een werktuig. Het artikel wees erop dat vier peerreviewers deze conclusies verwierpen en de falsificatie van de nulhypothese dat het geen graven waren onvoldoende achtten. Op 28 juli 2022 werd op een natuurlijke pilaar boven een van de graven een patroon van krassen aangetroffen waarvan men stelde dat het symbolische kunst vertegenwoordigde. Hoewel de krassen evident kunstmatig zijn, wees de peerreview erop dat er geen bewijs was aangevoerd dat ze door H. naledi waren gemaakt en ook de datering is onzeker. Het is bekritiseerd dat de artikelen ondanks de negatieve peerreview gepubliceerd konden worden. In 2024 stelde een studie dat het sediment rond de botten van de vermeende graven in feite niet afwijkend was van de rest van de laag en men in 2023 slechts door een gebrekkige methodiek tot een andere conclusie gekomen was. Betreurd werd dat er al de Netflixdocumentaire Unknown: Cave of Bones over de claims uitgezonden was. Een andere studie dat jaar betwijfelde een verband tussen de krassen en Homo naledi, een "revolutionaire hypothese" die wegens de kleine hersenen van de soort speciaal bewijs zou vergen.